# Группа орнамента

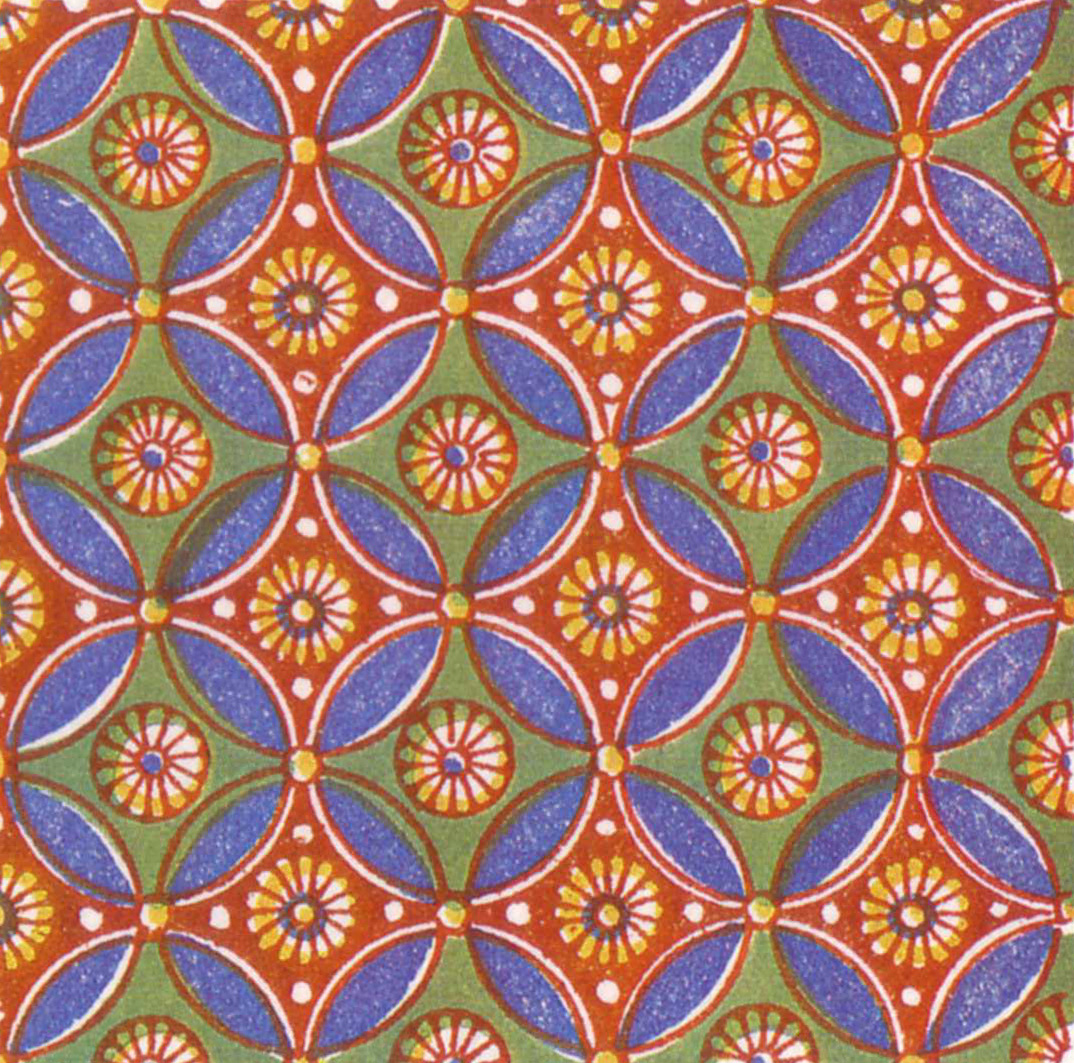
Пример египетского орнамента с группой орнамента p4m

Группа орнамента (или группа плоской симметрии, или плоская кристаллографическая группа) — это математическая классификация двумерных повторяющихся узоров, основанных на симметриях. Такие узоры часто встречаются в архитектуре и декоративном искусстве. Существует 17 возможных различных групп.
Группы орнаментов являются двумерными группами симметрии, средними по сложности между группами бордюра и трёхмерными кристаллографическими группами (называемыми также пространственными группами).

## Введение
Группы орнаментов распределяют узоры по категориям согласно их симметриям. Тонкая разница в похожих узорах может привести к распределению узоров в разные группы, в то время как узоры, существенно отличные по стилю, цвету, масштабу или ориентации могут принадлежать одной группе.
Рассмотрим следующие примеры:

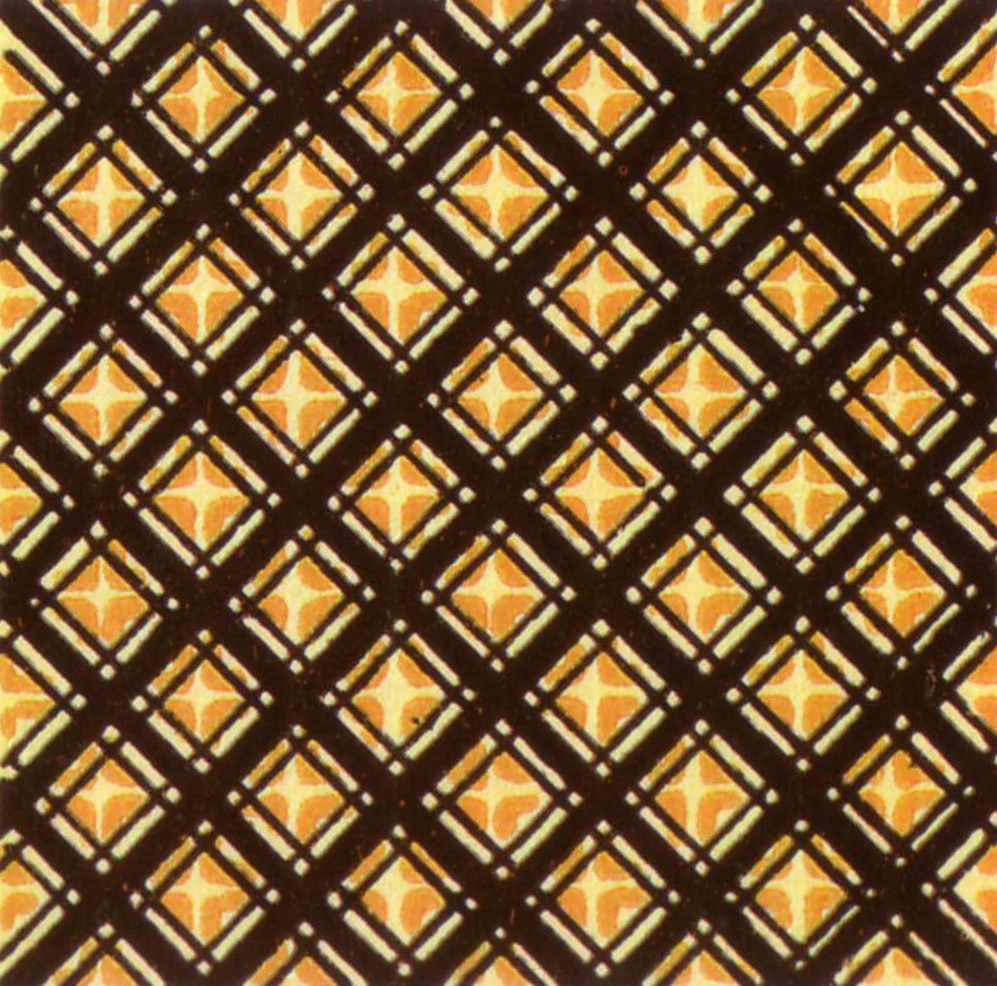
Пример A: Ткань, Таити
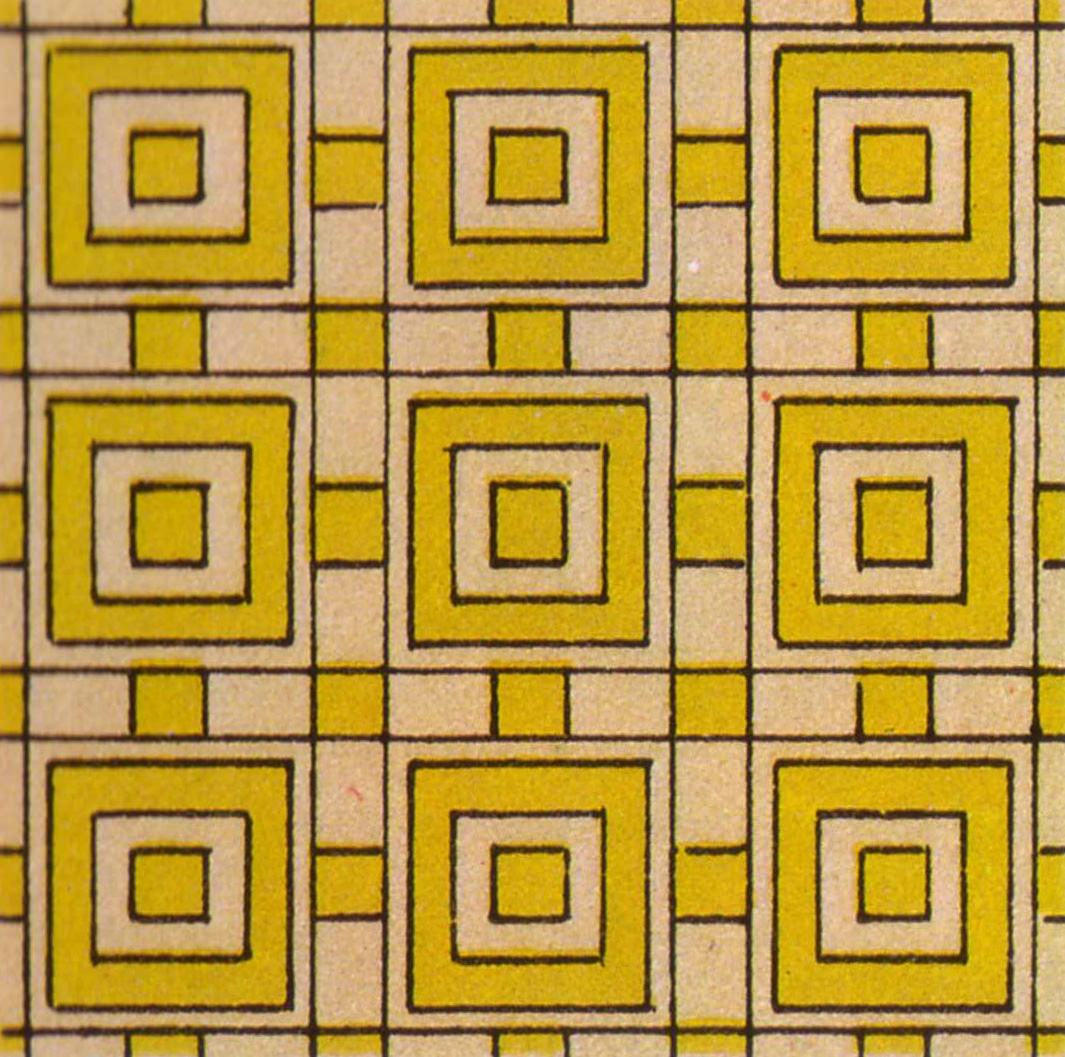
Пример B: Орнамент, Ниневия, Ассирия
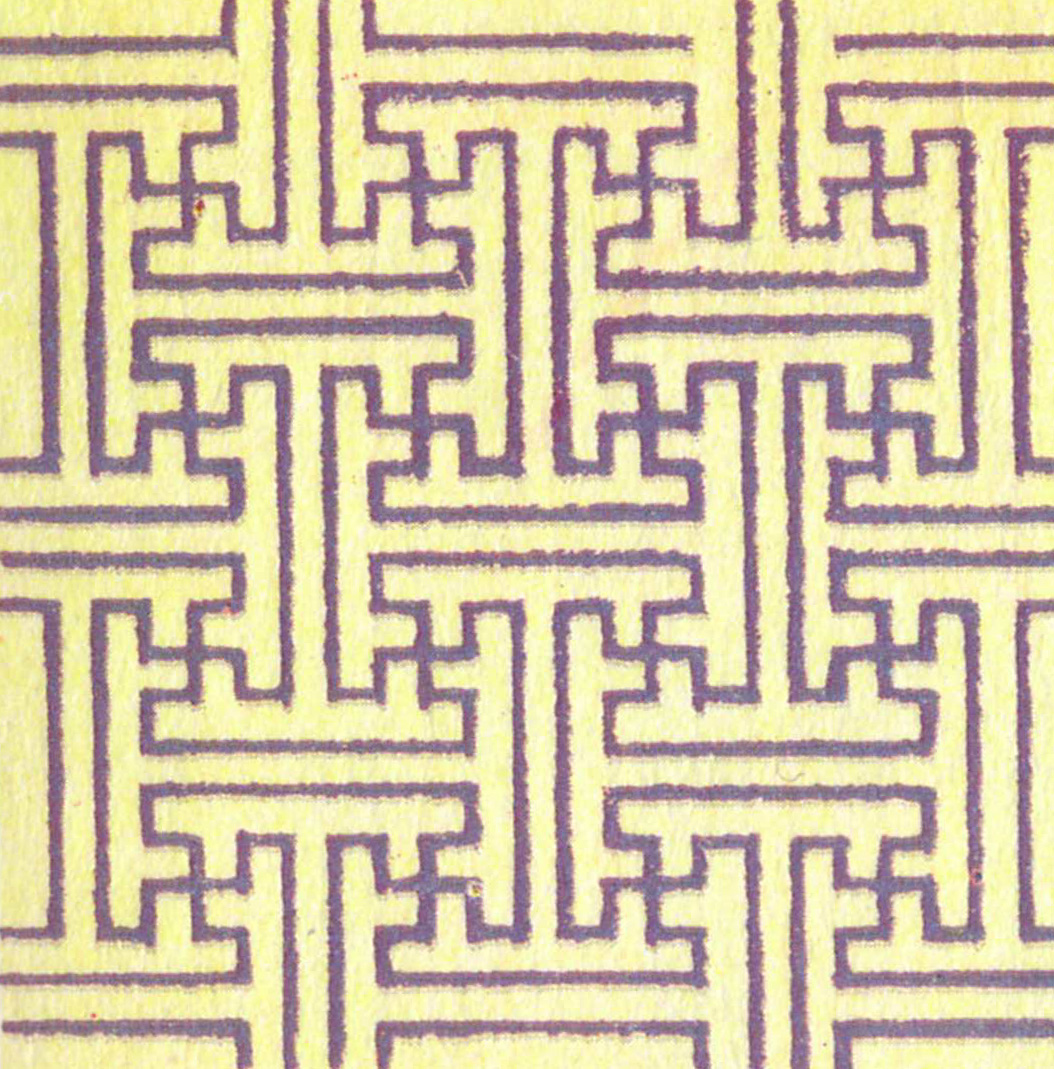
Пример C: Расписной фарфор, Китай

Примеры A и B имеют ту же самую группу орнаментов, в обозначениях IUC она называется p4m, а в орбиозначениях — *442.
Пример C имеет другую группу орнаментов, называемую p4g, или 4*2 . Факт, что A и B имеют ту же самую группу, означает, что эти орнаменты имеют те же самые симметрии вне зависимости от деталей узоров, в то время как C имеет другой набор симметрий вопреки внешней похожести.
Полный список всех семнадцати возможных групп орнаментов можно найти ниже.

### Симметрии узоров
Симметрия узора является, грубо говоря, способом преобразования узора таким образом, что он выглядит после преобразования точно так же, каким он был до преобразования.
Например, симметрия параллельного переноса присутствует, если при некотором сдвиге (параллельном переносе) рисунок совместится с самим собой.
Представьте сдвиг вертикальных (одной ширины) полос горизонтально на одну полосу, рисунок останется тем же самым. Строго говоря, настоящая симметрия существует только для узоров, повторяющихся в точности и бесконечно. Набор из, скажем, только пяти полос не имеет симметрии параллельного переноса — при сдвиге полоса на одной стороне «исчезает» и новая полоса «добавляется» на другой стороне.
Иногда возможны два способа категоризации узора, одна основана исключительно на форме, а другая использует раскраску. Если игнорировать цвета, узор может иметь больше симметрий. Среди чёрно-белых мозаик существует тоже 17 групп орнаментов. Например, раскрашенная плитка эквивалентна чёрно-белой плитке с закодированным цветом в виде радиально симметричного «бар-кода» в центре масс каждой плитки.
Типы преобразований, рассматриваемые здесь, называются движениями.
Например:
- Если мы сдвигаем пример B на одну единицу вправо, так что каждый квадрат накрывает квадрат, первоначально ему смежный, то получающийся узор в точности тот же самый. Этот тип симметрии называется параллельным переносом. Примеры A и C аналогичны, но в них наименьший возможный сдвиг находится по диагонали.
- Если мы повернём пример B по часовой стрелке на 90°, вокруг центра одного из квадратов, снова получим тот же самый узор. Это называется поворотом. Примеры A и C также имеют повороты на 90°, хотя требуется чуть больше изобретательности для нахождения правильного центра вращения для C.
- Мы можем отразить пример B относительно горизонтальной оси, проходящей через середину изображения. Это называется (зеркальным) отражением. Пример B имеет зеркальную симметрию также относительно вертикальной оси и двух диагональных осей. То же самое можно сказать о примере A.

Скользящая симметрия отображает множество левых и правых следов друг в друга.

Однако пример C отличается. Он имеет отражения только относительно горизонтальных и вертикальных направлений, но не относительно диагональных осей. Если мы отразим узор относительно диагональной оси, мы не получим тот же самый узор. Мы получим исходный узор, смещённый на некоторое расстояние. Это одна из причин, почему группа орнаментов узоров A и B отличается от группы орнаментов узора C.
Другое преобразование — скользящая симметрия, комбинация отражения и параллельного переноса вдоль оси отражения.

## История
Доказательство того, что существует только 17 возможных узоров, впервые осуществил Евграф Степанович Фёдоров в 1891, а затем, независимо, было выведено Дьёрдьем Пойей в 1924. Доказательство, что список групп орнаментов полон, пришло лишь после того, как это было сделано для куда более сложного случая кристаллографических групп.

## Определение
Группа орнаментов, или плоская кристаллографическая группа, — это изометрическое вполне разрывное кокомпактное действие группы на евклидовой плоскости (кокомпактность эквивалентна тому, что действие содержит два линейно независимых параллельных переноса).
Две такие группы изометрий имеют тот же тип (ту же самую группу орнаментов), если они переводятся друг в друга при аффинном преобразовании плоскости.
Так, например, сдвиг всего узора (а значит, и перенос осей отражения и центров поворота) не влияет на группу орнаментов.
То же самое относится к изменению угла между векторами параллельного переноса при условии, что это не приводит к добавлению или исчезновению какой-либо симметрии (это возможно только в случае, когда нет зеркальной симметрии и скользящих симметрий, а вращательная симметрия имеет порядок максимум 2).

### Замечания
- В этом определении мы можем ограничивать аффинные преобразования сохраняющими ориентацию преобразованиями.
  - В отличие от трёхмерного случая, классификация остаётся той же.
- Из теоремы Бибербаха следует, что все группы орнаментов отличаются даже как абстрактные группы (в противоположность, например, группам бордюра, из которых две группы изоморфны Z).

## Обсуждение определения

### Изометрии евклидовой плоскости
Изометрии евклидовой плоскости распадаются на четыре категории (см. статью Изометрия евклидовой плоскости для дополнительной информации).
- Параллельные переносы обозначаются Tv (от английского «translation»), где v — вектор в R2. Эффект преобразования — сдвиг плоскости на вектор перемещения v.
- Повороты обозначаются Rc,θ (от английского «rotation»), где c — точка плоскости (центр вращения), а θ — угол поворота.
- Отражения, или зеркальные изометрии, обозначаются FL (от английского «flip»), где L — прямая в R2. Результатом отражения будет зеркальная симметрия плоскости относительно прямой L, которая называется осью отражения или зеркалом.
- Скользящие симметрии обозначаются GL,d (от английского «glide»), где L — прямая в R2, а d — расстояние. Преобразование является комбинацией зеркального отражения относительно прямой L и параллельного переноса вдоль L на расстояние d.

### Условие независимости параллельных переносов
Условие линейной независимости параллельных переносов означает, что существуют линейно независимые вектора v и w (в R2), такие, что группа содержит как Tv, так и Tw.
Цель этого условия — отгородить группы орнаментов от групп бордюра, которые обладают параллельным переносом, но не двумя линейно независимыми, а также от двумерных дискретных точечных групп, которые вообще не имеют параллельных переносов. Другими словами, группы орнамента представляют узор, который повторяется в двух различных направлениях, в противоположность группам бордюра, которые повторяются только вдоль одной оси.
(Можно обобщить эту ситуацию. Мы, к примеру, могли бы изучать дискретные группы изометрий Rn с m линейно независимыми параллельными переносами, где m — любое целое в промежутке 0 ≤ m ≤ n.)

### Условие вполне разрывности
Условие вполне разрывности (иногда называется дискретностью) означает, что существует некоторое положительное вещественное число ε, такое, что для любого параллельного переноса Tv в группе, вектор v имеет длину по меньшей мере ε (за исключением, конечно, случая нулевого вектора v).
Цель этого условия — обеспечить, чтобы группа имела компактную фундаментальную область, или, другими словами, «ячейка» ненулевой конечной площади, которая повторяется на плоскости (в виде узора). Без этого условия мы можем получить, например, группу, содержащую параллельный перенос Tx для любого рационального числа x, что не соответствует никакому приемлемому орнаментальному узору.
Важное и нетривиальное следствие условия дискретности в комбинации с условием независимости параллельных переносов — группа может содержать только вращения порядка 2, 3, 4 или 6. То есть любой поворот в группе должен быть поворотом на 180°, 120°, 90° или 60°. Этот факт известен как теорема о кристаллографических ограничениях, и эта теорема может быть обобщена на случаи более высоких размерностей.

## Обозначения

### Кристаллографическое обозначение
В кристаллографии имеется 230 различных кристаллографических групп, много больше 17 групп орнаментов, но многие симметрии в группах те же самые. Таким образом, можно использовать похожие обозначения для обоих видов групп, нотацию Карла Германа и Шарля-Виктора Могена. Пример полного имени орнамента в стиле Германа-Могена (обозначения называются также «Обозначениями Международного союза кристаллографов», IUC) — p31m с четырьмя буквами и цифрами. Обычно используется укороченное название, типа cmm или pg.
Для групп орнаментов полное обозначение начинается с p (от primitive cell - элементарная ячейка) или c (от face-centred cell — гранецентрированная ячейка). Они будут объяснены ниже. За буквой следует цифра n, обозначающая наибольший порядок вращательной симметрии — 1-кратная (нет), 2-кратная, 3-кратная, 4-кратная или 6-кратная. Следующие два символа обозначают симметрии по отношению к одной из осей параллельного переноса, которая считается «главной». Если существует зеркальная симметрия, перпендикулярная оси параллельного переноса, выбираем эту ось в качестве главной (если таких две, выбираем любую из них). В качестве символов выбирается m, g или 1, для зеркальной симметрии, скользящей симметрии или отсутствия симметрии. Ось зеркальной симметрии или скользящей симметрии перпендикулярна главной оси для первой буквы, и либо параллельна, либо наклонённая на 180°/n (если n > 2) для второй буквы. Многие группы включают другие симметрии. В короткой нотации отбрасываются цифры или m, если она определяется логически, если это не приводит к путанице с другими группами.
Примитивная ячейка — это минимальная область, повторяющаяся параллельным переносом по решётке. Все, кроме двух групп симметрии орнаментов, описываются осями примитивной ячейки, базис координат, использующий вектора параллельного переноса решётки. В оставшихся двух случаях симметрия описывается центрированными ячейками, которые больше примитивных ячеек, а потому имеют внутреннее повторение. Направления их сторон отлично от направлений векторов параллельного переноса. Нотация Германа-Могена для кристаллов кристаллографических групп использует дополнительные типы ячеек.
Примеры
- p2 (p211): Примитивная ячейка, 2-кратная симметрия вращения, ни зеркальных отражений, ни скользящих симметрий.
- p4gm (p4mm): Примитивная ячейка, 4-кратная симметрия вращения, скользящая симметрия, перпендикулярная главной оси, ось зеркальной симметрии под углом 45°.
- c2mm (c2mm): Центрированная ячейка, 2-кратная симметрия вращения, оси зеркальной симметрии перпендикулярны и параллельны главной оси.
- p31m (p31m): Примитивная ячейка, 3-кратная симметрия вращения, ось зеркальной симметрии под углом 60°.

Имена, короткий и полный вид которых отличаются.
| Короткое | p2   | pm   | pg   | cm   | pmm  | pmg  | pgg  | cmm  | p4m  | p4g  | p6m  |
| Полное   | p211 | p1m1 | p1g1 | c1m1 | p2mm | p2mg | p2gg | c2mm | p4mm | p4gm | p6mm |
| -------- | ---- | ---- | ---- | ---- | ---- | ---- | ---- | ---- | ---- | ---- | ---- |
Остальные названия — p1, p3, p3m1, p31m, p4 и p6.

### Орбиобозначения
Орбиобозначение для групп орнаментов популяризовано Джоном Конвеем, основывается не на кристаллографии, а на топологии.
Мы рассматриваем фактор-орбиобразие плоскости по действию группы орнамента и описываем его с помощью нескольких символов.
- Цифра, n, показывает центр n-кратного вращения, соответствующего вершине конуса орбиобразия. По теореме о кристаллографических ограничениях n должно равняться 2, 3, 4 или 6.
- Звёздочка, *, показывает зеркальную симметрию, соответствующую границе орбиобразия. Она взаимосвязана с цифрами следующим образом:
  1. Цифры перед * означают центры простого (циклического) вращения.
  2. Цифры после * означают центры вращения с проходящими через них зеркалами, что соответствует «углам» границы орбиобразия (диэдральные).
- Крестик, ×, появляется, когда присутствует скользящая симметрия; он показывает лист Мебиуса на орбиобразии. Простые отражения комбинируются с трансляцией решётки для получения скользящей симметрии, но они уже учтены, так что мы не обозначаем их.
- Символ «отсутствия симметрии», o, стоит один и означает, что имеется только симметрия параллельного переноса и никаких других симметрий. Орбиобразие с таким символом является тором. В общем случае символ o соответствует приклеиванию ручки к орбиобразию.

Рассмотрим группу с кристаллографической нотацией cmm. В обозначениях Конвея это будет 2*22. 2 перед * говорит, что мы имеем центр 2-кратного вращения без зеркал, проходящих через него. Сама * говорит, что мы имеем зеркало. Первая цифра 2 после * указывает, что мы имеем центр 2-кратного вращения на зеркале. Конечная 2 говорит, что мы имеем независимый второй центр 2-кратного вращения на зеркале, который не дублирует первый центр при симметриях.
Группа с обозначением pgg будет иметь обозначение Конвея 22×. Мы имеем два простых центра 2-кратного вращения и ось скользящей симметрии. Контрастирует с этой группой группа pmg, с символом Конвея 22*, где кристаллографическое обозначение упоминает скользящую симметрию, но ту, которая подразумевается неявно другими симметриями орбиобразия.
Скобочная нотация Коксетера также включена. Она основана на группе Коксетера и модифицирована плюсом (в верхнем индексе) для вращений, несобственных вращений и параллельных переносов.
| Конвей               | o         | ××          | *×        | **       | 632    | *632  |
| Коксетер             | [∞+,2,∞+] | [(∞,2)+,∞+] | [∞,2+,∞+] | [∞,2,∞+] | [6,3]+ | [6,3] |
| Кристаллографическая | p1        | pg          | cm        | pm       | p6     | p6m   |

| Конвей               | 333     | *333   | 3*3    | 442    | *442  | 4*2    |
| Коксетер             | [3[3]]+ | [3[3]] | [3+,6] | [4,4]+ | [4,4] | [4+,4] |
| Кристаллографическая | p3      | p3m1   | p31m   | p4]]   | p4m   | p4g    |

| Конвей               | 2222     | 22×               | 22*        | *2222   | 2*22     |
| Коксетер             | [∞,2,∞]+ | [((∞,2)+,(∞,2)+)] | [(∞,2)+,∞] | [∞,2,∞] | [∞,2+,∞] |
| Кристаллографическая | p2       | pgg               | pmg        | pmm     | cmm      |

### Почему существует в точности семнадцать групп
Орбиобразие можно рассматривать как многоугольник с гранью, рёбрами и вершинами, который может быть развёрнут с образованием, возможно, бесконечного множества многоугольников, которые замощают всю сферу, плоскость или гиперболическую плоскость. Если многоугольник замощает плоскость, он даёт группу орнаментов, а если сферу или гиперболическую плоскость, то группу сферической симметрии или группу гиперболической симметрии. Тип пространства, которое многоугольник замощает, может быть найден вычислением эйлеровой характеристики, χ = V − E + F, где V — число углов (вершин), E — число рёбер и F — число граней. Если эйлерова характеристика положительна, то орбиобразие имеет эллиптическую (сферическую) структуру. Если эйлерова характеристика равна нулю, оно имеет параболическую структуру, т. е. это группа орнаментов. Если же эйлерова характеристика отрицательна, орбиобразие имеет гиперболическую структуру. Когда перечислили все возможные орбиобразия, обнаружилось, что только 17 имеют эйлерову характеристику 0.
Когда орбиобразие копируется для заполнения плоскости, его элементы создают структуру вершин, рёбер и граней, которые должны удовлетворять характеристике Эйлера. Обращая процесс, мы можем назначить номера элементам орбиобразия, но дробные, а не целые. Поскольку само по себе орбиобразие является факторгруппой полной поверхности по группе симметрии, эйлерова характеристика орбиобразия является частным от деления эйлеровой характеристика поверхности на порядок группы симметрии.
Эйлерова характеристика орбиобразия равна 2 минус сумма значений элементов, назначенных следующим образом:
- Цифра n перед * считается как (n − 1)/n.
- Цифра n после * считается как (n − 1)/2n.
- * и × считаются как 1.
- Знак «нет симметрии» ° считается как 2.

Для группы орнаментов сумма для характеристики Эйлера должна равняться нулю, так что сумма значений элементов должна равняться 2.
Примеры
- 632: 5/6 + 2/3 + 1/2 = 2
- 3*3: 2/3 + 1 + 1/3 = 2
- 4*2: 3/4 + 1 + 1/4 = 2
- 22×: 1/2 + 1/2 + 1 = 2

Теперь перечисление всех групп орнаментов сводится к арифметике, списку наборов элементов, дающих в сумме 2.
Наборы элементов с другой суммой не бессмысленны. Они заключают в себе неплоские замощения, которые мы здесь не обсуждаем. (Если эйлерова характеристика орбиобразия отрицательна, замощение гиперболическое, если же положительное, замощение сферическое, либо плохое).

## Руководство для распознавания групп орнаментов
Чтобы понять, какая группа орнаментов соответствует конкретной мозаике, можно использовать следующую таблицу .
| Размер наименьшего поворота | Имеет отражения?                  | Имеет отражения?                  | Имеет отражения?                  | Имеет отражения?                  | Имеет отражения?            | Имеет отражения?            |
| --------------------------- | --------------------------------- | --------------------------------- | --------------------------------- | --------------------------------- | --------------------------- | --------------------------- |
| Размер наименьшего поворота | Да                                | Да                                | Да                                | Да                                | Нет                         | Нет                         |
| 360° / 6                    | p6m (*632)                        | p6m (*632)                        | p6m (*632)                        | p6m (*632)                        | p6 (632)                    | p6 (632)                    |
| 360° / 4                    | Имеет зеркала под углом 45°?      | Имеет зеркала под углом 45°?      | Имеет зеркала под углом 45°?      | Имеет зеркала под углом 45°?      | p4 (442)                    | p4 (442)                    |
| 360° / 4                    | Да: p4m (*442)                    | Да: p4m (*442)                    | Нет: p4g (4*2)                    | Нет: p4g (4*2)                    | p4 (442)                    | p4 (442)                    |
| 360° / 3                    | Имеет центры поворота вне зеркал? | Имеет центры поворота вне зеркал? | Имеет центры поворота вне зеркал? | Имеет центры поворота вне зеркал? | p3 (333)                    | p3 (333)                    |
| 360° / 3                    | Да: p31m (3*3)                    | Да: p31m (3*3)                    | Нет: p3m1 (*333)                  | Нет: p3m1 (*333)                  | p3 (333)                    | p3 (333)                    |
| 360° / 2                    | Имеет перпендикулярные отражения? | Имеет перпендикулярные отражения? | Имеет перпендикулярные отражения? | Имеет перпендикулярные отражения? | Имеет скользящую симметрию? | Имеет скользящую симметрию? |
| 360° / 2                    | Да                                | Да                                | Да                                | Нет                               | Имеет скользящую симметрию? | Имеет скользящую симметрию? |
| 360° / 2                    | Имеет центры поворота вне зеркал? | Имеет центры поворота вне зеркал? | Имеет центры поворота вне зеркал? | pmg (22*)                         | Да: pgg (22×)               | Нет: p2 (2222)              |
| 360° / 2                    | Да: cmm (2*22)                    | Нет: pmm (*2222)                  | Нет: pmm (*2222)                  | pmg (22*)                         | Да: pgg (22×)               | Нет: p2 (2222)              |
| Нет поворотов               | Имеет оси скольжения вне зеркал?  | Имеет оси скольжения вне зеркал?  | Имеет оси скольжения вне зеркал?  | Имеет оси скольжения вне зеркал?  | Имеет скользящую симметрию? | Имеет скользящую симметрию? |
| Нет поворотов               | Да: cm (*×)                       | Да: cm (*×)                       | Нет: pm (**)                      | Нет: pm (**)                      | Да: pg (××)                 | Нет: p1 (o)                 |

См. также Это обозрение с диаграммами.

## Семнадцать плоских кристаллографических групп
Каждая из групп в этой секции имеет две диаграммы структуры ячейки, каждая из которых интерпретируется следующим образом (здесь существенна форма, не цвет):
|  | центр вращения порядка два (180°).   |
|  | центр вращения порядка три (120°).   |
|  | центр вращения порядка четыре (90°). |
|  | центр вращения порядка шесть (60°).  |
|  | ось отражения.                       |
|  | ось скользящей симметрии.            |

На правой части диаграммы различные классы эквивалентности элементов симметрии покрашены (и повёрнуты) различно.
Коричневые или жёлтые области обозначают фундаментальную область, т. е. наименьшую повторяющаяся часть узора.
Диаграммы справа показывают ячейку решётки, соответствующую наименьшему параллельному переносу. Слева иногда показывает большую область.

### Группаp1 (o)
| Косая         | Косая         | Косая       | Шестиугольная | Шестиугольная | Шестиугольная |
| Прямоугольная | Прямоугольная | Ромбическая | Ромбическая   | Квадратная    | Квадратная    |
| ------------- | ------------- | ----------- | ------------- | ------------- | ------------- |

- Орбифолдная сигнатура: o

Пример и диаграмма для p1

- Обозначение Коксетера (прямоугольник): [∞+,2,∞+] или [∞]+×[∞]+
- Решётка: косая
- Точечная группа: C1
- Группа p1 содержит только параллельные переносы. Группа не содержит ни поворотов, ни зеркальных отражений, ни скользящих симметрий.

Примеры группы p1

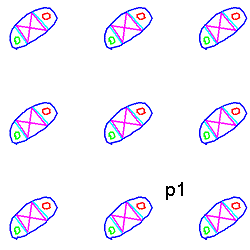
Создано на компьютере
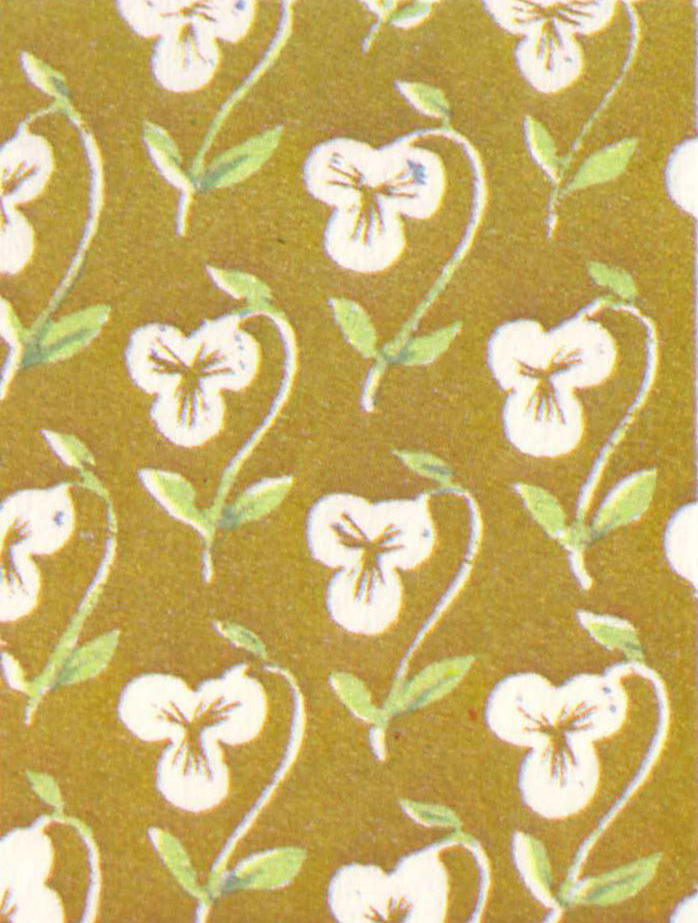
Средневековая драпировка стены

Два параллельных переноса (стороны ячейки) могут иметь различные длины и могут образовывать любой угол.

### Группаp2 (2222)
| Косая         | Косая         | Косая       | Шестиугольная | Шестиугольная | Шестиугольная |
| Прямоугольная | Прямоугольная | Ромбическая | Ромбическая   | Квадратная    | Квадратная    |
| ------------- | ------------- | ----------- | ------------- | ------------- | ------------- |

- Орбифолдная сигнатура: 2222

Пример и диаграмма для p2

- Обозначение Коксетера (прямоугольник): [∞,2,∞]+
- Решётка: косая
- Точечная группа: C2
- Группа p2 содержит четыре центра поворота порядка два (180°), но не содержит ни отражений, ни скользящих симметрий.

Примеры группы p2

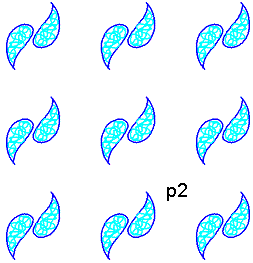
Создано на компьютере
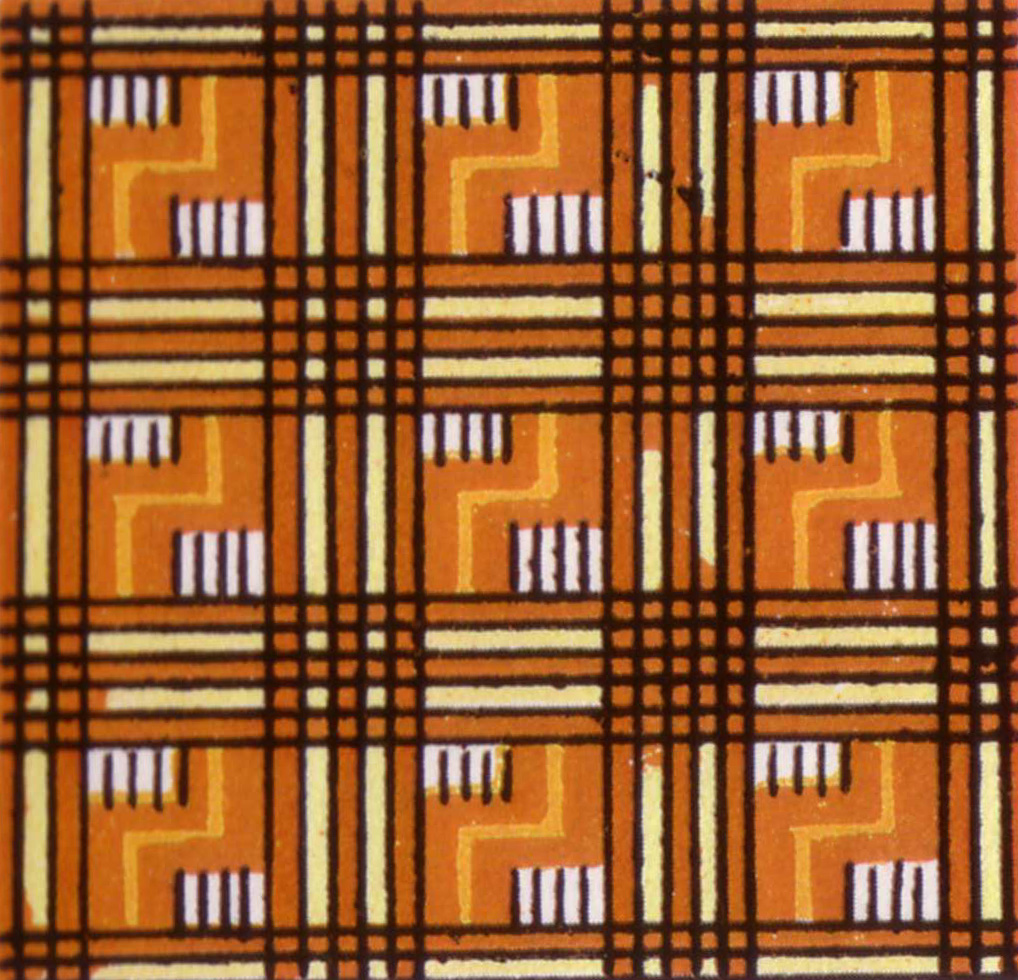
Ткань, Гавайские острова (Гавайи)
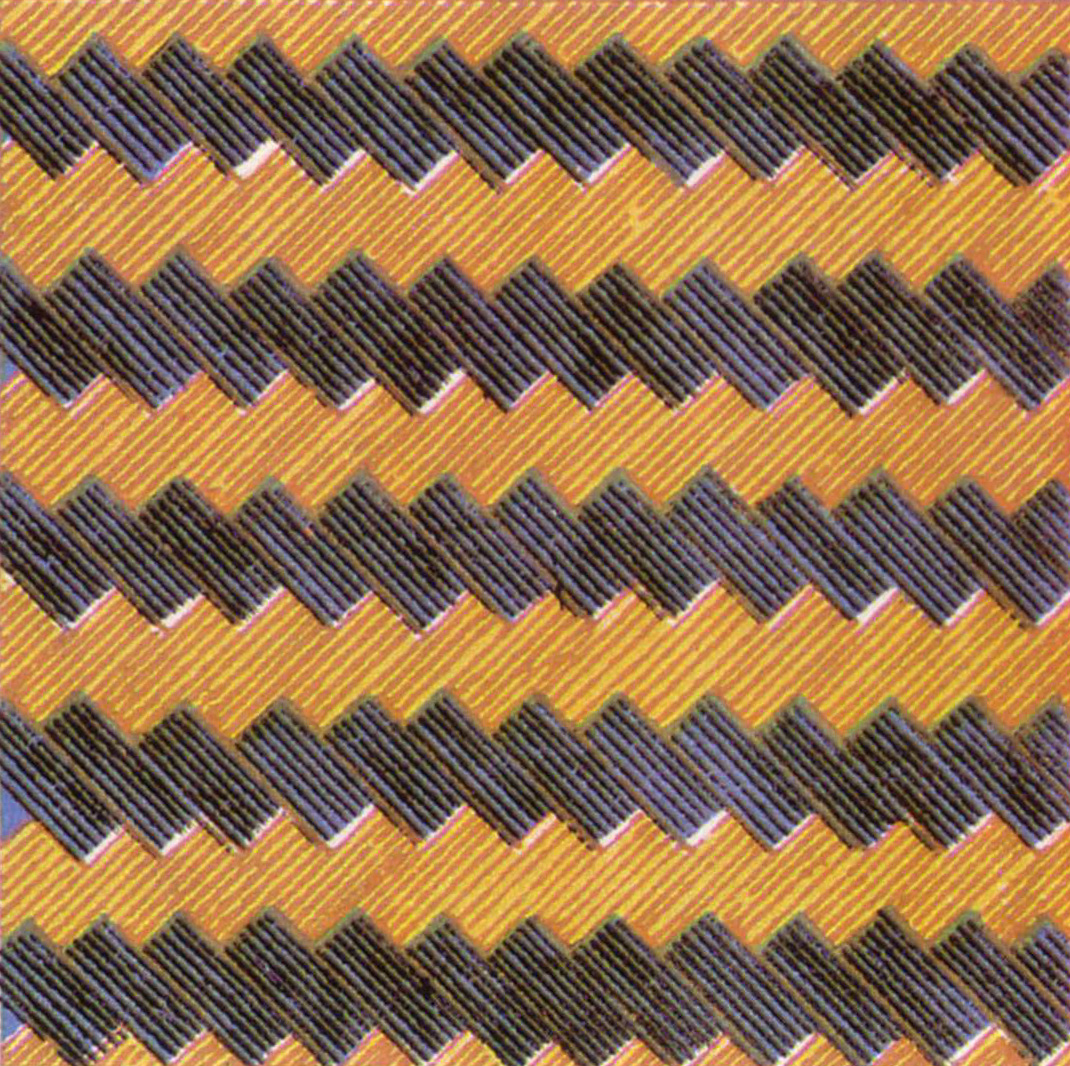
Коврик, на котором стоял египетский фараон
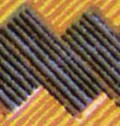
Египетский коврик (увеличено)
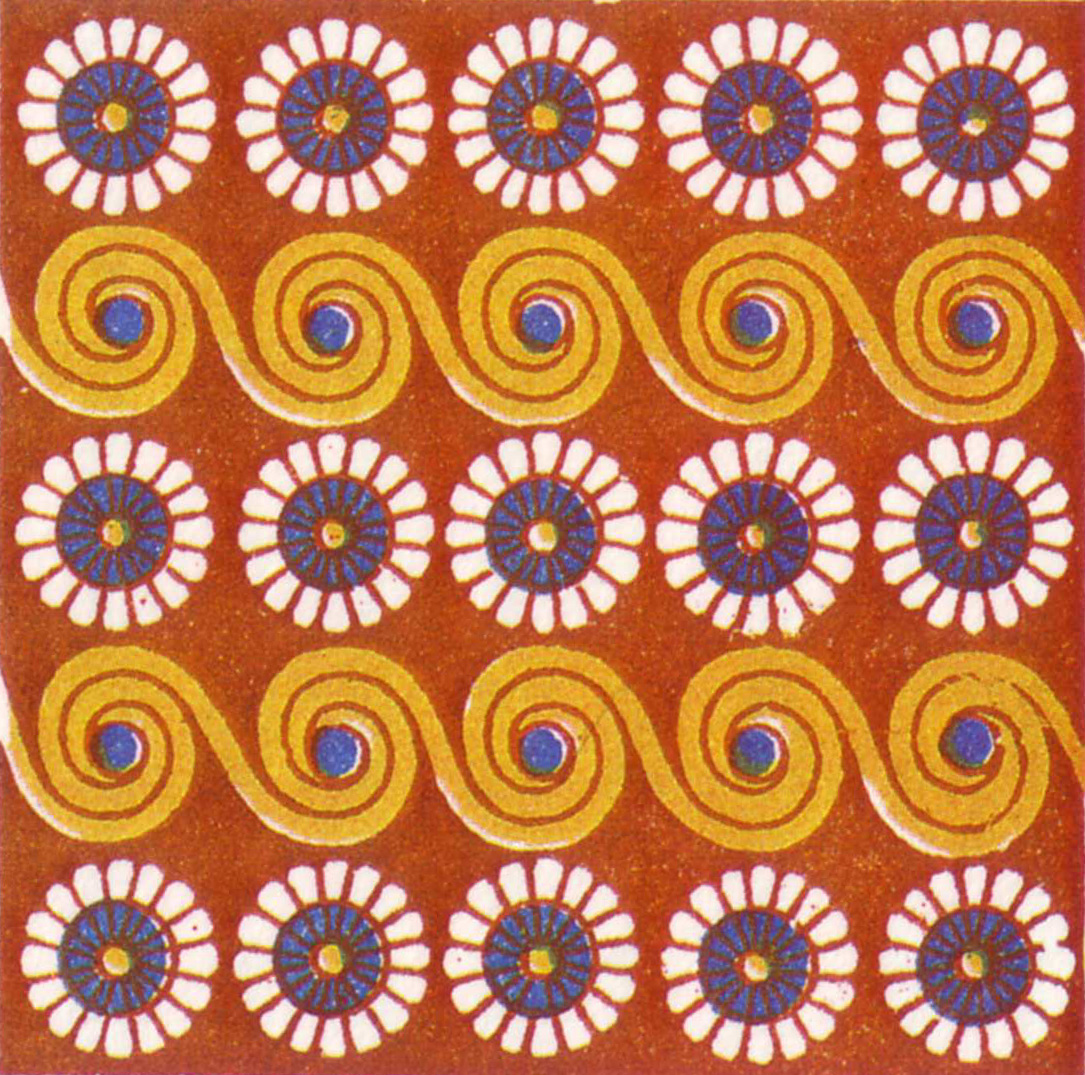
Потолок египетской усыпальницы
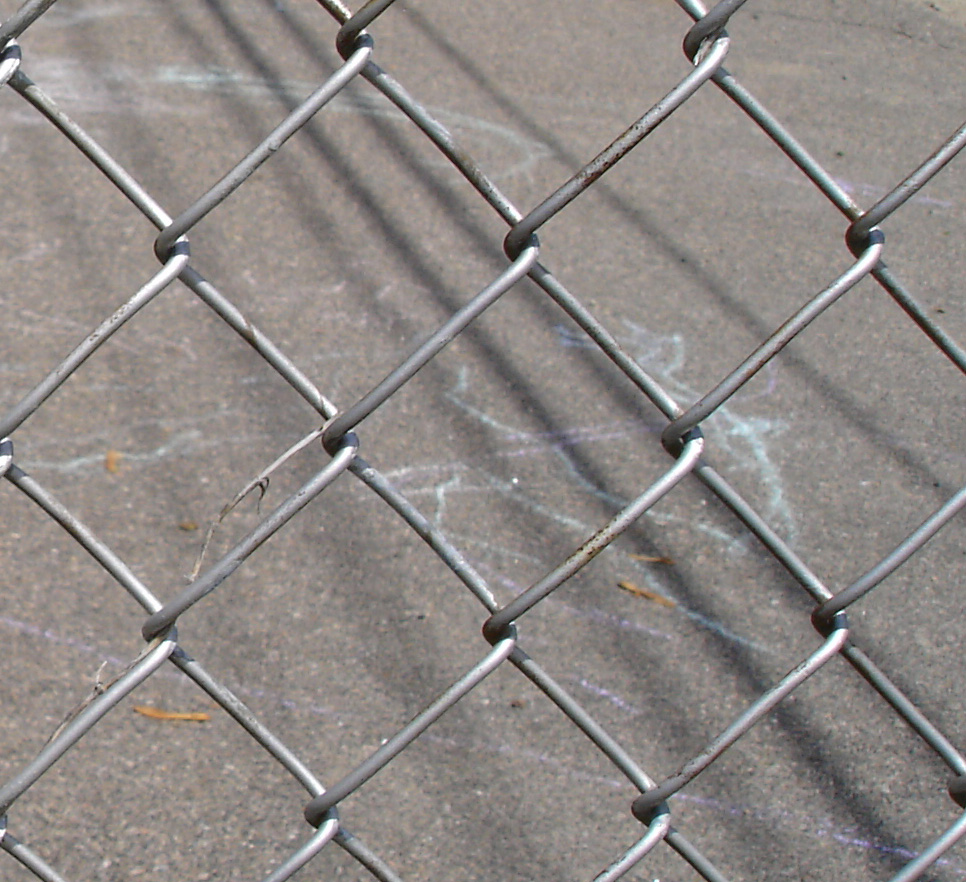
Проволочный забор, (сетка Рабица).

### Группаpm(**)
| Горизонтальное отражение | Вертикальное отражение |
| ------------------------ | ---------------------- |

- Орбифолдная сигнатура: **
- Обозначение Коксетера: [∞,2,∞+] или [∞+,2,∞]
- Решётка: прямоугольная
- Точечная группа: D1

Пример и диаграмма для pm

- Группа pm не имеет вращений. Она имеет оси отражения, все они параллельны.

Примеры группы pm
(Первые три имеют вертикальные оси симметрии, а последние два имеют диагональные оси.)

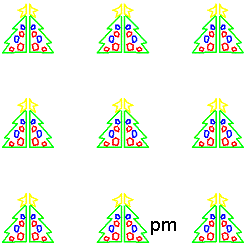
Сгенерировано на компьютере
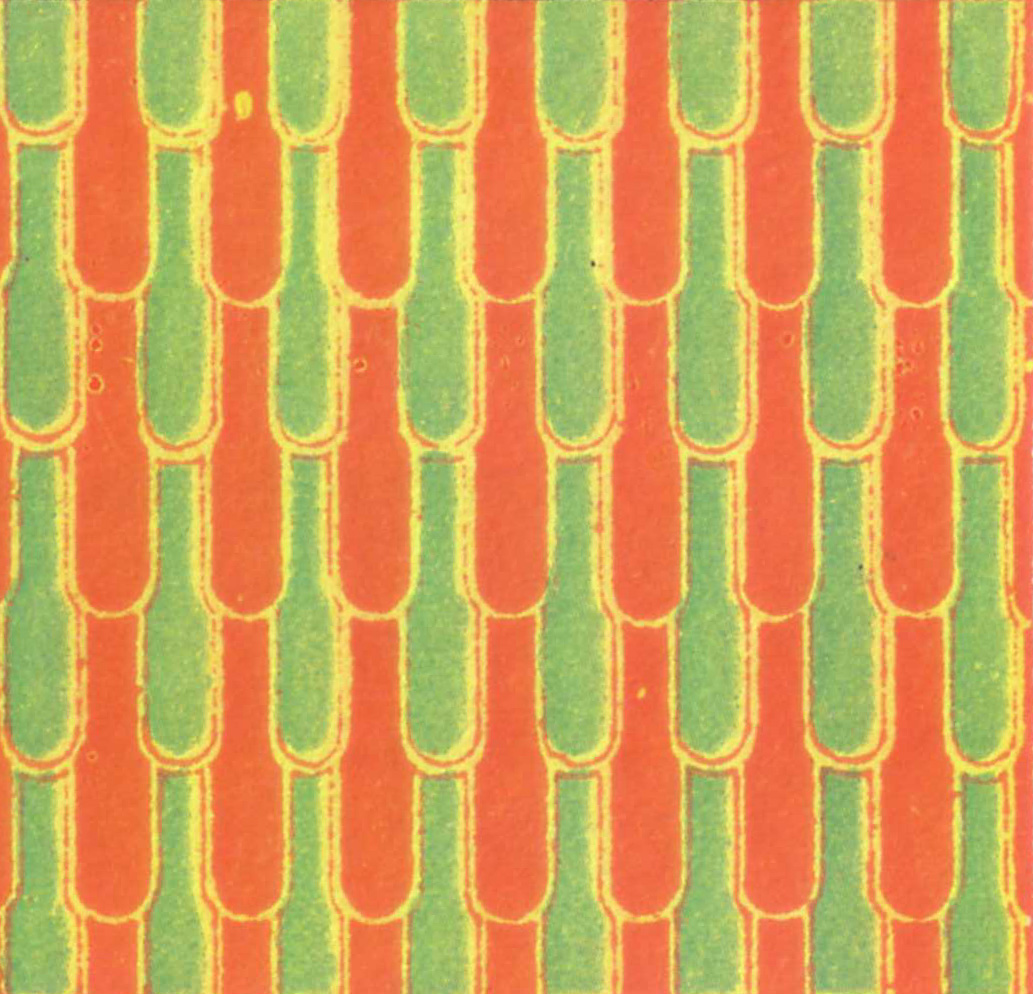
Одежда на фигуре в усыпальнице в Долине Царей, Египет
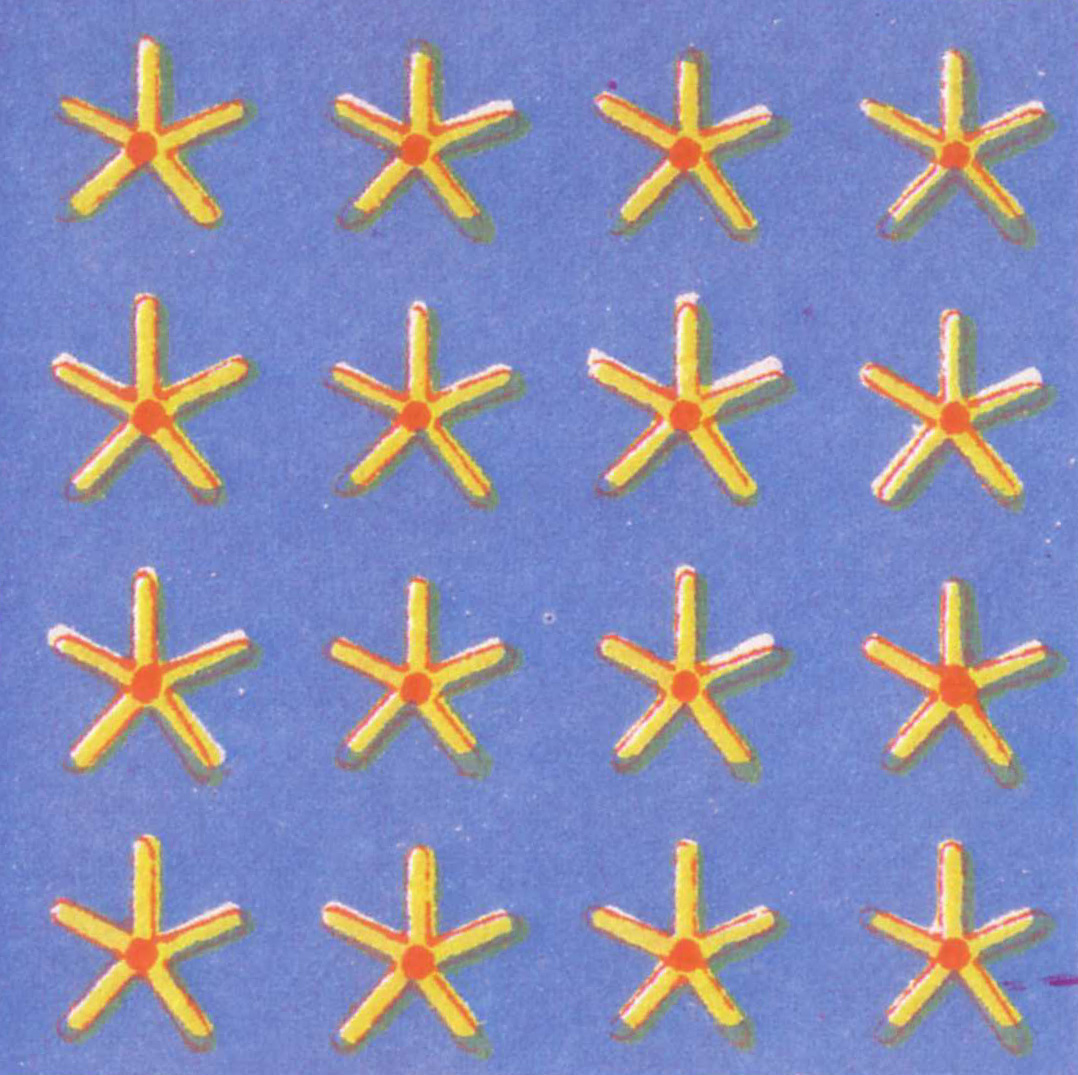
Египетская усыпальница, Фивы
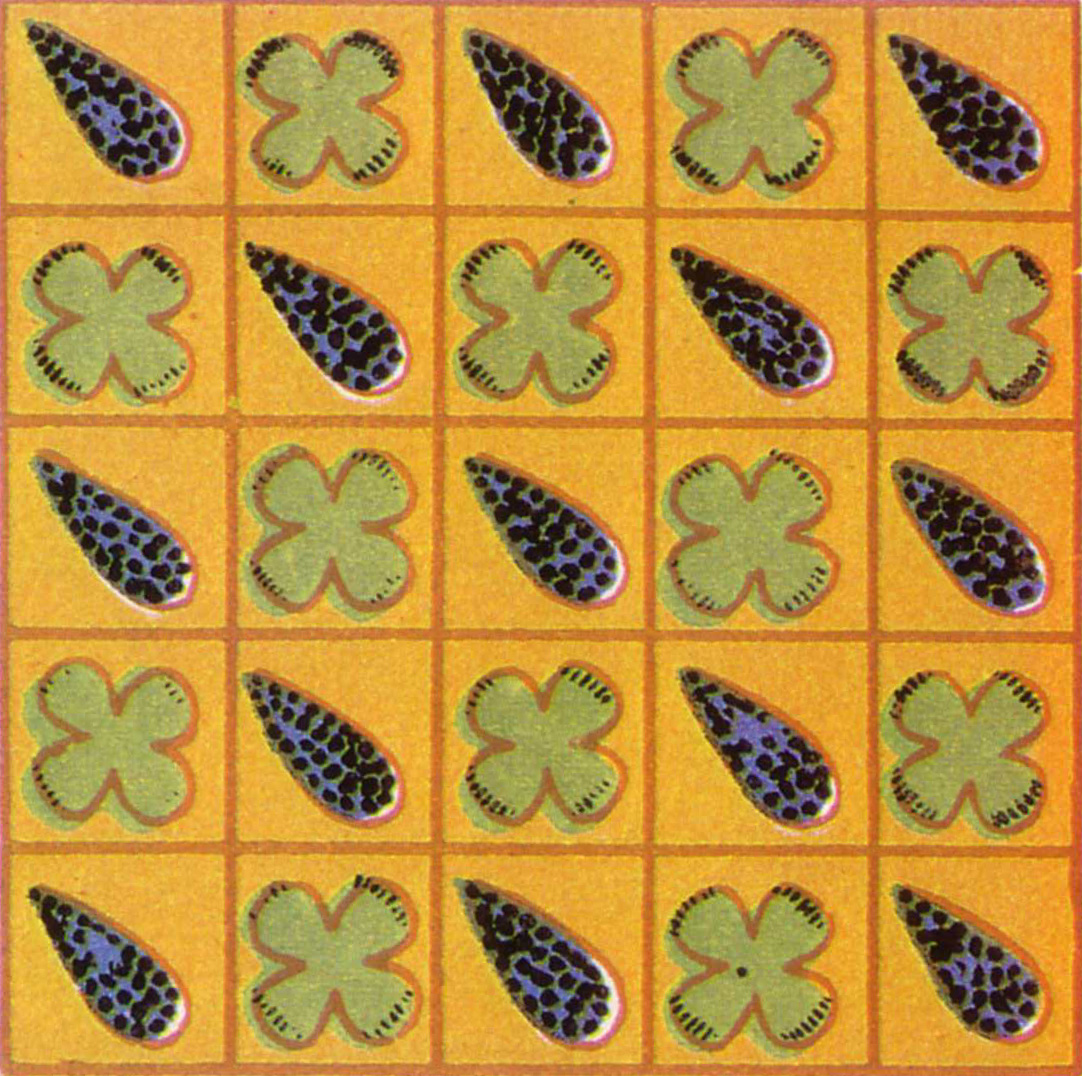
Потолок усыпальницы в Курна, Египет. Оси зеркальных отражений диагональны
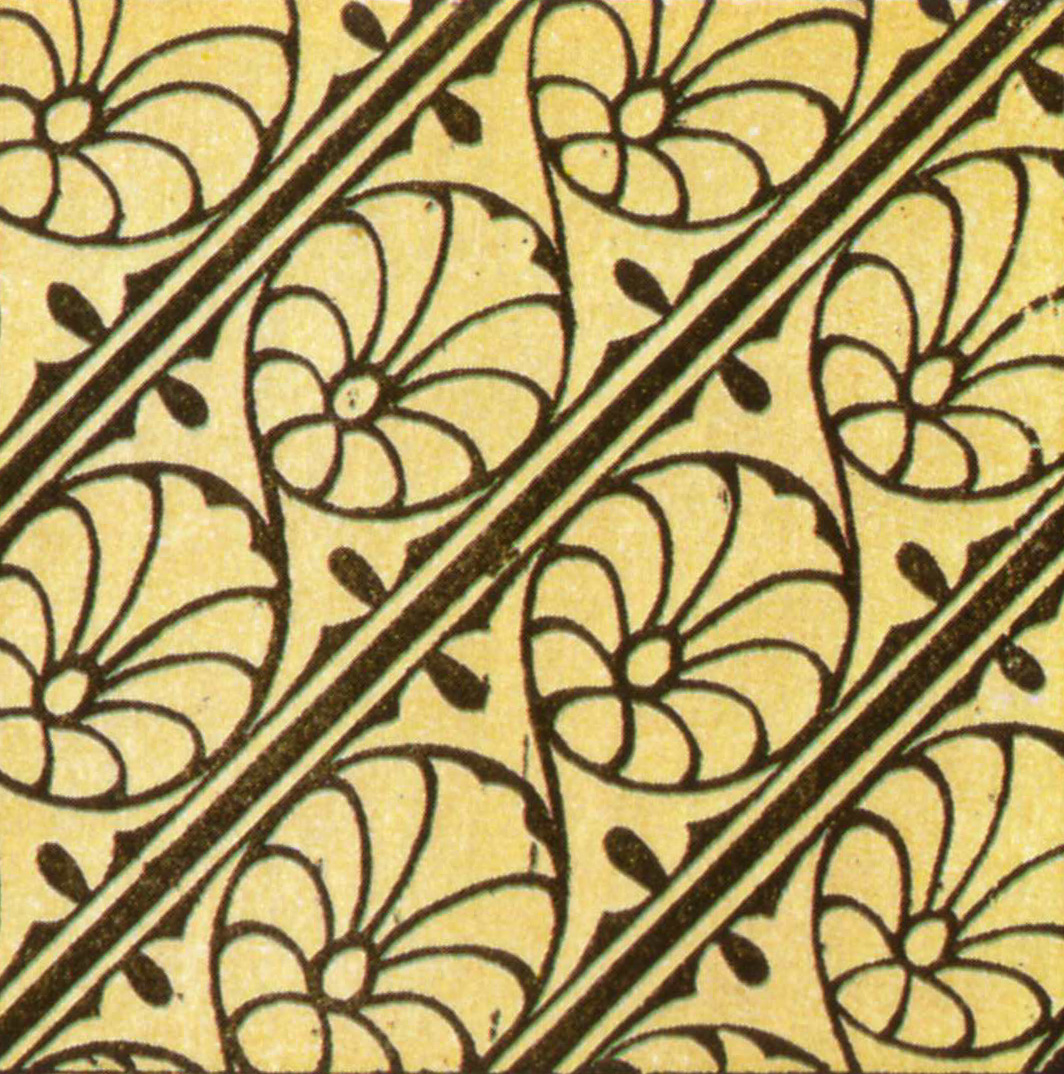
Индийская работа по металлу на Всемирной выставке в 1851. Почти pm (если игнорировать короткие диагональные отрезки между овалами, получаем p1)

### Группаpg(××)
| Горизонтальные сдвиги | Вертикальные сдвиги |
| Прямоугольная         | Прямоугольная       |
| --------------------- | ------------------- |

- Орбифолдная сигнатура: ××
- Обозначение Коксетера: [(∞,2)+,∞+] или [∞+,(2,∞)+]
- Решётка: прямоугольная
- Точечная группа: D1

Пример и диаграмма для pg

- Группа pg содержит только скользящие симметрии и оси этих симметрий все параллельны. Нет ни поворотов, ни зеркальных отражений.

Примеры группы pg

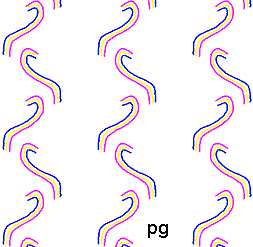
Сгенерировано на компьютере
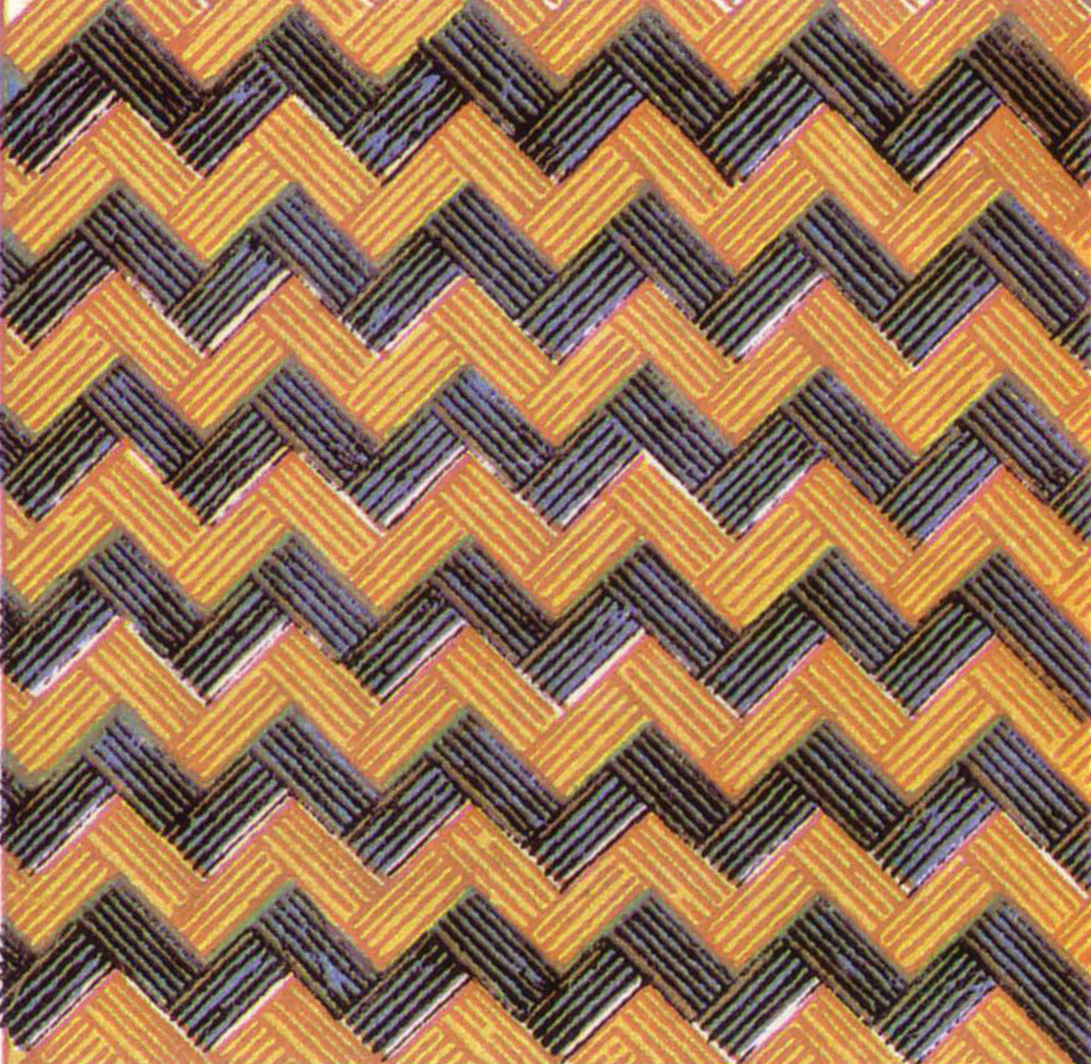
Коврик с узором «ёлочка»[англ.], на котором стоял египетский фараон
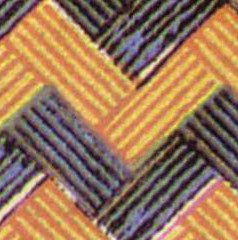
Египетский коврик (частично)
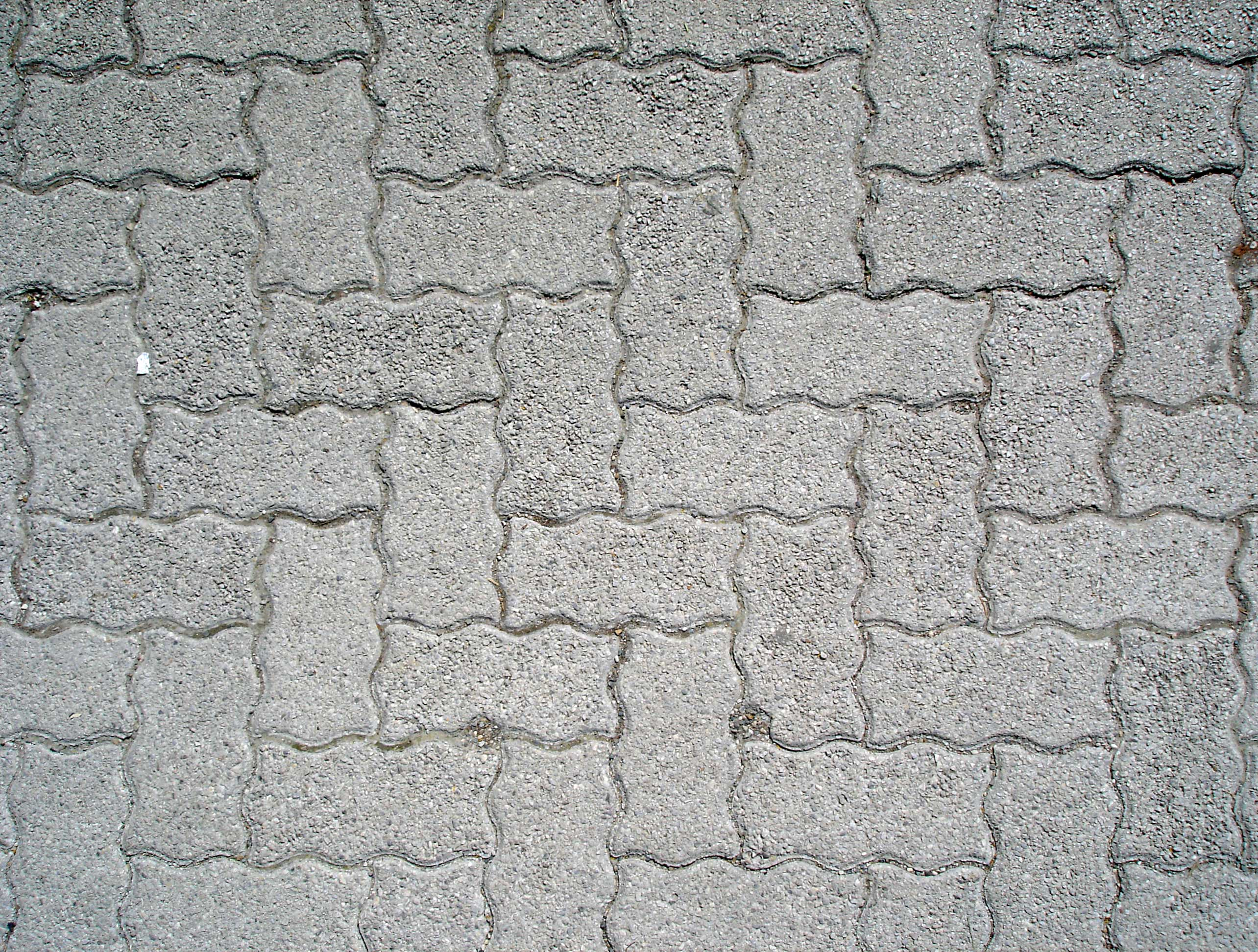
Мостовая с укладкой «ёлочкой»[англ.] в Зальцбурге (обратите внимание, что края плиток изогнуты, и у плиток нет осевой симметрии). Оси скользящей симметрии идут с северо-востока на юго-запад
Одна из раскрасок плосконосой квадратной мозаики. Прямые скользящей симметрии идут от верхнего левого угла в нижний правый. Если игнорировать цвета, получим много больше симметрий, чем просто у pg, это будет p4g (см. этот же узор с раскрашенными в один цвет треугольниками)[4]

Без рассмотрения деталей внутри зигзага коврик является pmg. Если принимать во внимание детали внутри зигзага, но не различать коричневые и чёрные полосы, получим pgg.
Если игнорировать волнистые края плиток, мостовая является pgg.

### Группаcm(*×)
| Горизонтальное отражение | Вертикальное отражение |
| Ромбическая              | Ромбическая            |
| ------------------------ | ---------------------- |

- Орбифолдная сигнатура: *×
- Обозначение Коксетера: [∞+,2+,∞] или [∞,2+,∞+]
- Решётка: ромбическая
- Точечная группа: D1

Пример и диаграмма для cm

- Группа cm не содержит вращений. Она имеет оси отражения, все они параллельны. Имеется по меньшей мере одна скользящая симметрия, ось которой не является осью отражения, и она лежит посередине между двумя смежными параллельными осями отражения.
- Эта группа относится к симметриям ступенчатых строк (т. е. есть сдвиг на каждой строке на половину величины параллельного переноса внутри строк) одинаковых объектов, которые имеют оси симметрии, перпендикулярные строкам.

Примеры группы cm

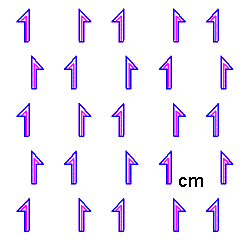
Создано на компьютере
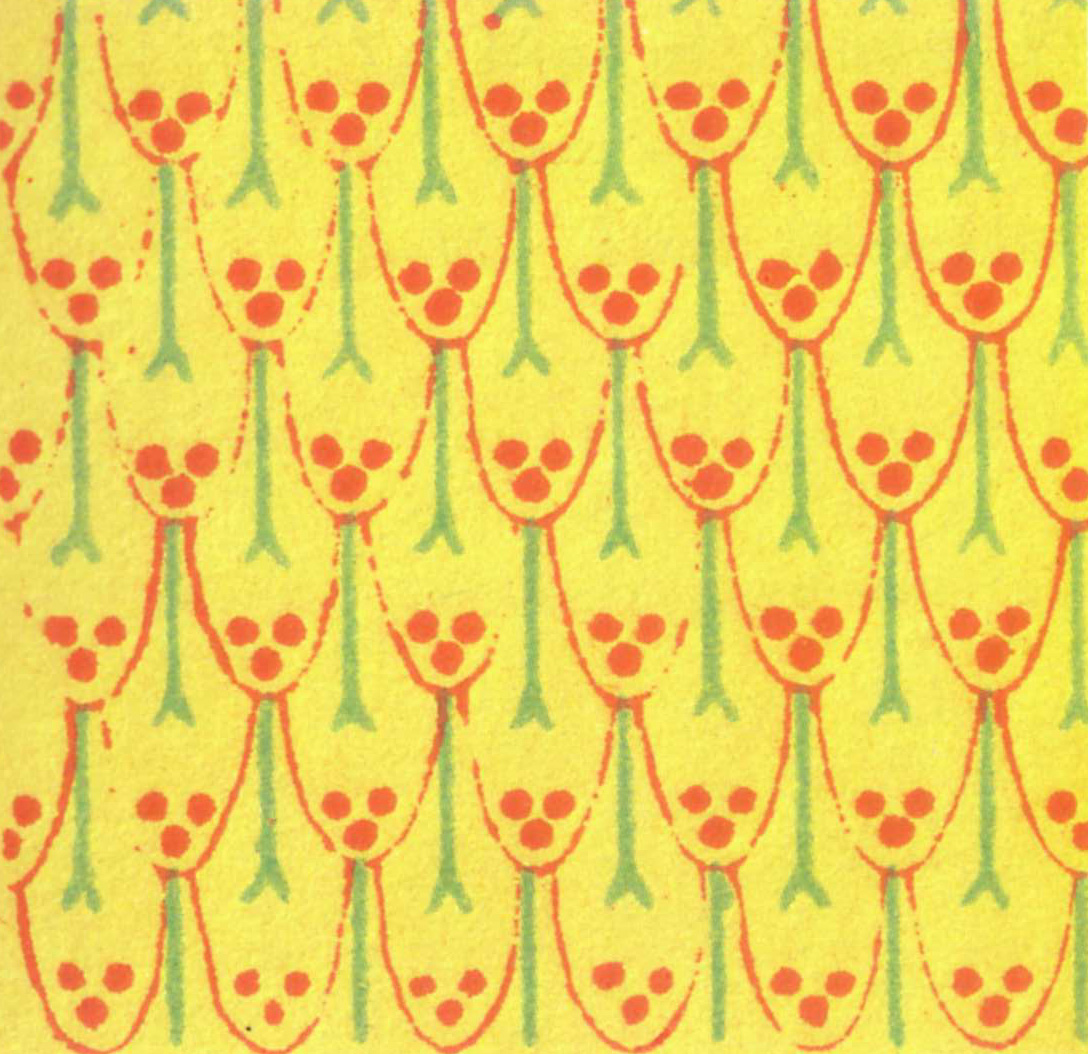
Одежда Амона из Абу-Симбела, Египет
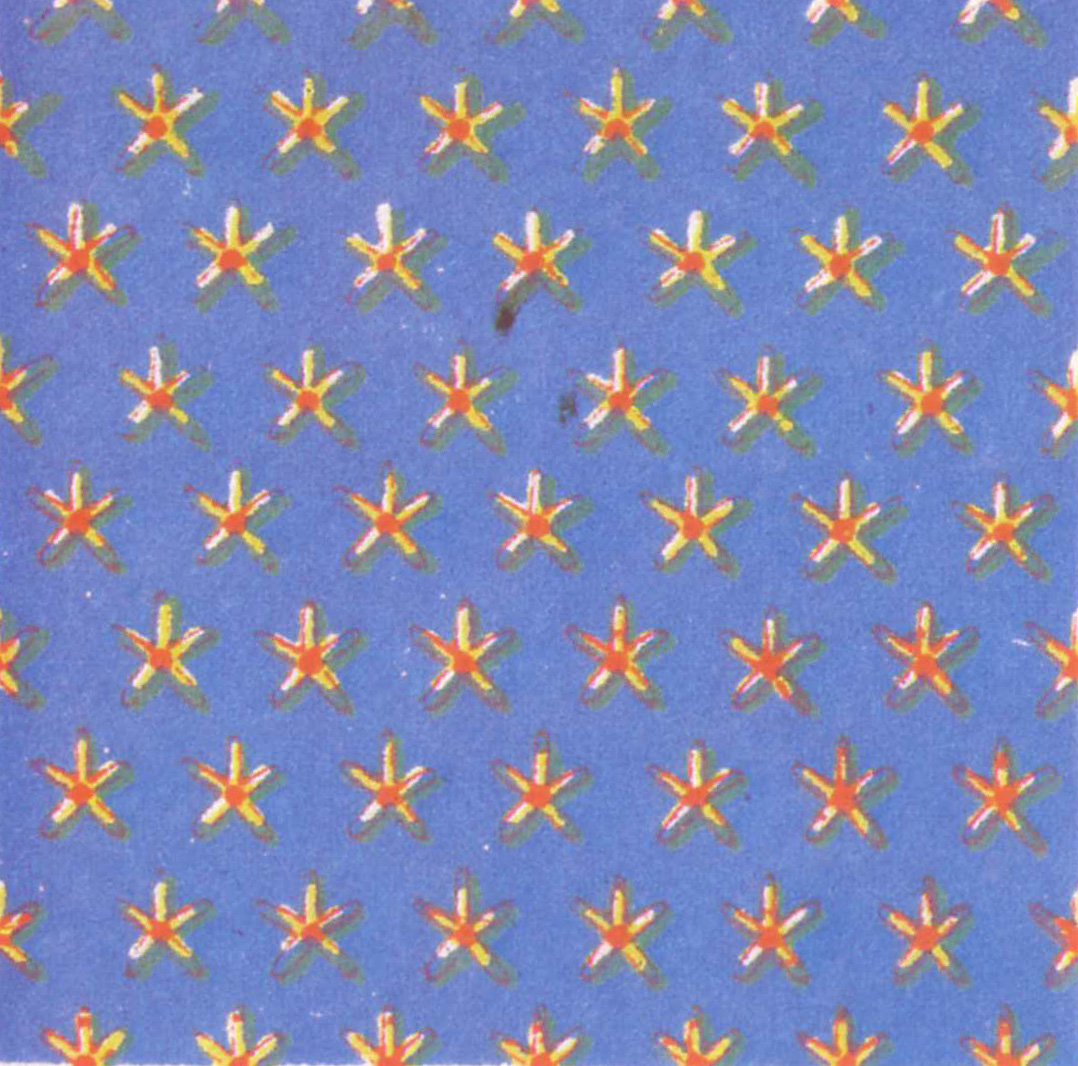
Панель[англ.] из Долины Царей, Египет
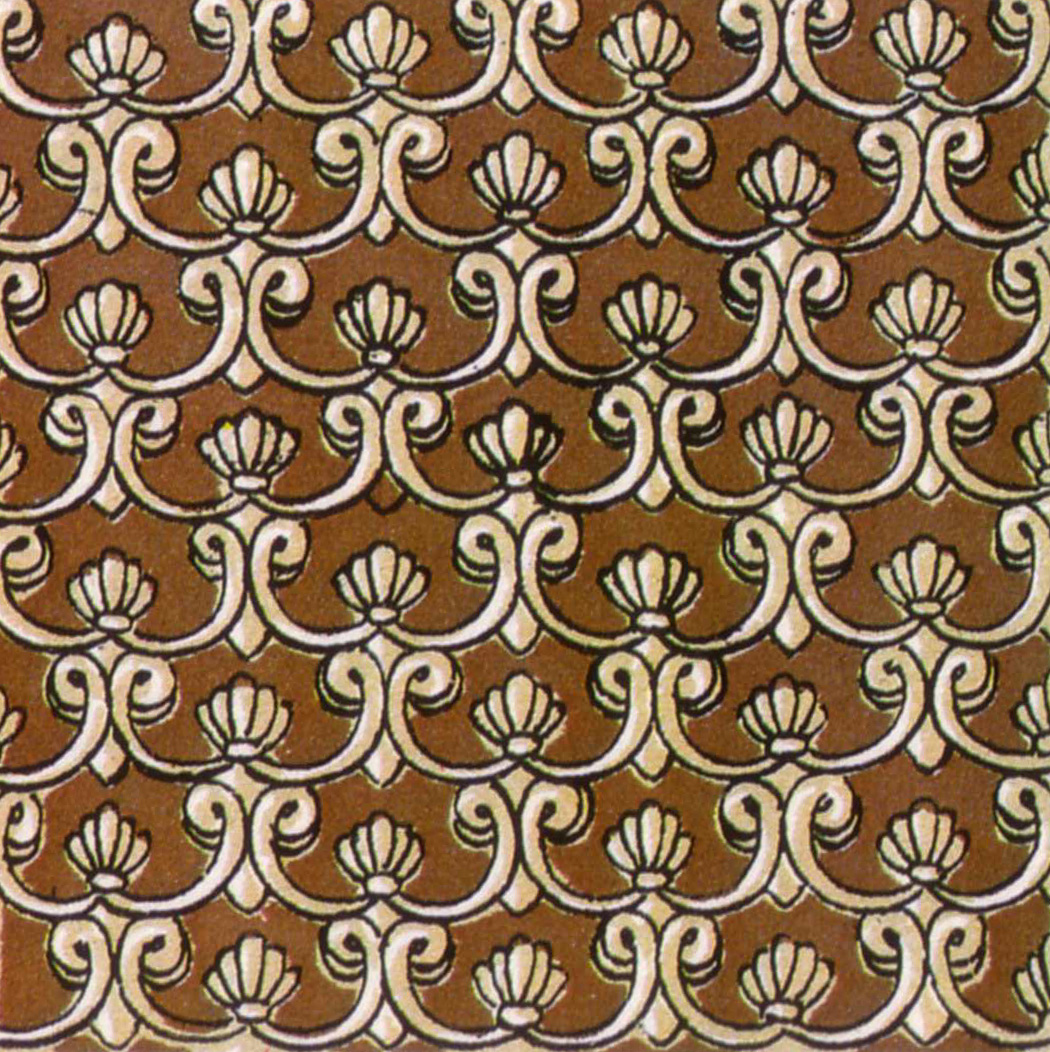
Бронзовый сосуд из Нимруда, Ассирия
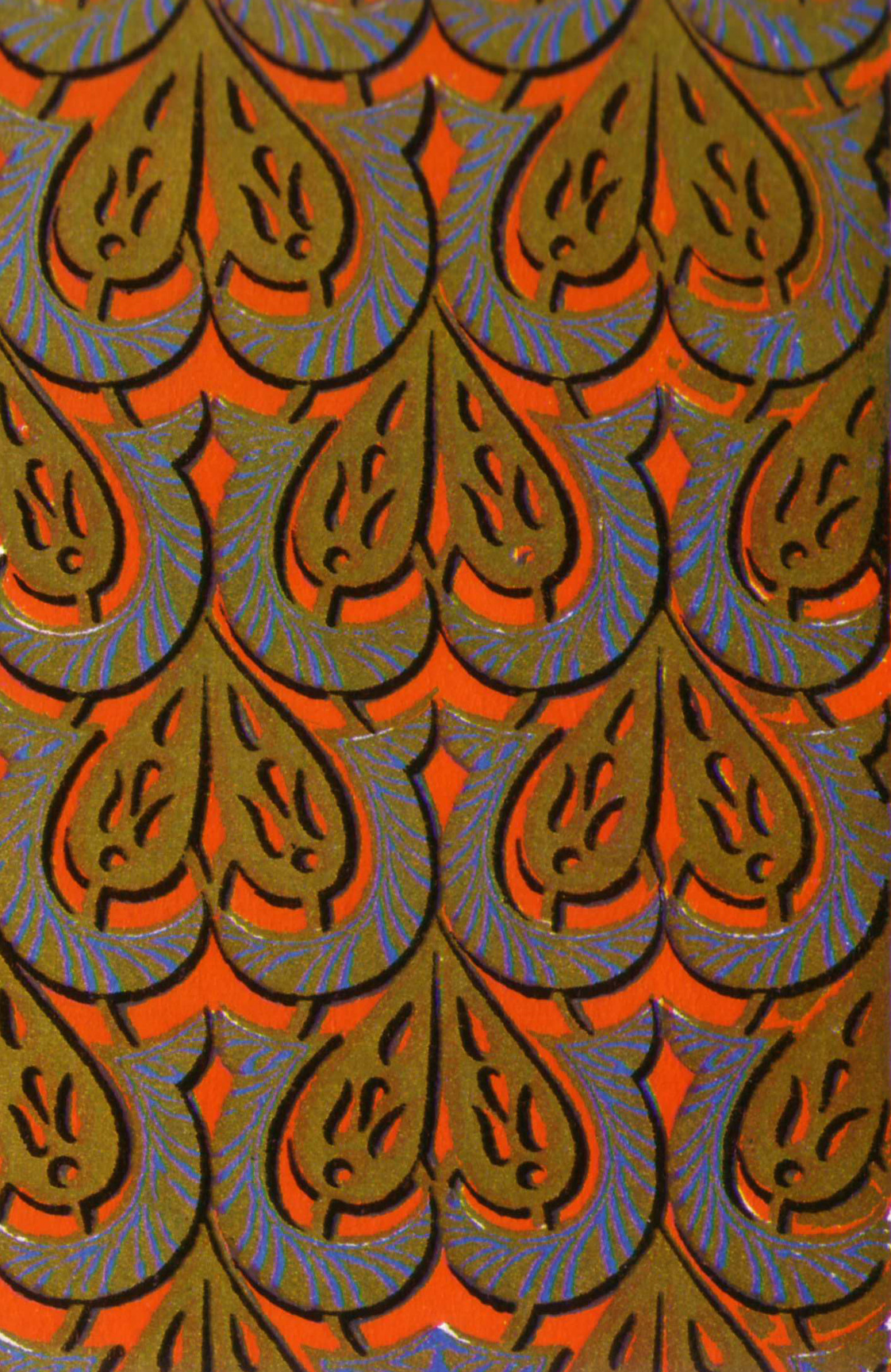
Пазухи арок, Альгамбра, Испания
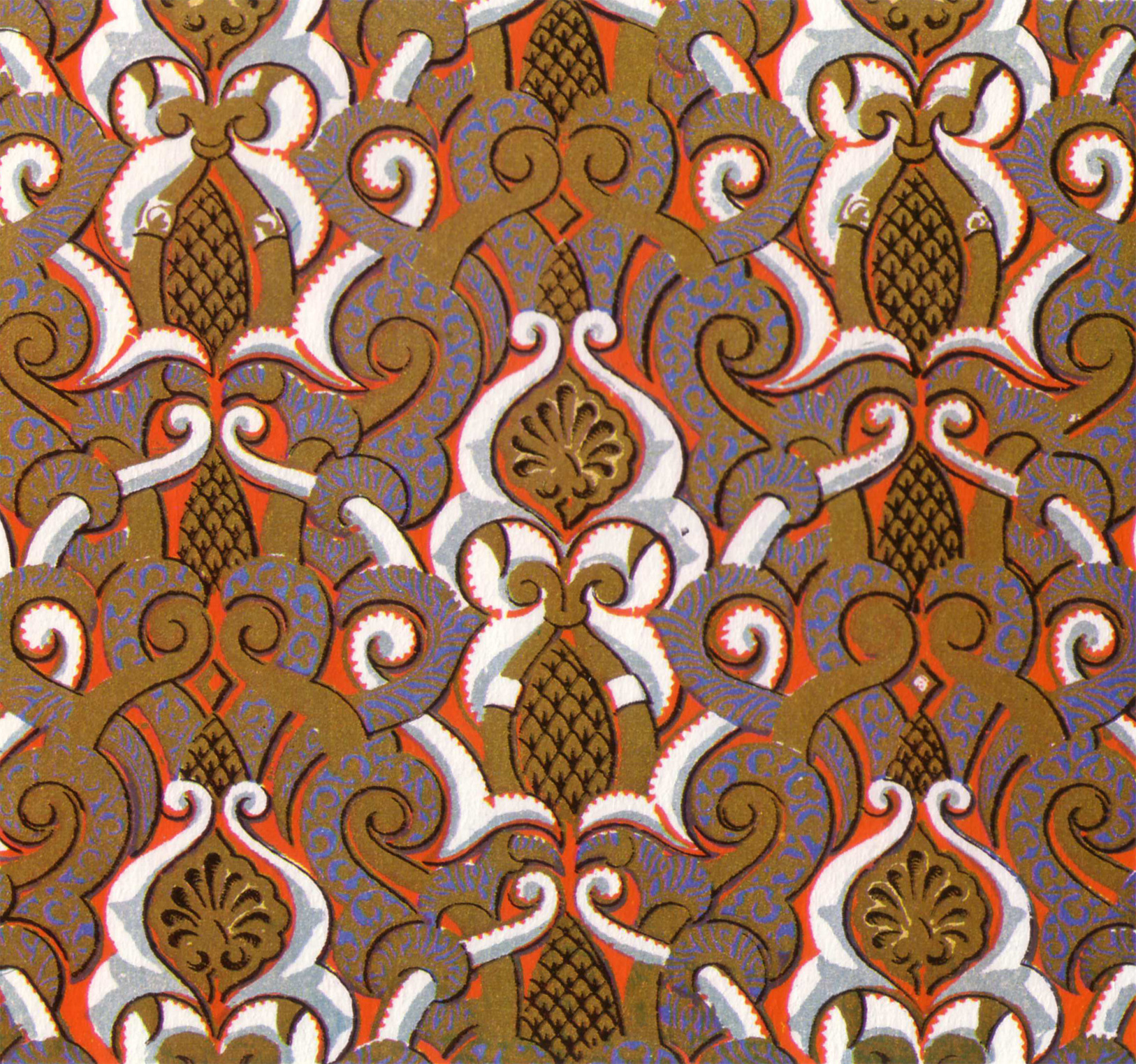
Софит арки, Альгамбра, Испания
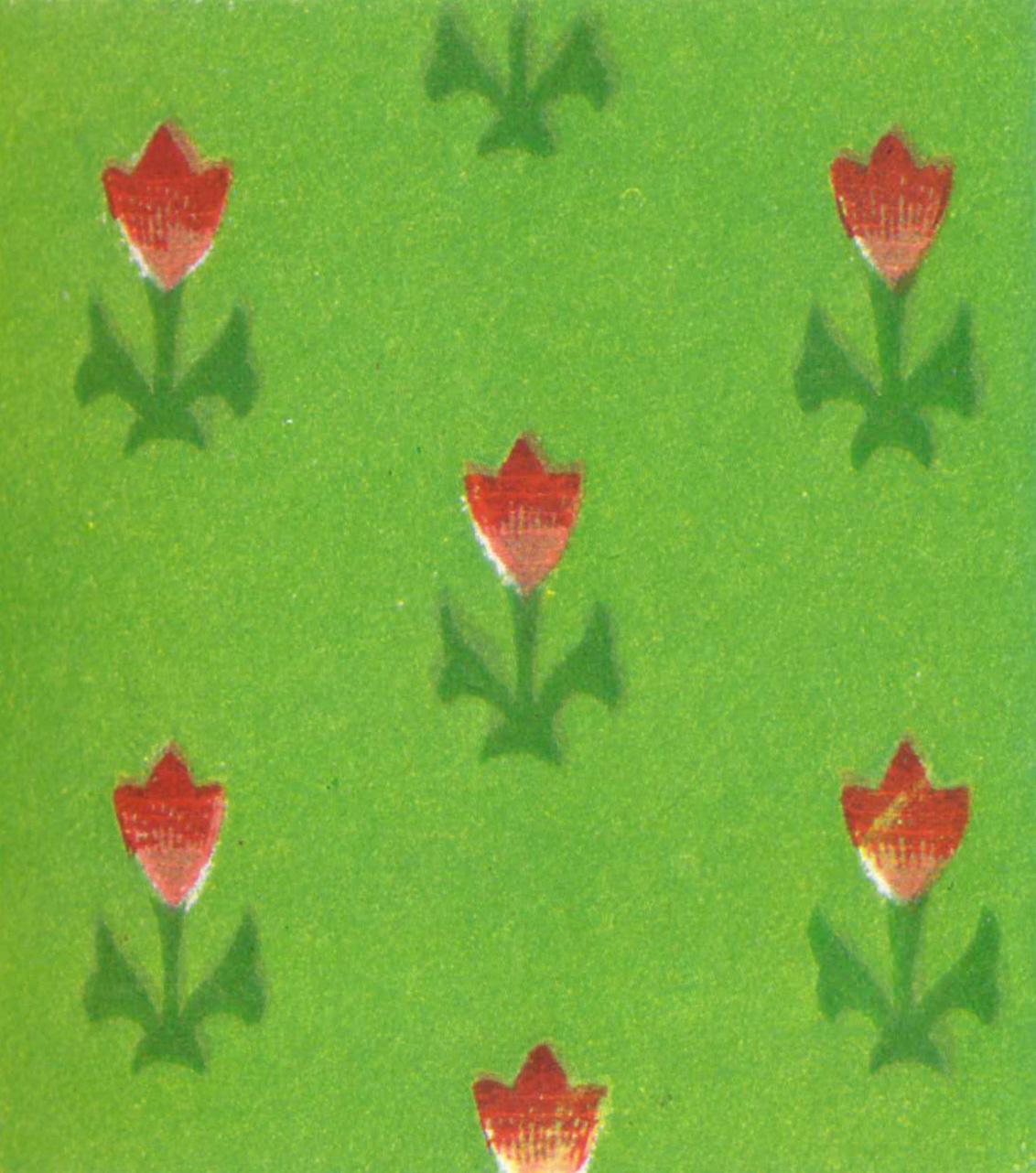
Персидский гобелен
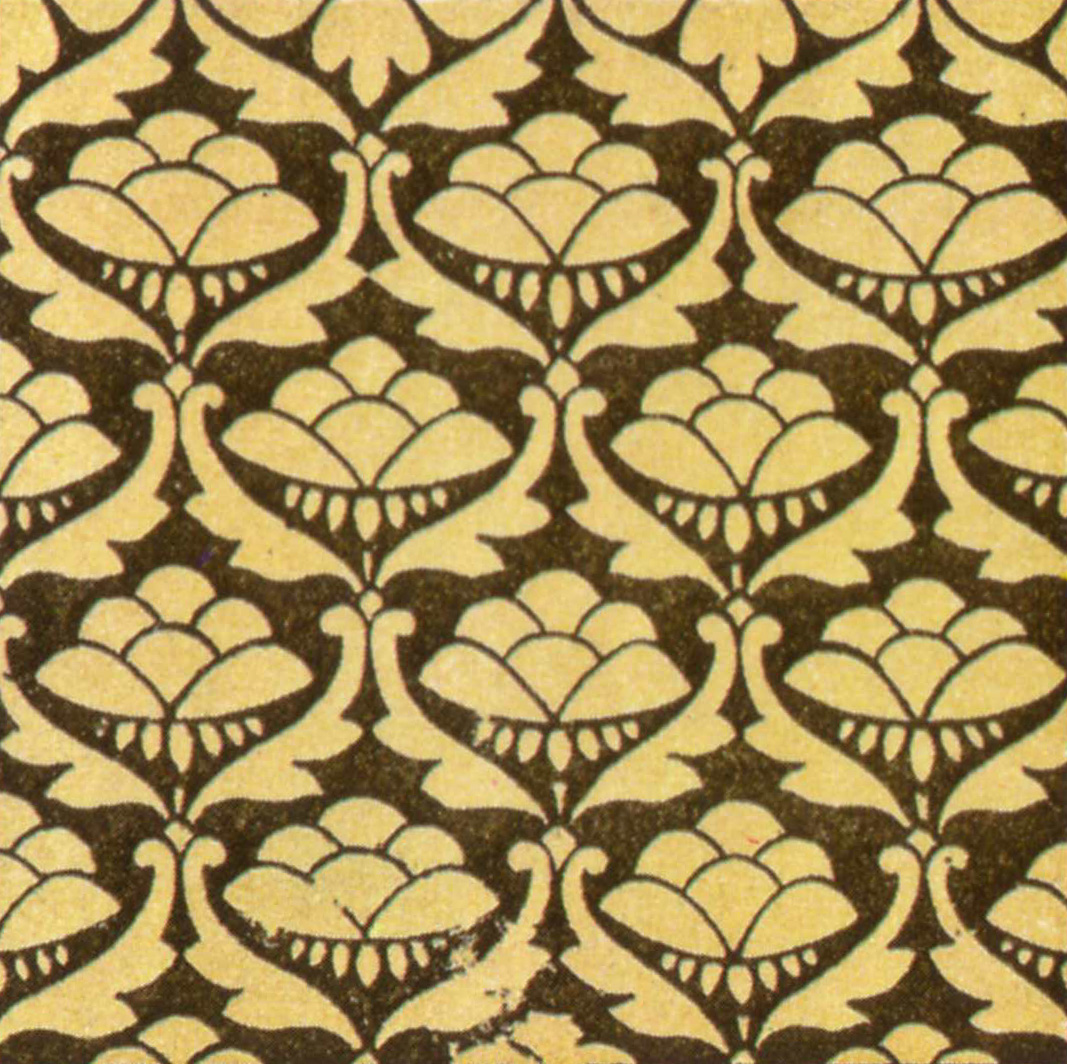
Индийская художественная работа по петеллу на Всемирной выставке 1851 года
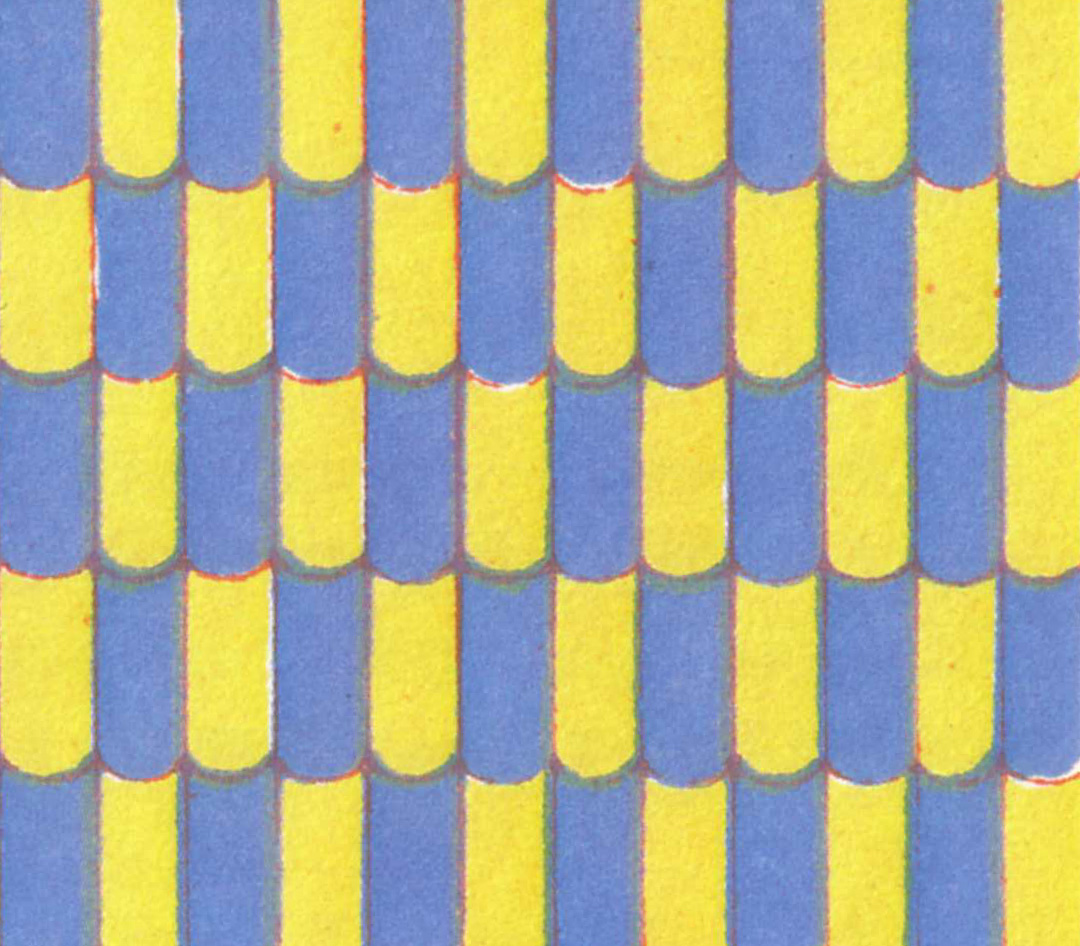
Одежда фигуры в усыпальнице в долине Царей, Египет

### Группаpmm(*2222)
| прямоугольная | квадратная |
| ------------- | ---------- |

- Орбифолдная сигнатура: *2222

Пример и диаграмма для pmm

- Обозначение Коксетера (прямоугольник): [∞,2,∞] или [∞]×[∞]
- Обозначение Коксетера (квадрат): [4,1+,4] или [1+,4,4,1+]
- Решётка: прямоугольная
- Точечная группа: D2
- Группа pmm имеет отражения в двух перпендикулярных направлениях и четыре центра поворота порядка два (180°), расположенные в точках пересечения зеркал.

Примеры группы pmm

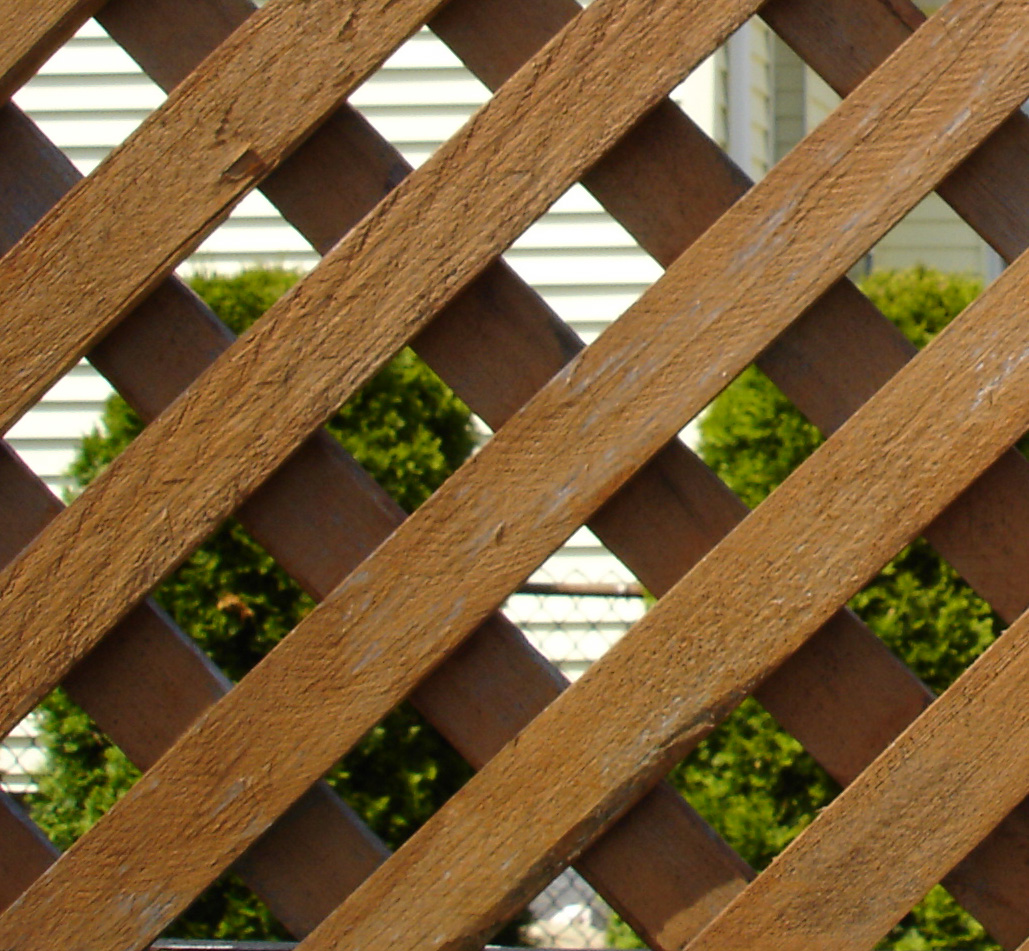
2D-рисунок решётки забора, США. (в 3D имеется дополнительная симметрия)
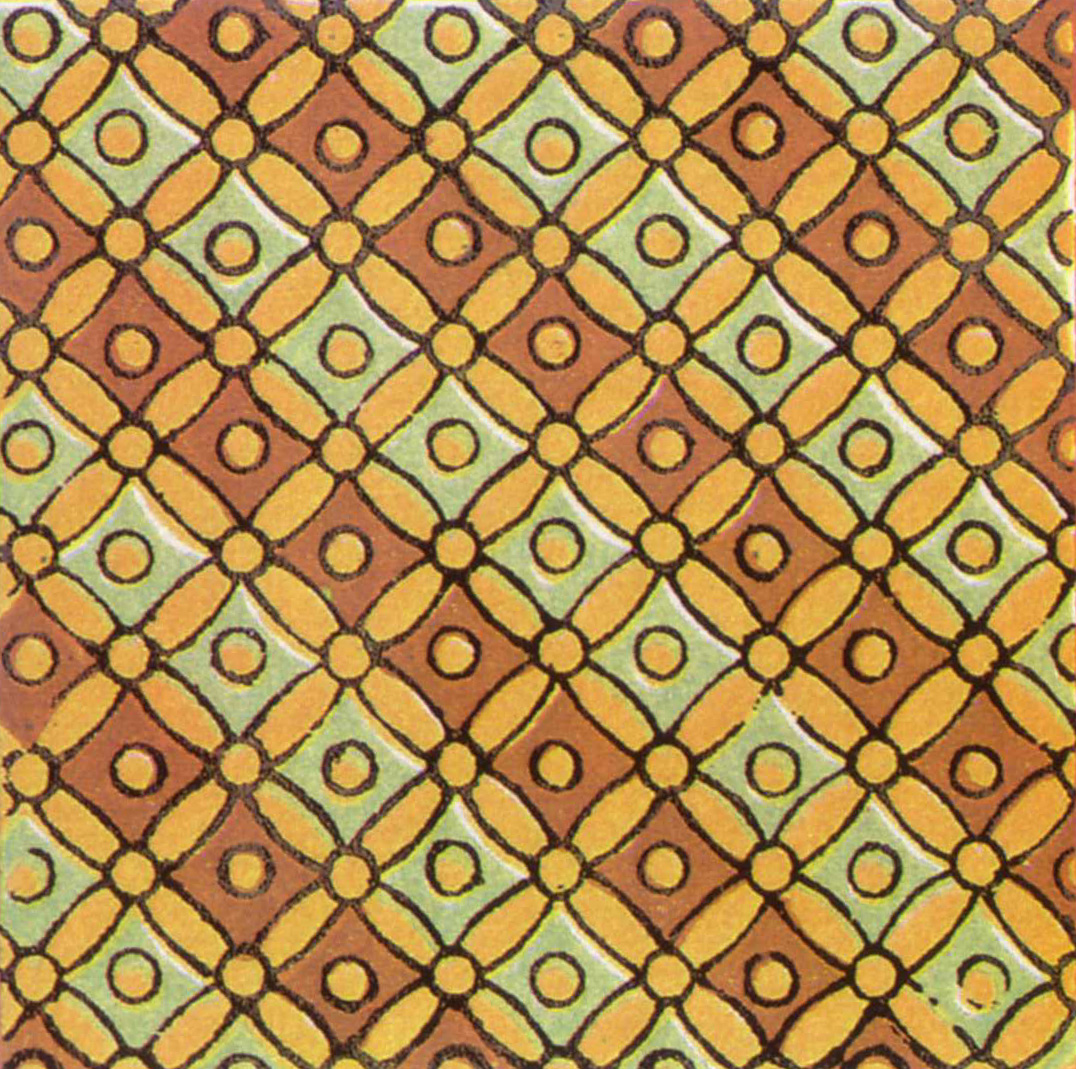
Саркофаг мумии, Лувр
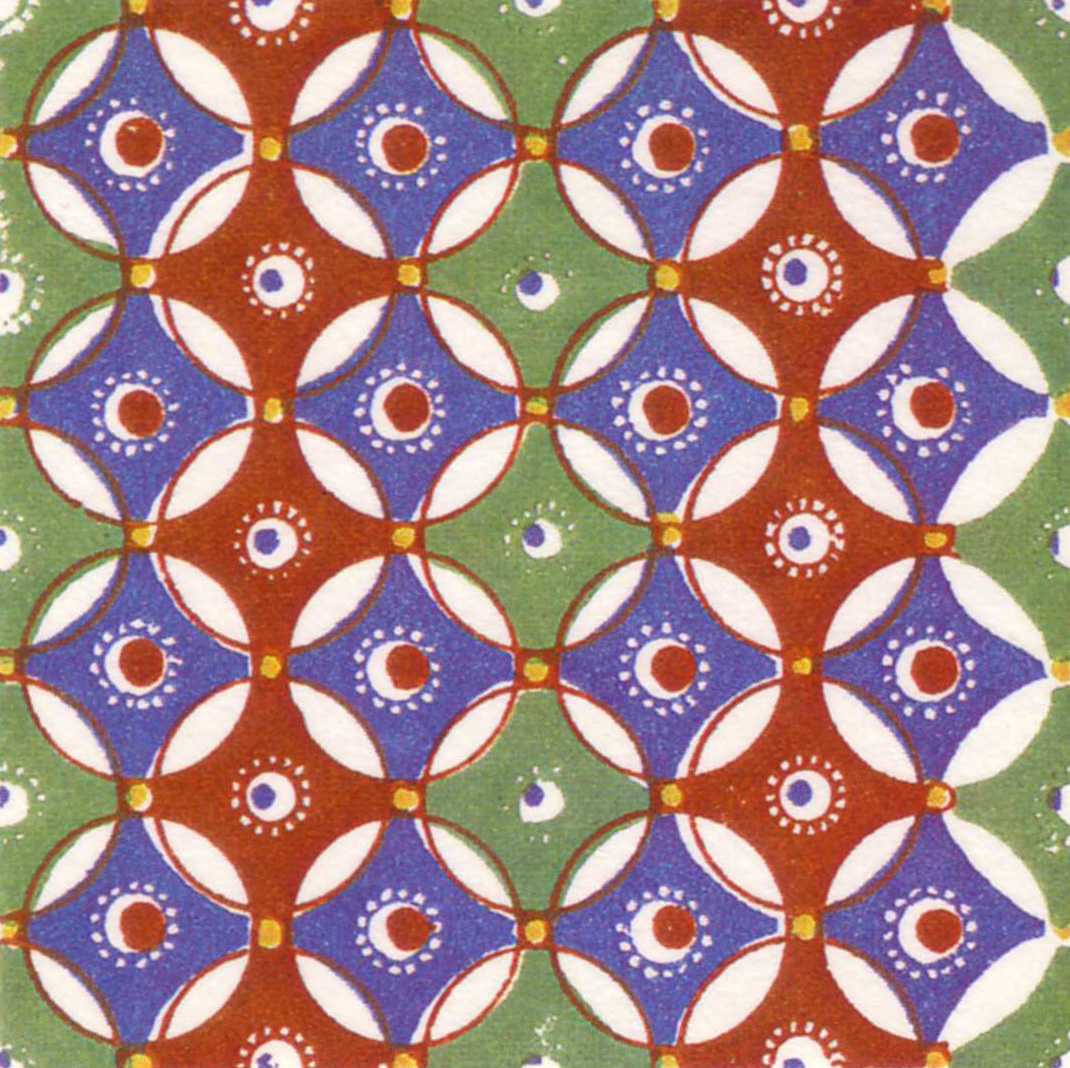
Саркофаг мумии, Лувр. Узор принадлежал бы p4m, но в узоре не совпадают раскраски

### Группаpmg(22*)
| Горизонтальные отражения | Вертикальные отражения |
| ------------------------ | ---------------------- |

- Орбифолдная сигнатура: 22*
- Обозначение Коксетера: [(∞,2)+,∞] или [∞,(2,∞)+]
- Решётка: прямоугольная
- Точечная группа: D2

Пример и диаграмма для pmg

- Группа pmg имеет два центра вращения порядка два (180°) и отражения только в одном направлении. Группа имеет скользящую симметрию, оси которой перпендикулярны оси отражения. Все центры вращения лежат на осях скользящих симметрий.

Примеры группы pmg

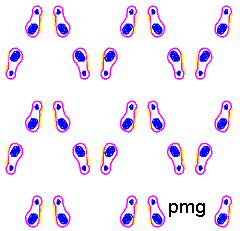
Создано на компьютере
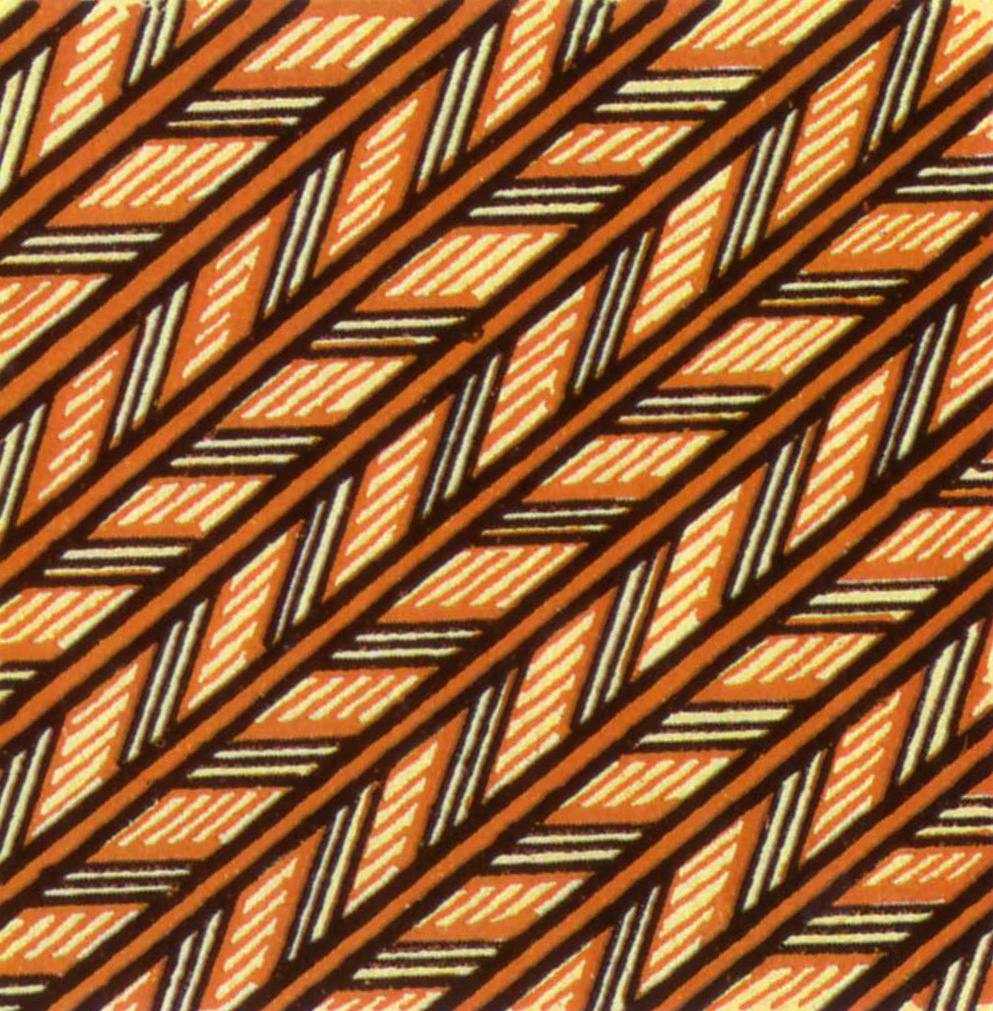
Ткань, Гавайские острова (Гавайи)
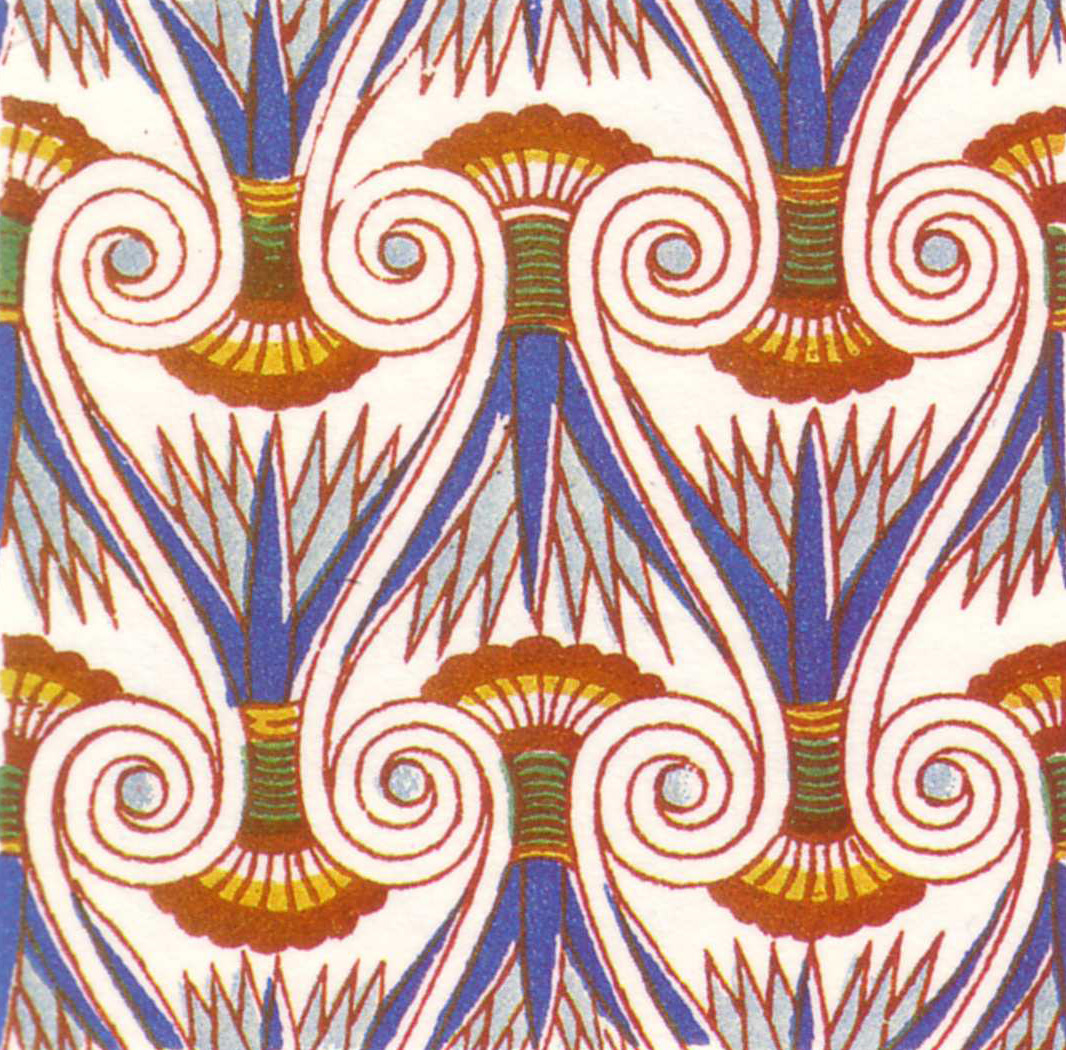
Потолок египетской усыпальницы
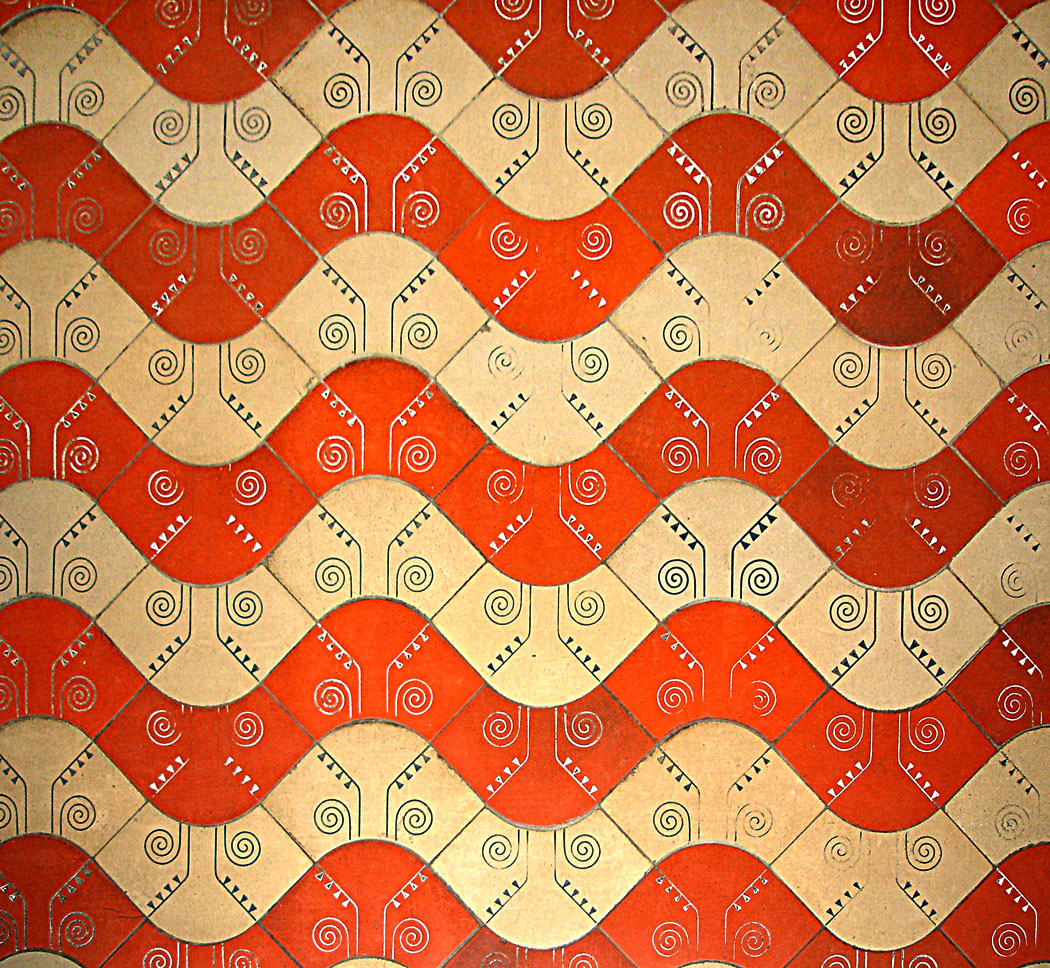
Мозаичный пол в Праге, Чехия
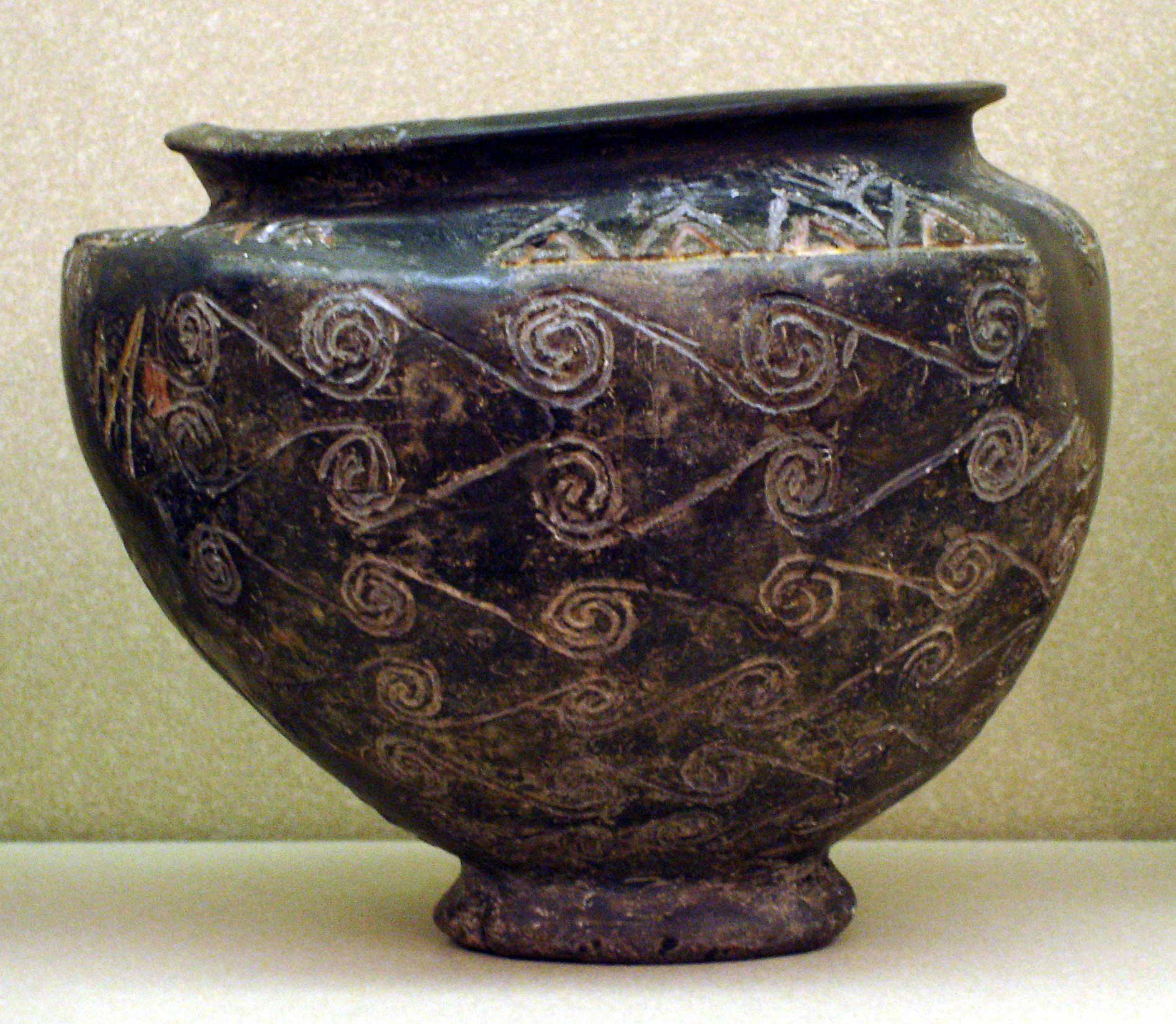
Чаша из Кермы
Укладка пятиугольников

### Группаpgg(22×)
| Прямоугольная | Квадратная |
| ------------- | ---------- |

- Орбифолдная сигнатура: 22×

Пример и диаграмма для pgg

- Обозначение Коксетера (прямоугольник): [((∞,2)+,(∞,2)+)]
- Обозначение Коксетера (квадрат): [4+,4+]
- Решётка: прямоугольная
- Точечная группа: D2
- Группа pgg содержит два центра поворота порядка два (180°) и скользящие симметрии в двух перпендикулярных направлениях. Центры поворота не расположены на осях скользящей симметрии. Группа не содержит зеркальных отражений.

Примеры группы pgg

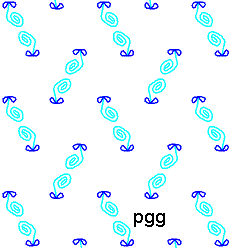
Создано на компьютере
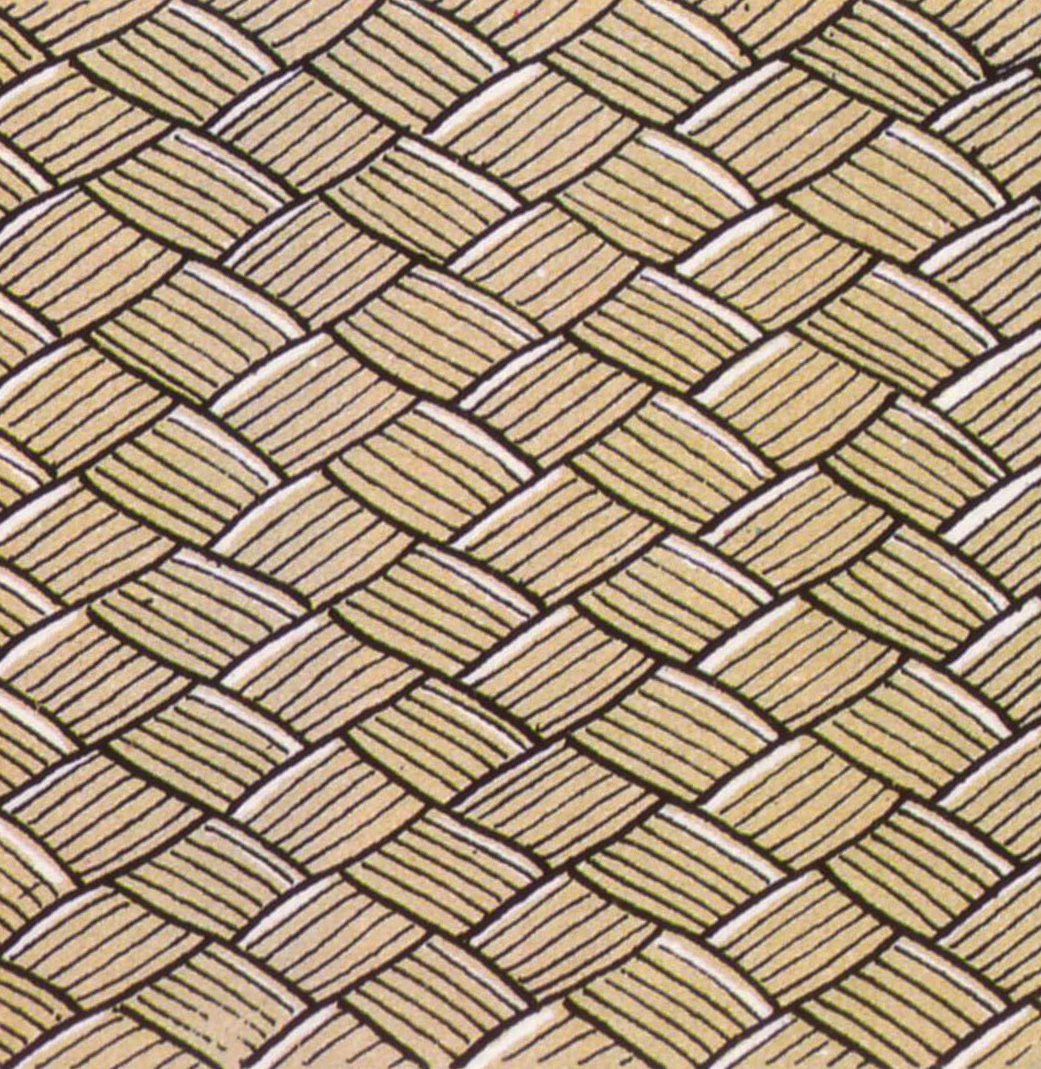
Бронзовый сосуд из Нимруда, Ассирия
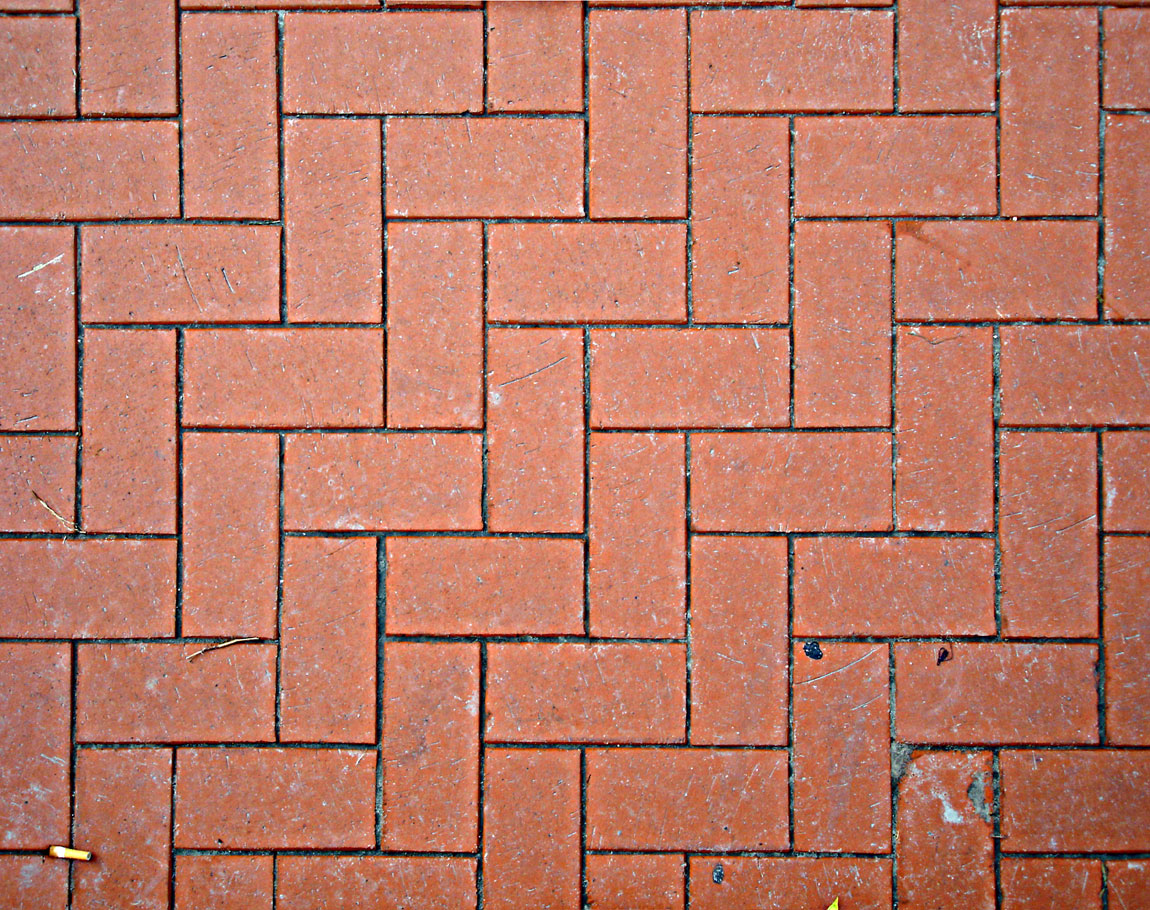
Мостовая в Будапеште, Венгрия. Оси скользящих симметрий диагональны

### Группаcmm(2*22)
| Ромбическая | Квадратная |
| ----------- | ---------- |

- Орбифолдная сигнатура: 2*22

Пример и диаграмма для cmm

- Обозначение Коксетера (ромб): [∞,2+,∞]
- Обозначение Коксетера (квадрат): [(4,4,2+)]
- Решётка: ромбическая
- Точечная группа: D2
- Группа cmm имеет отражения в двух перпендикулярных направлениях и вращение порядка два (180°), центр которого не лежит на осях симметрии. Группа имеет также два поворота, центры которых лежат на осях отражения.
- Эта группа часто наблюдается в повседневной жизни, поскольку большинство кладок кирпича в кирпичных зданиях используют этот узор (кладка в полкирпича) (см. пример ниже).

Симметрии вращения порядка 2 с центрами вращения в центрах сторон ромба являются следствием других свойств.
Узор соответствует:
- симметрично ступенчатым строкам одинаковых дважды симметричных объектов
- узору в виде шахматного расположения двух прямоугольных плиток, каждая из которых, сама по себе, дважды симметрична
- узору в виде шахматного расположения двух прямоугольных плиток с двукратной вращательной симметрией и их зеркальные отражения

Примеры группы cmm

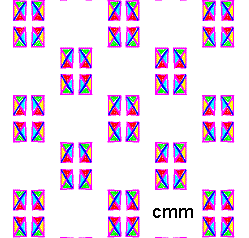
Создано на компьютере
Одна из 8 полуправильных замощений
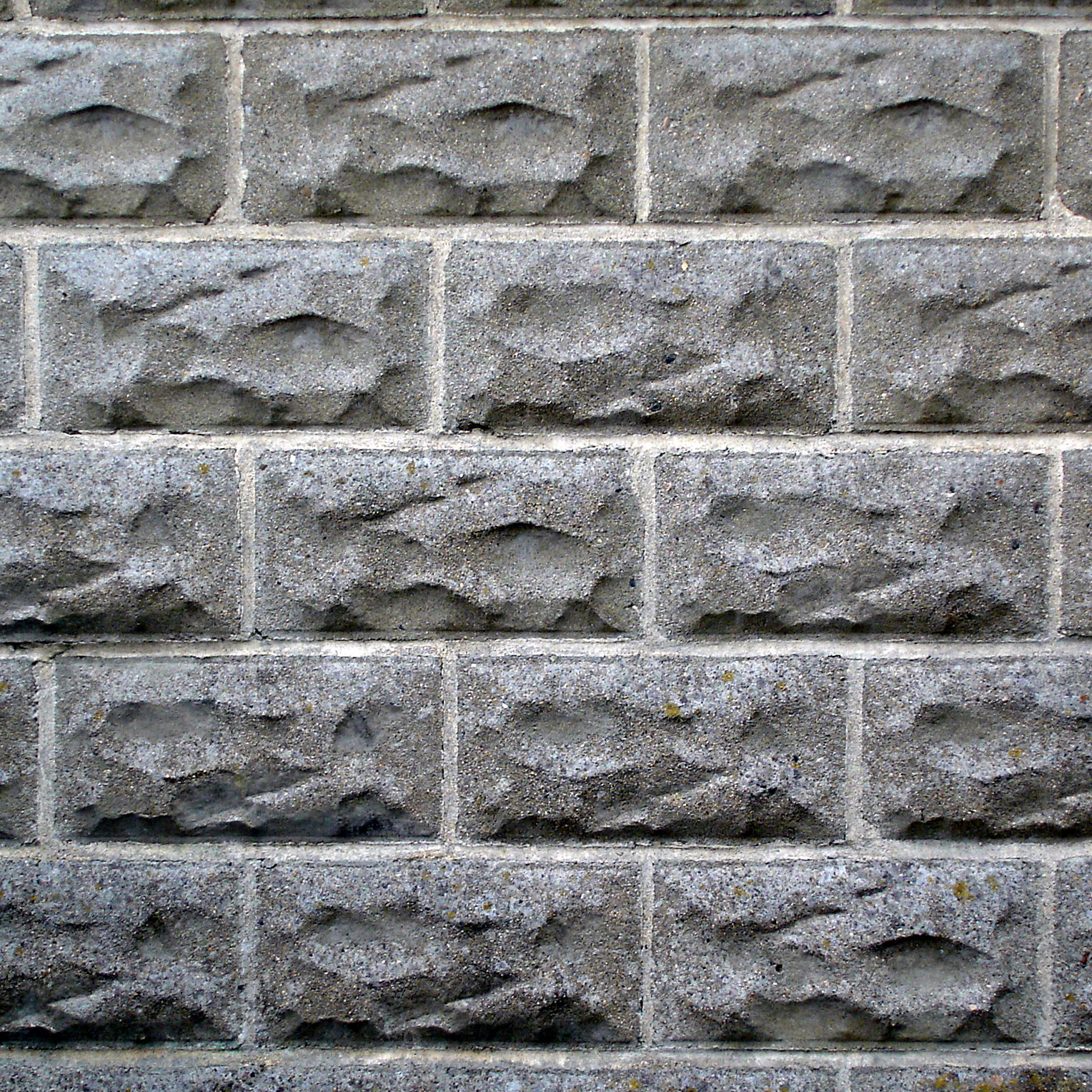
Загородная кирпичная стена с тычковой кладкой, США
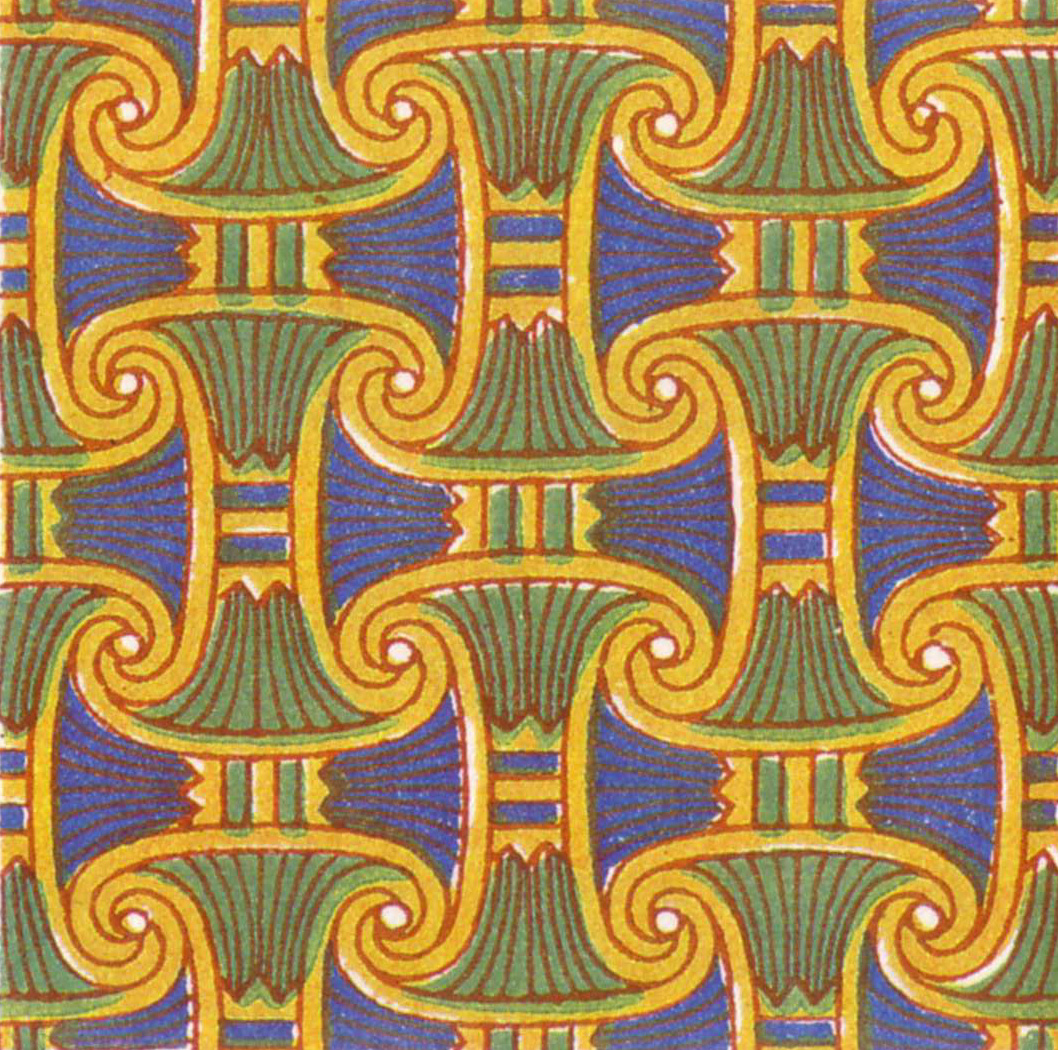
Потолок египетской усыпальницы. Если игнорировать цвета, это была бы группа p4g
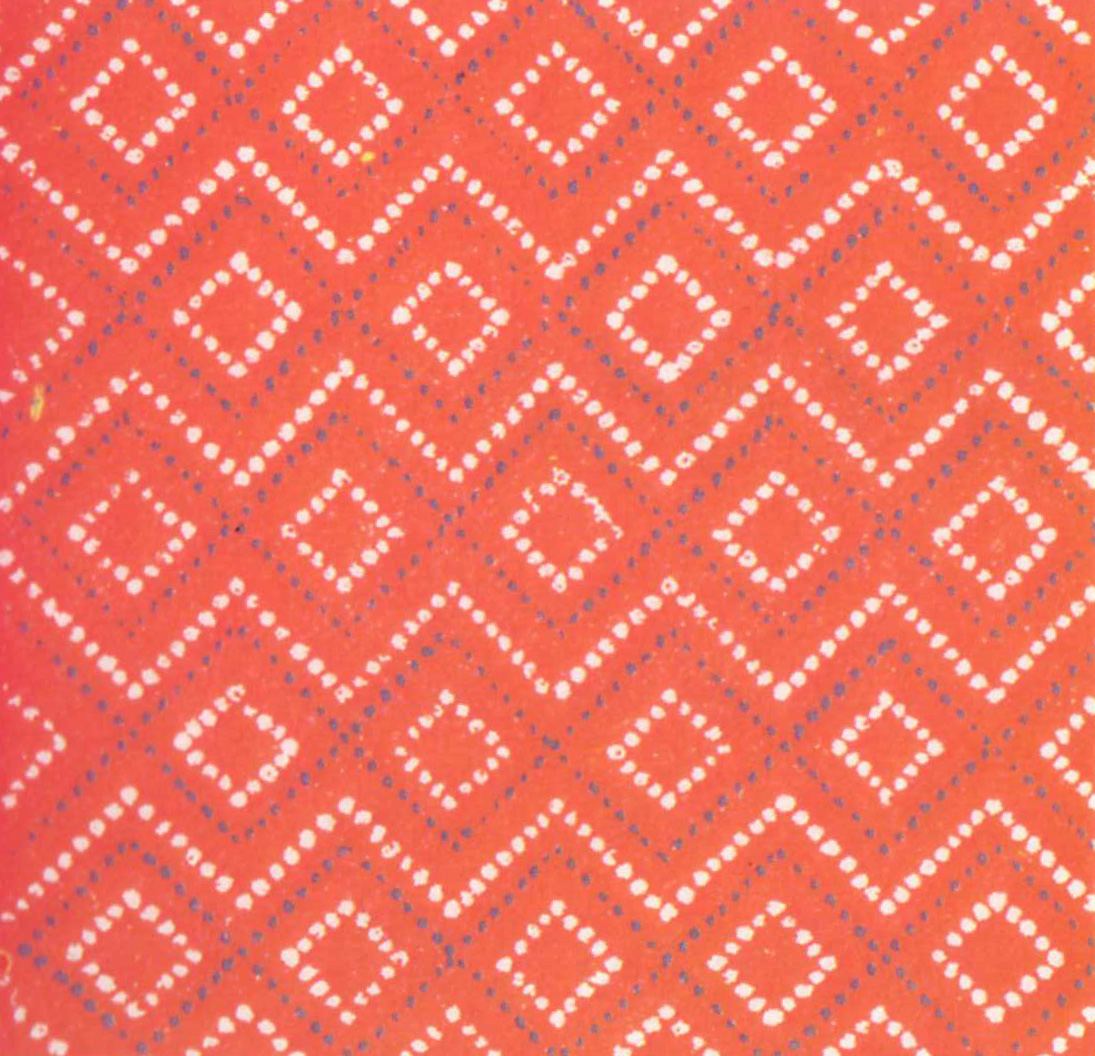
Египетский узор
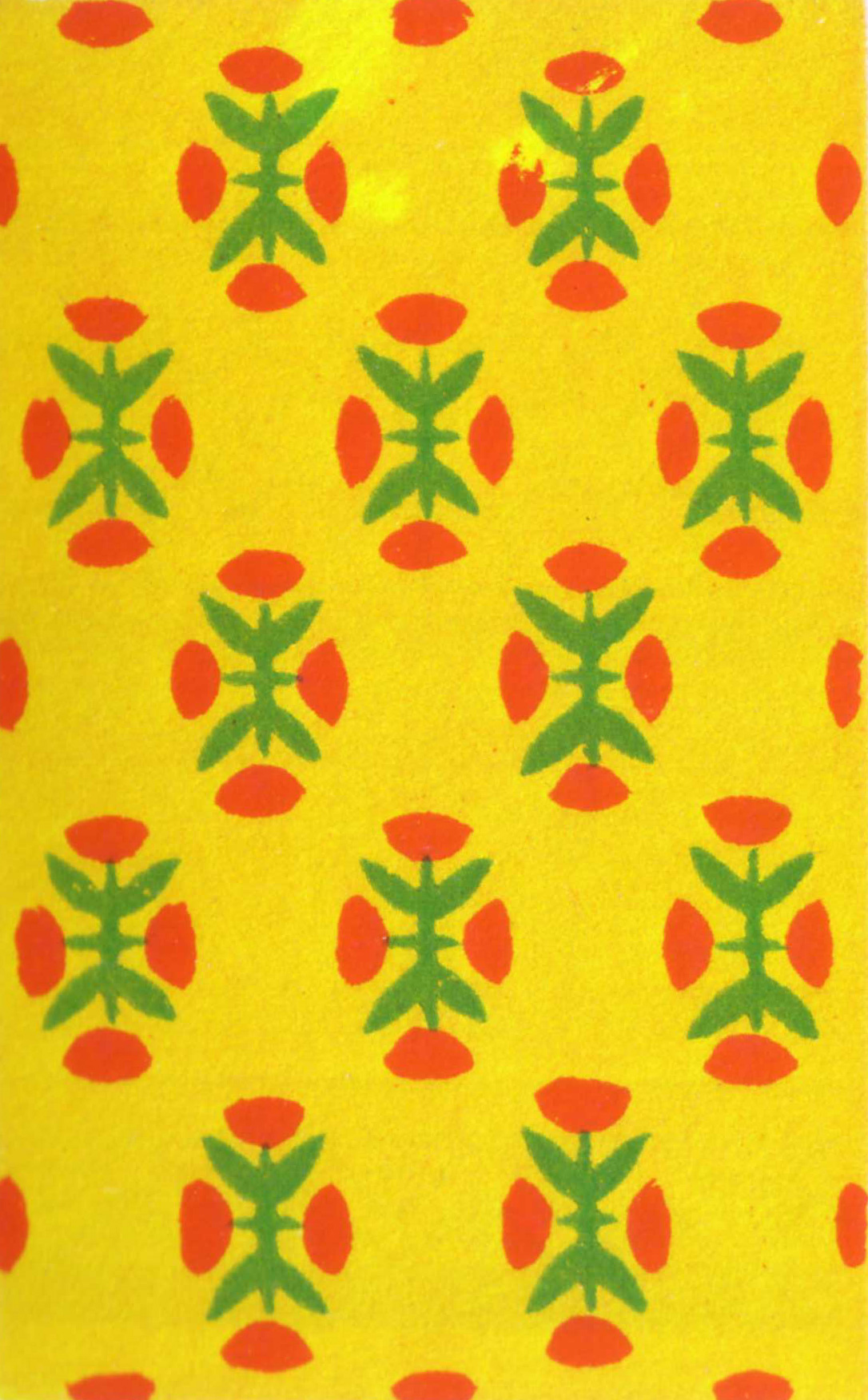
Персидский гобелен
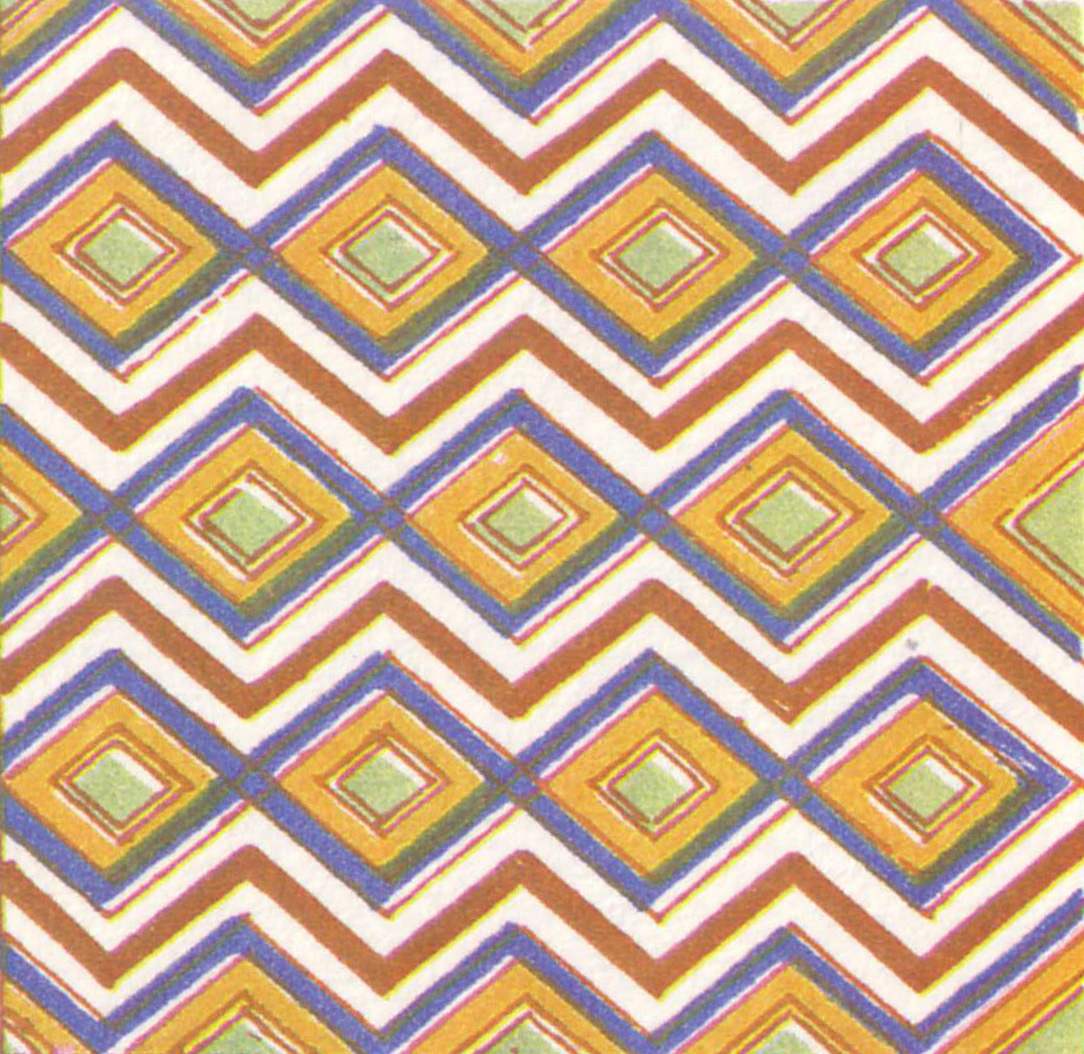
египетская усыпальница
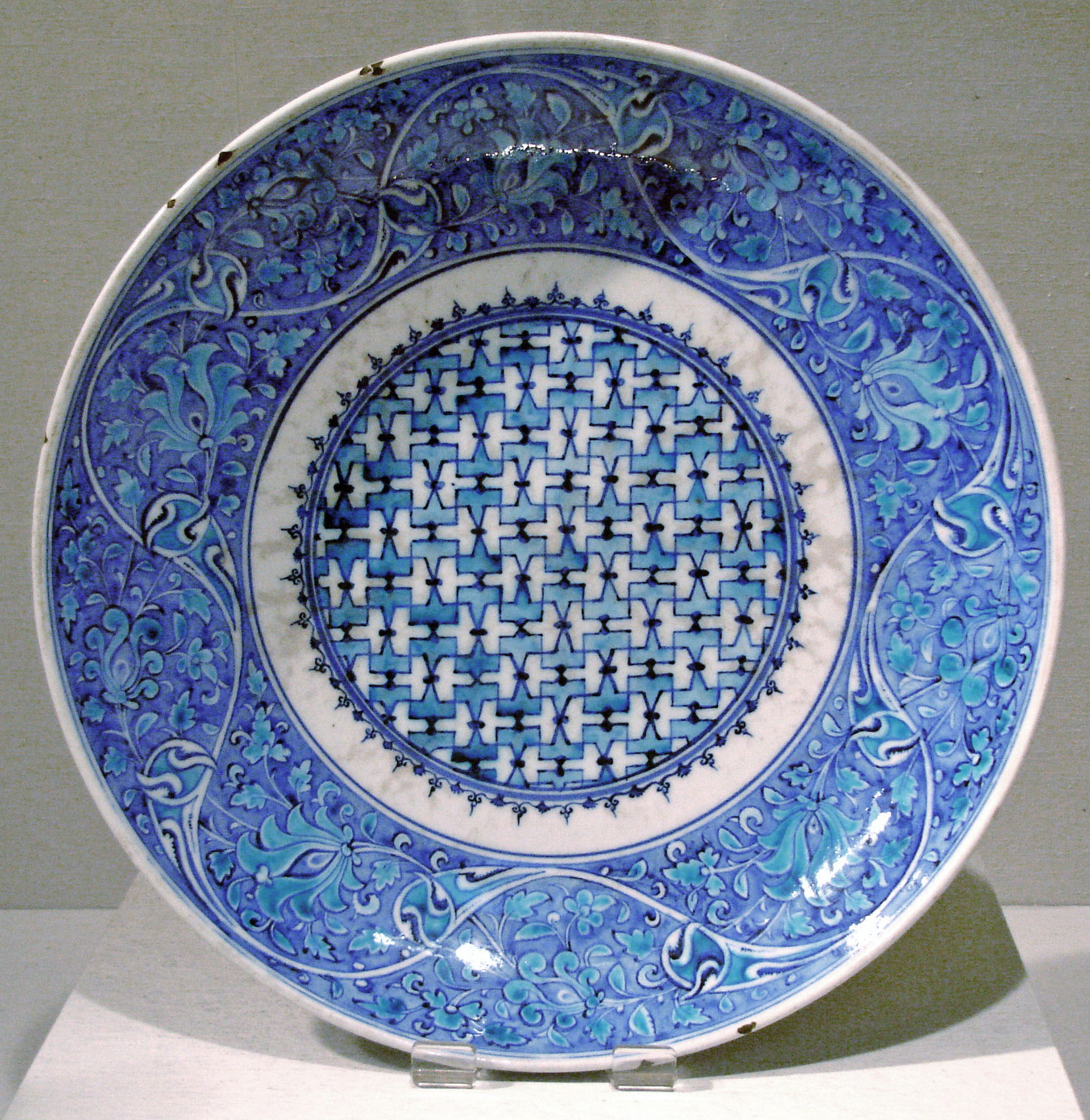
Тюркская тарелка
Компактная упаковка кругов двух размеров
Другая компактная упаковка кругов двух размеров
Другая компактная упаковка кругов двух размеров

### Группаp4 (442)
- Орбифолдная сигнатура: 442
- Обозначение Коксетера: [4,4]+
- Решётка: квадратная
- Точечная группа: C4

Пример и диаграмма для p4

Структура ячейки для p4

- Группа p4 имеет два центра поворота порядка четыре (90°) и один центр вращения порядка два (180°). Группа не имеет ни отражений, ни скользящих симметрий.

Примеры группы p4
Узор p4 можно рассматривать как повторение в строках и столбцах квадратной плитки с 4-кратной симметрией вращения. Его также можно рассматривать как шахматная клетка двух таких плиток меньших в {\displaystyle {\sqrt {2}}} раз и повёрнутых на 45°.

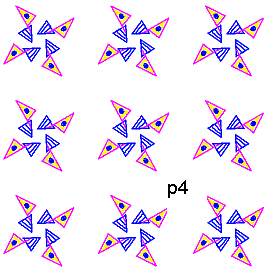
Создано на компьютере
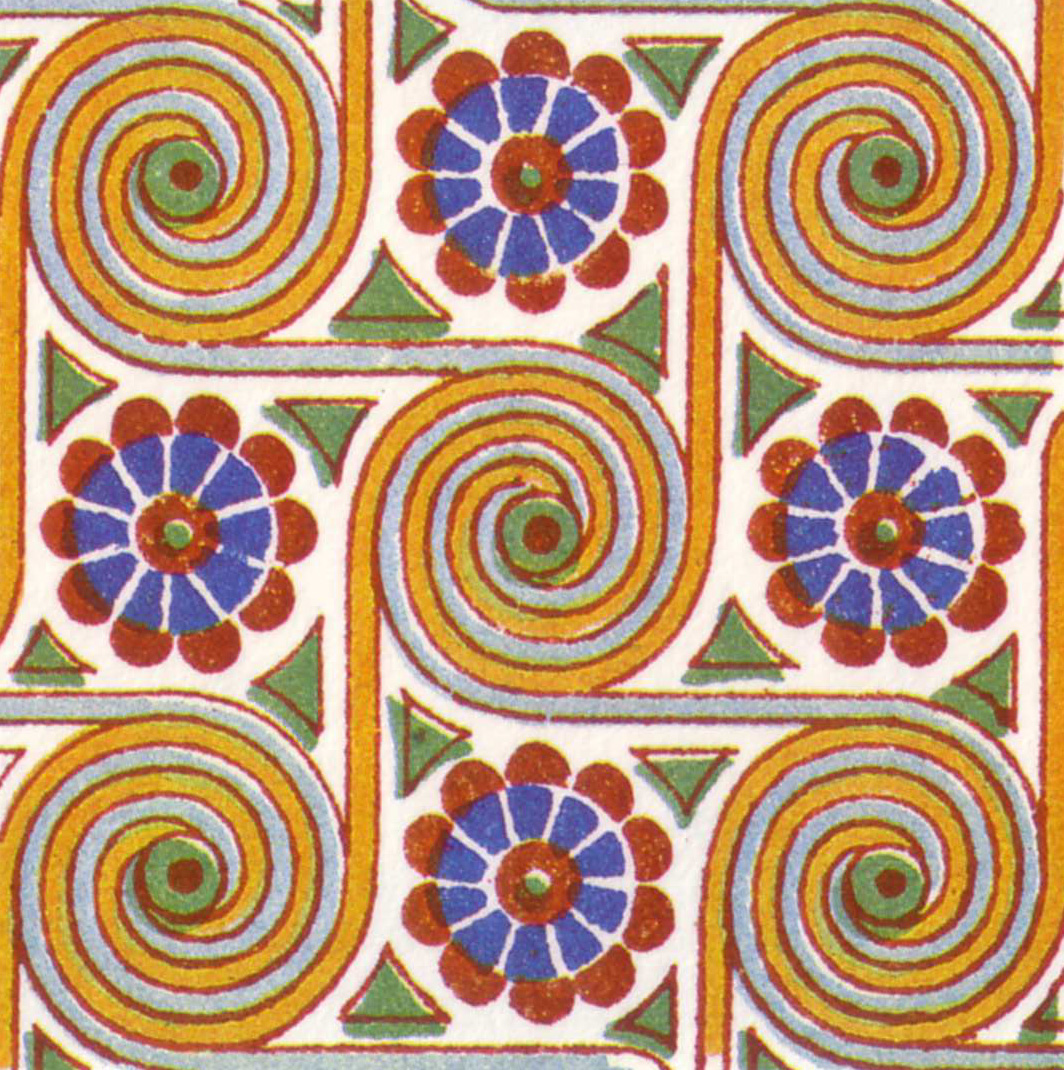
Потолок египетской усыпальницы. Если игнорировать цвета, это p4, иначе — p2
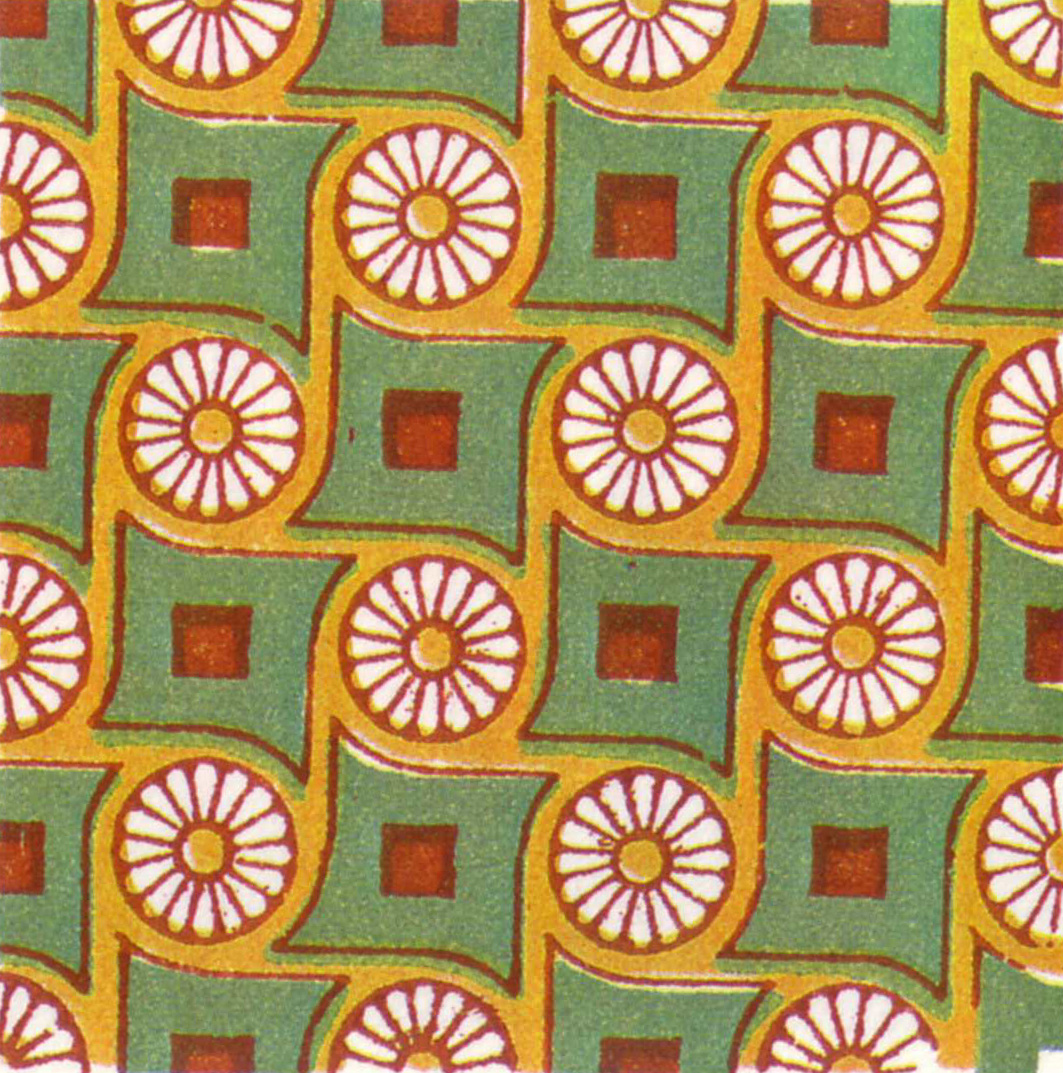
Потолок египетской усыпальницы
Наложение узоров
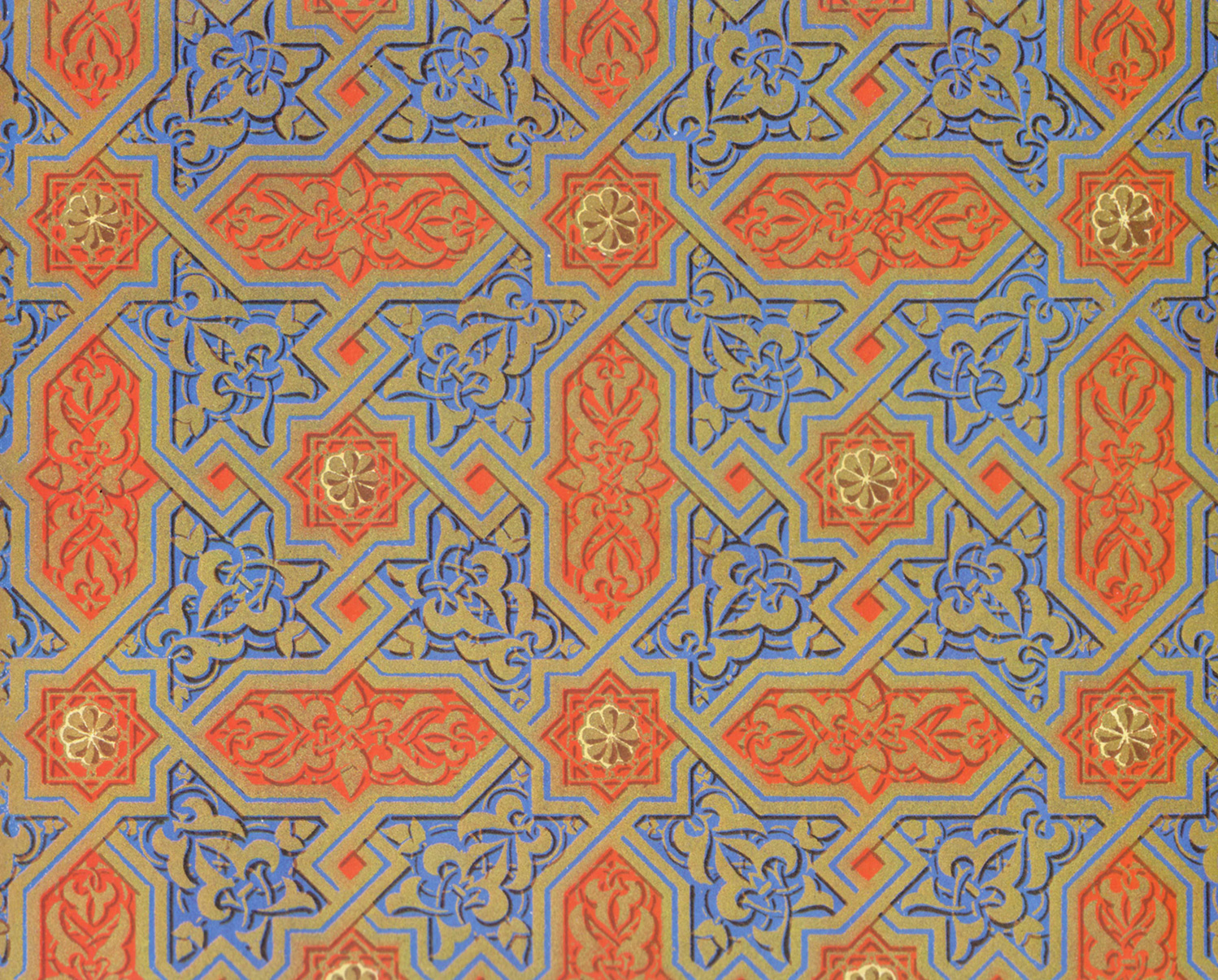
Бордюр, Альгамбра, Испания. Требуется внимательное рассмотрение, чтобы понять, почему нет отражений
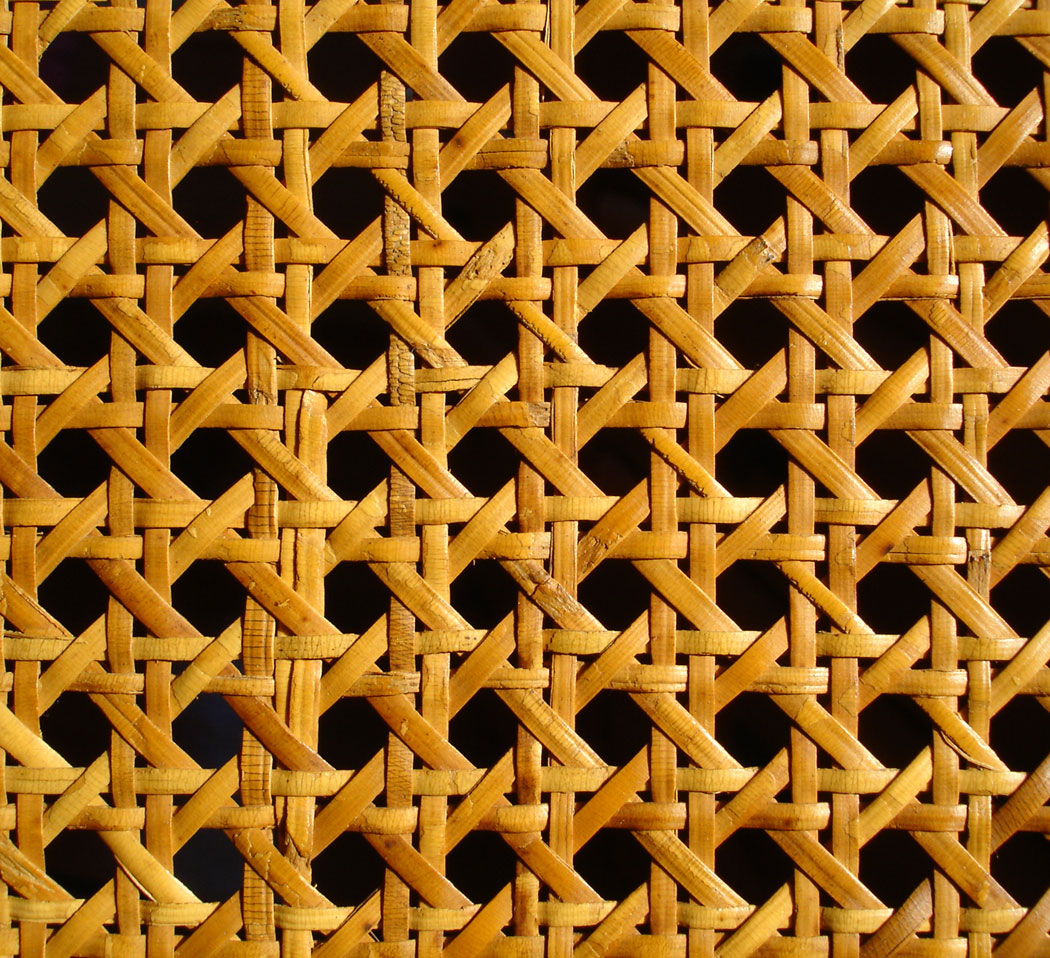
Венецианское плетение камыша
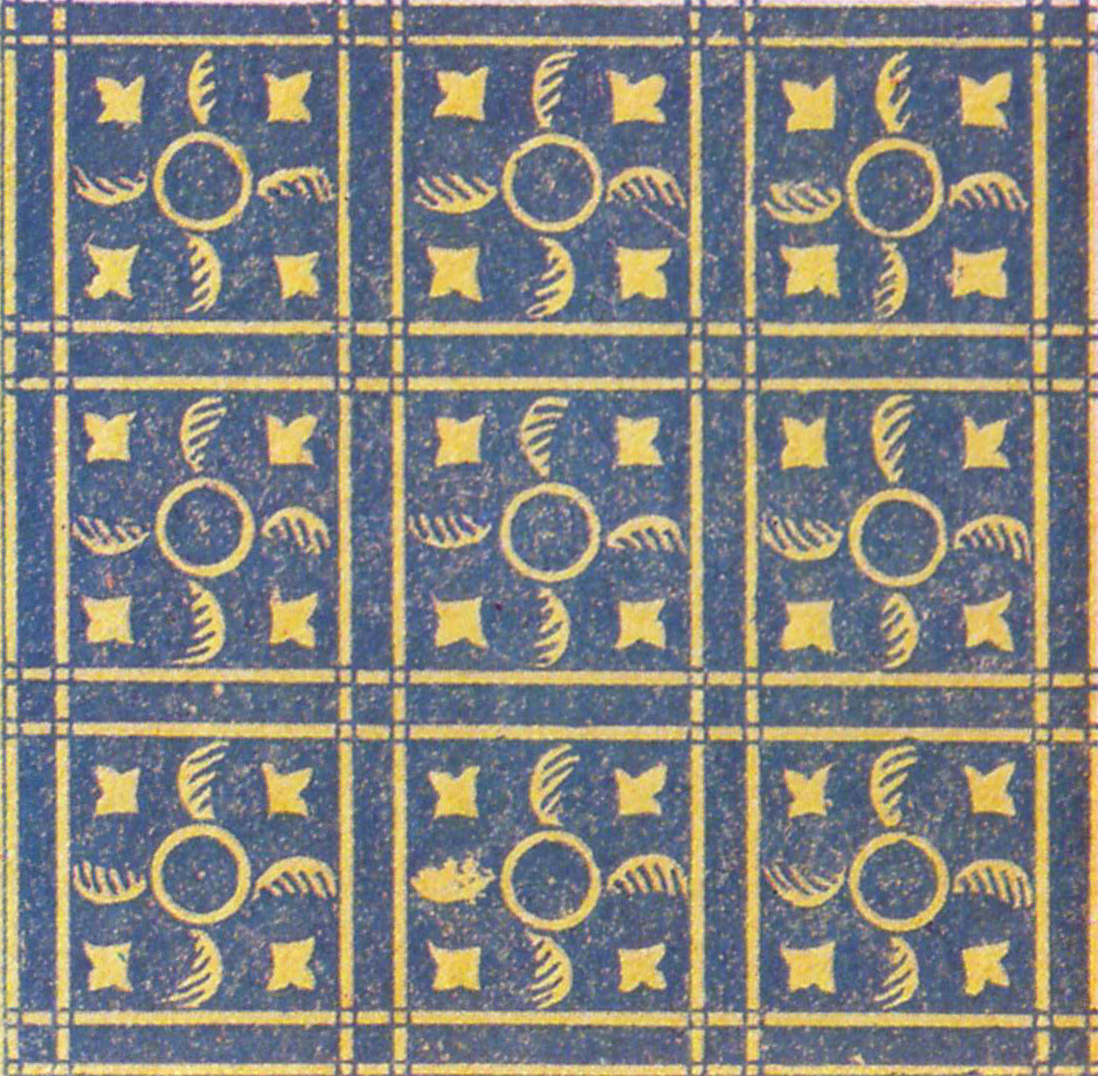
Глиняная посуда ренессанса
Пифагорова мозаика
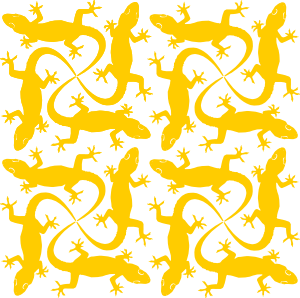
Получено из фотографии

### Группаp4m(*442)
- Орбифолдная сигнатура: *442
- Обозначение Коксетера: [4,4]
- Решётка: квадратная
- Точечная группа: D4

Пример и диаграмма для p4m

Структура ячейки для p4m

- Группа p4m имеет два центра вращения порядка четыре (90°) и отражения в четырёх различных направлениях (горизонтальная, вертикальная и диагональные). Группа имеет дополнительные скользящие симметрии, оси которых не являются осями отражения. Повороты порядка два (180°) имеют центры на пересечениях осей скользящей симметрии. Все центры вращения лежат на осях отражения.

Это соответствует прямоугольной сетке строк и столбов одинаковых квадратов с четырьмя осями симметрии. Это также соответствует шахматному узору двух таких квадратов.
Примеры группы p4m
Примеры показаны с наименьшим горизонтальным и вертикальным параллельным переносом (как на диаграмме):

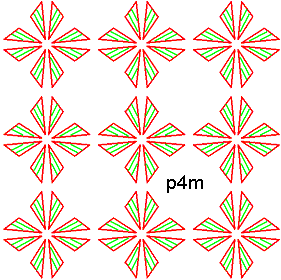
Создано на компьютере
Одно из 3 правильных замощений
Полуправильная мозаика из треугольников. Если игнорировать цвета, это p4m, иначе — c2m
Одно из 8 полуправильных замощений (если игнорировать цвет это тоже p4m, но с меньшими величинами параллельного переноса)
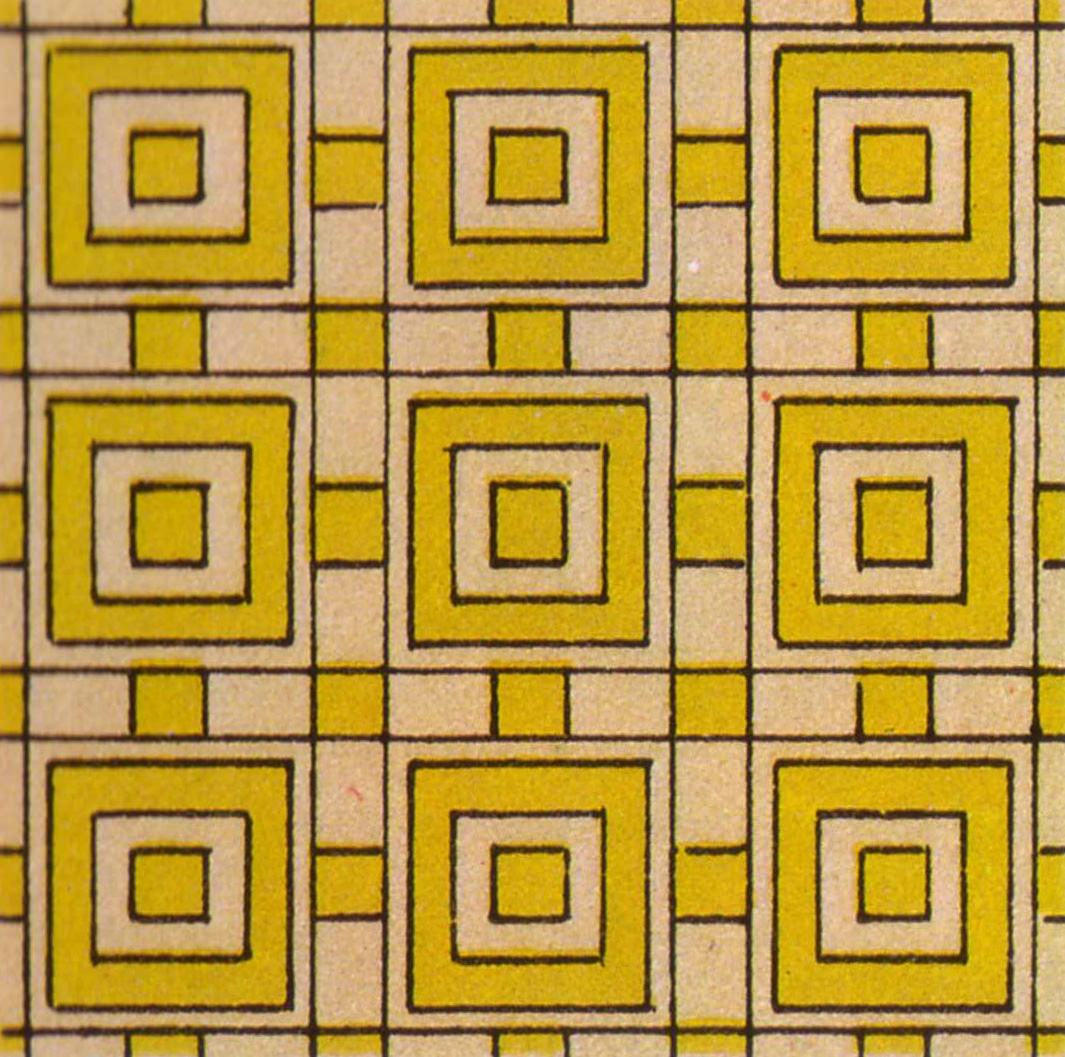
Орнаментный рисунок, Ниневия, Ассирия
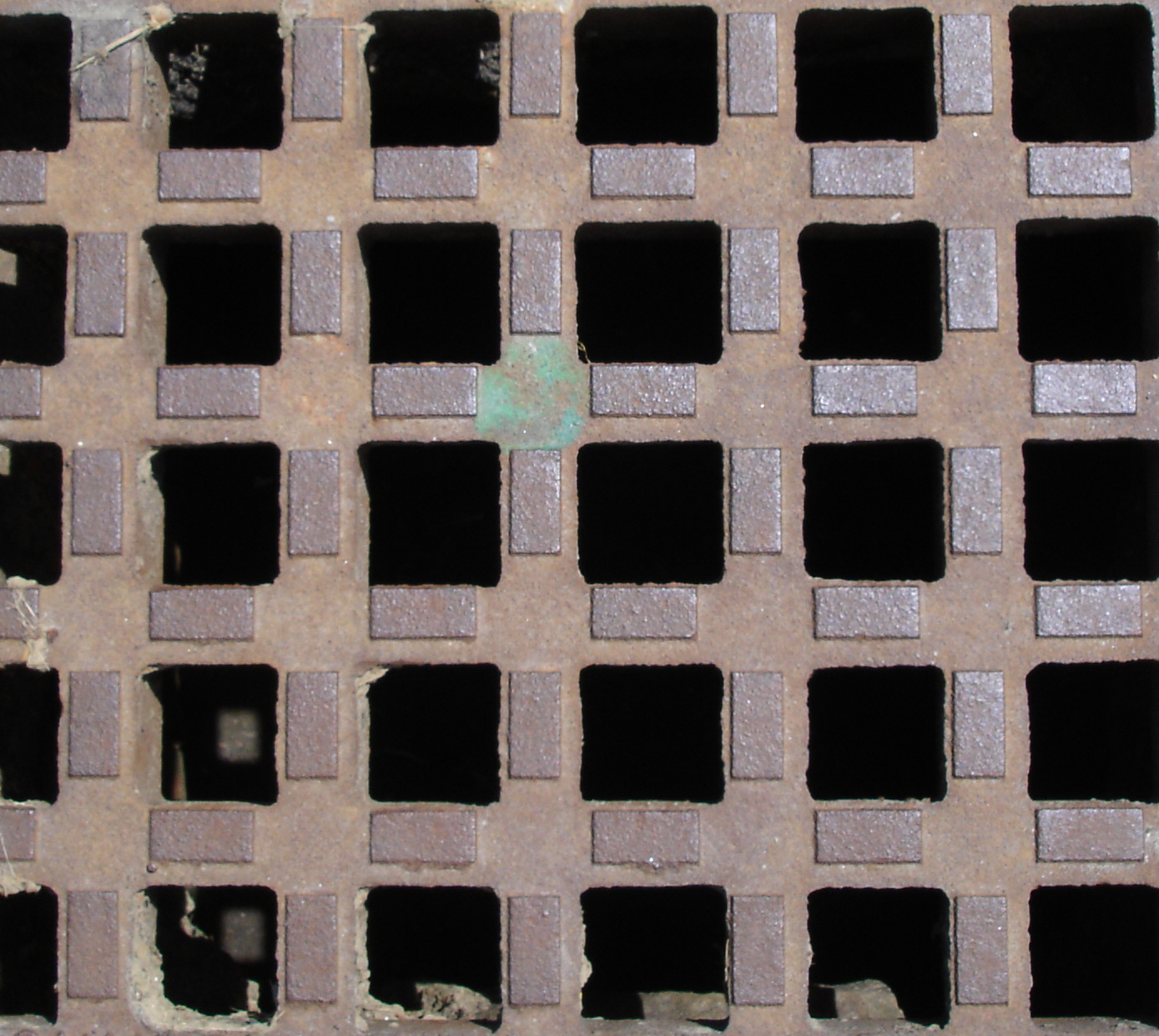
Дождевая канализация, США
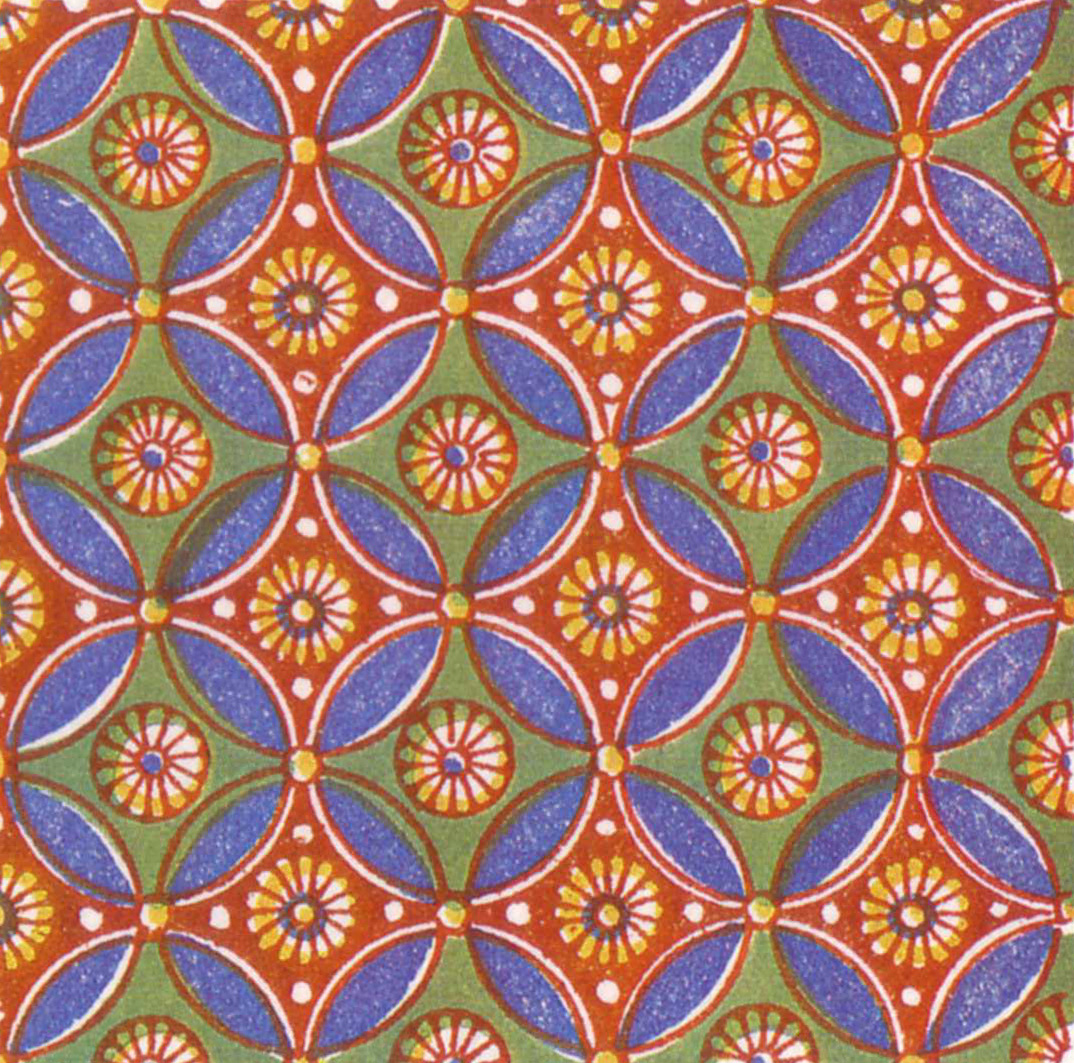
Саркофаг египетской мумии
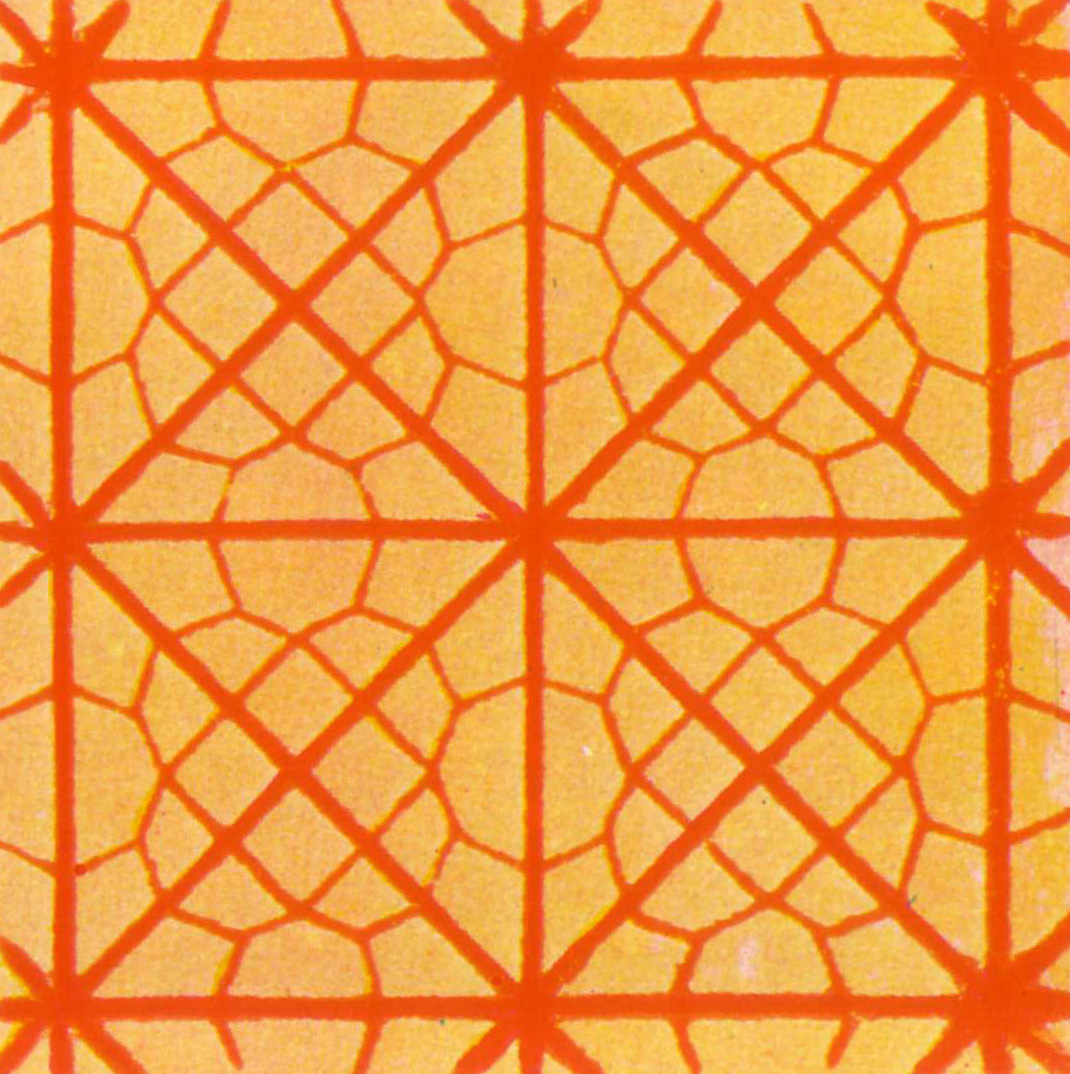
Персидская лессированная мозаика
Компактная упаковка кругов двух размеров

Примеры с наименьшим параллельным переносом по диагонали:

Шахматная клетка
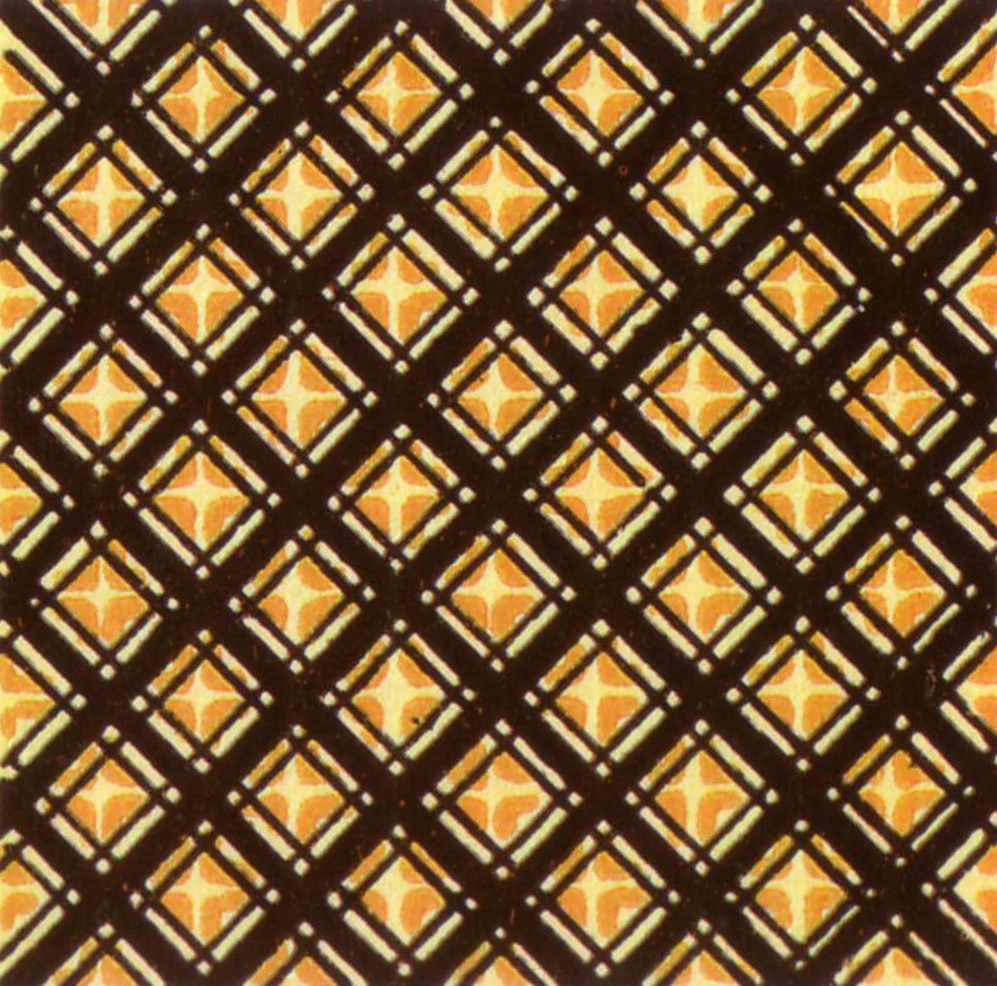
Ткань, Таити)
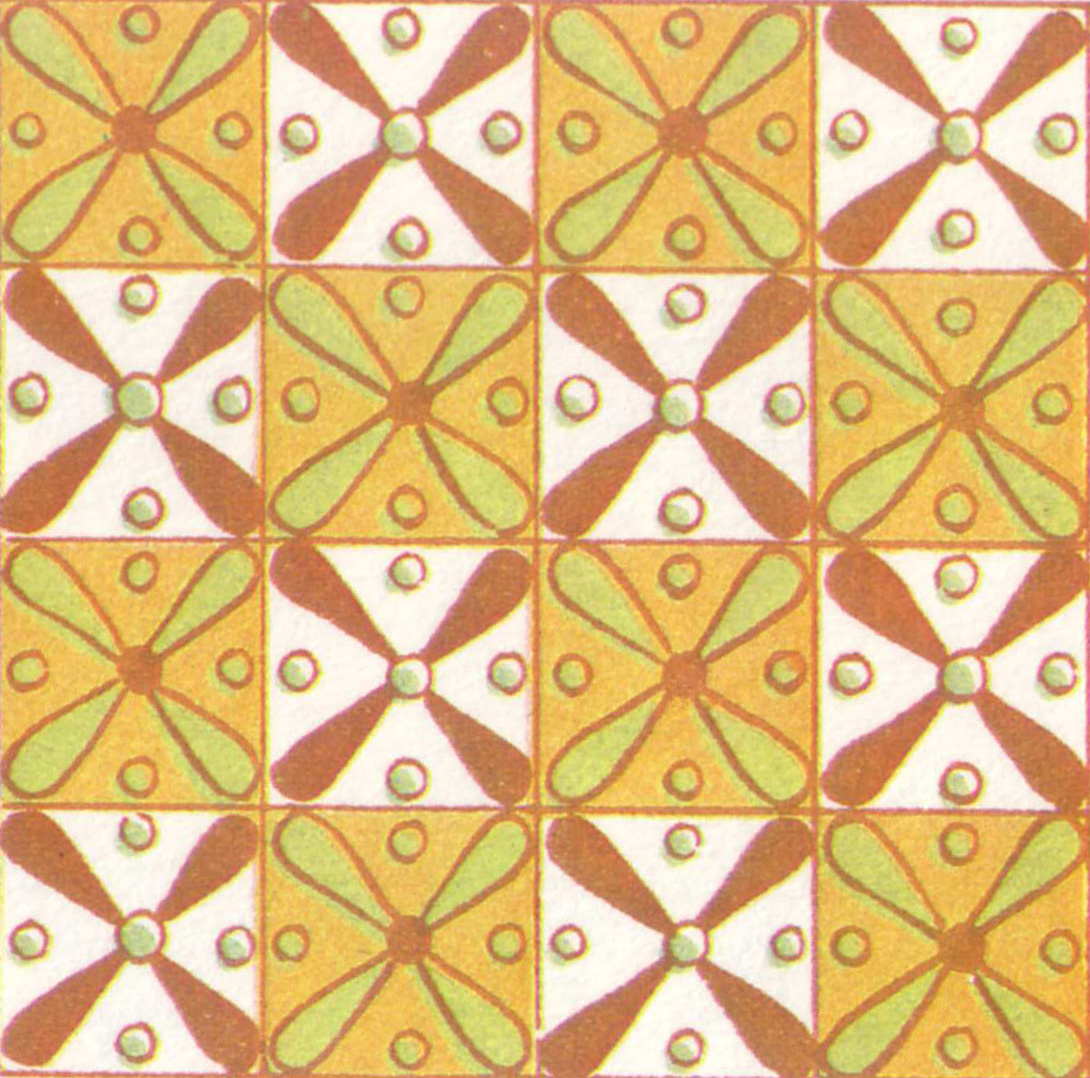
Египетская усыпальница
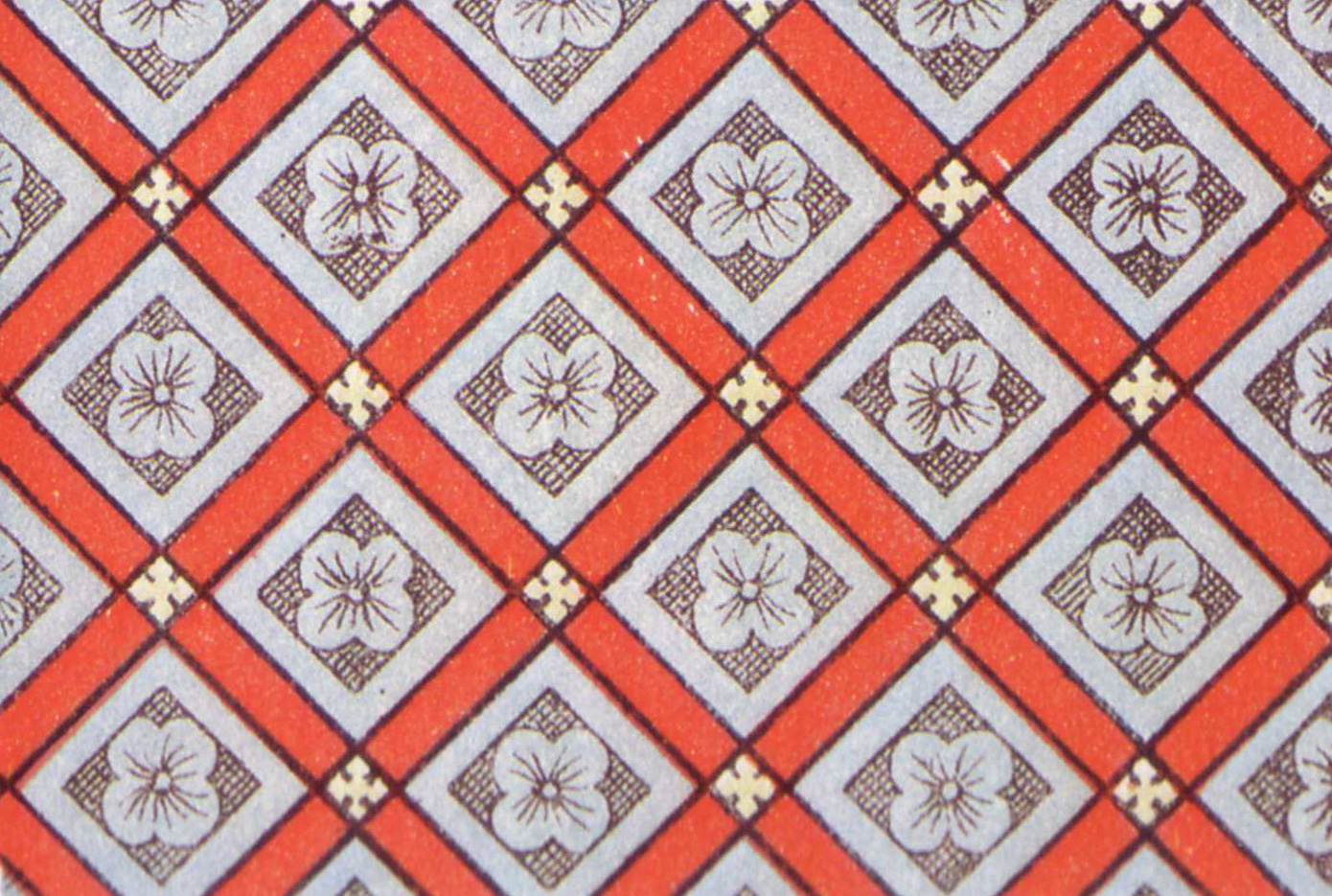
Кафедральный собор в Бурже
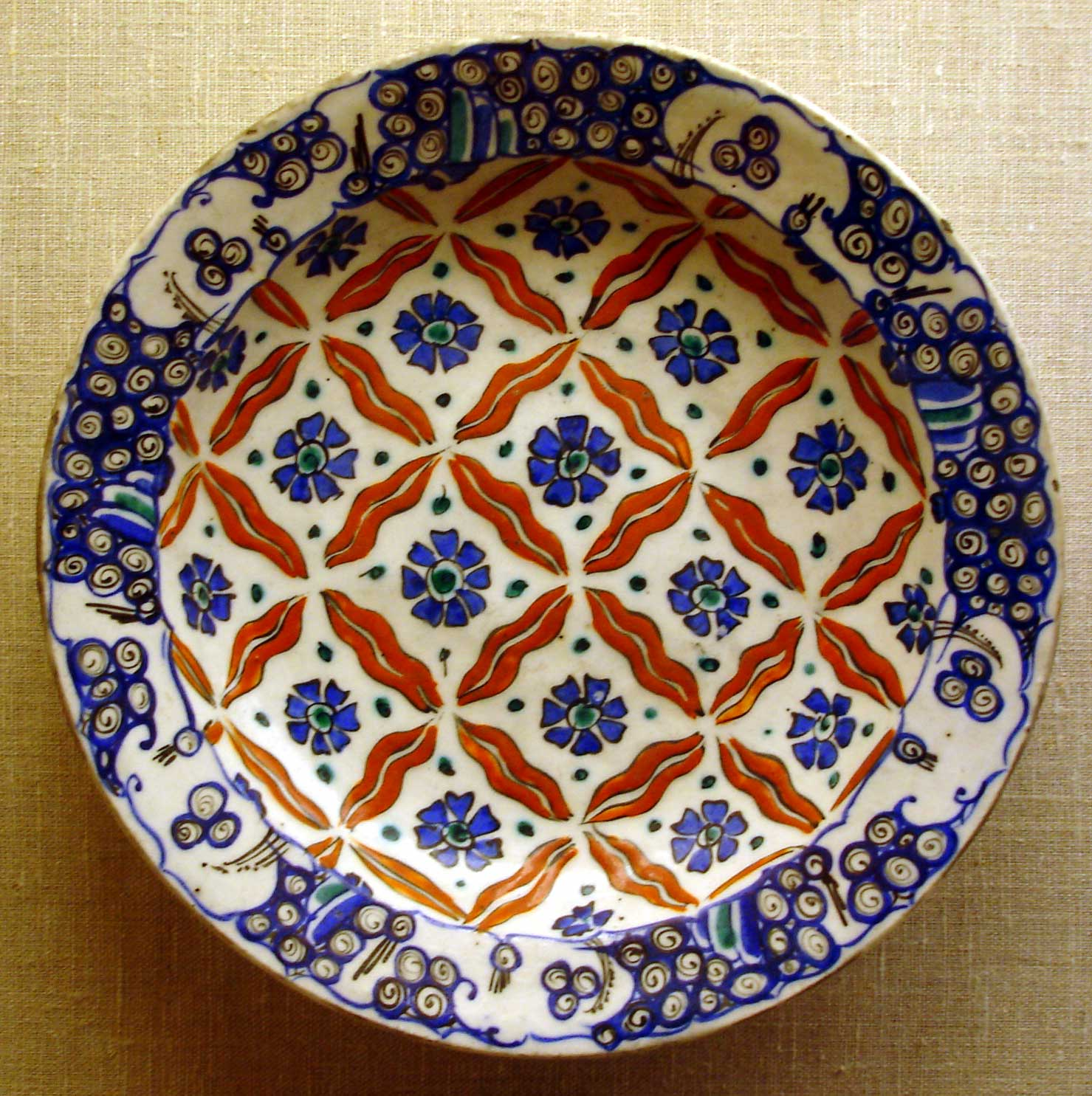
Тарелка из Турции османского периода

### Группаp4g(4*2)
- Орбифолдная сигнатура: 4*2
- Обозначение Коксетера: [4+,4]
- Решётка: квадратная
- Точечная группа: D4

Пример и диаграмма для p4g

Структура ячейки для p4g

- Группа p4g имеет два центра поворота порядка четыре (90°), которые являются зеркальным отражением друг друга, но она имеет отражения только в двух перпендикулярных направлениях. Имеются вращения порядка два (180°), центры которых расположены на пересечении осей отражения. Группа имеет оси скользящих симметрий, параллельные осям отражения (между ними), а также под углом 45° к ним.

Узор p4g можно рассматривать как шахматное расположение копий квадратных плиток с 4-кратной вращательной симметрии и их зеркальных образов. Альтернативно, узор можно рассматривать (при сдвиге на половину плитки) как шахматное расположение копий горизонтально или вертикально симметричных плиток и их версий, повёрнутых на 90°. Заметим, что оба способа рассмотрения не применимы к простому шахматному узору из чёрных и белых плиток, в этом случае это группа p4m (с диагональным параллельным переносом ячеек).
Примеры группы p4g

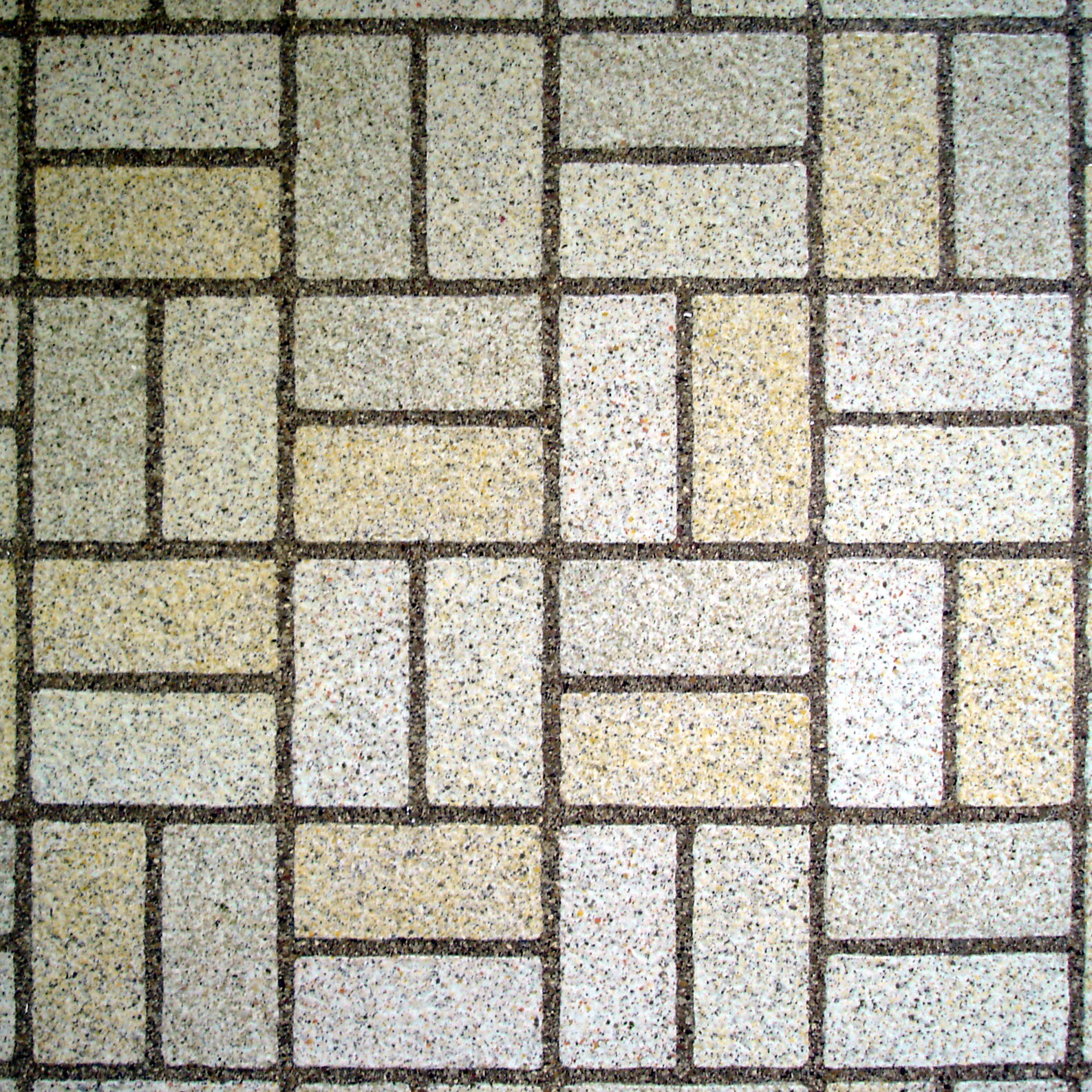
Линолеум в ванной, США
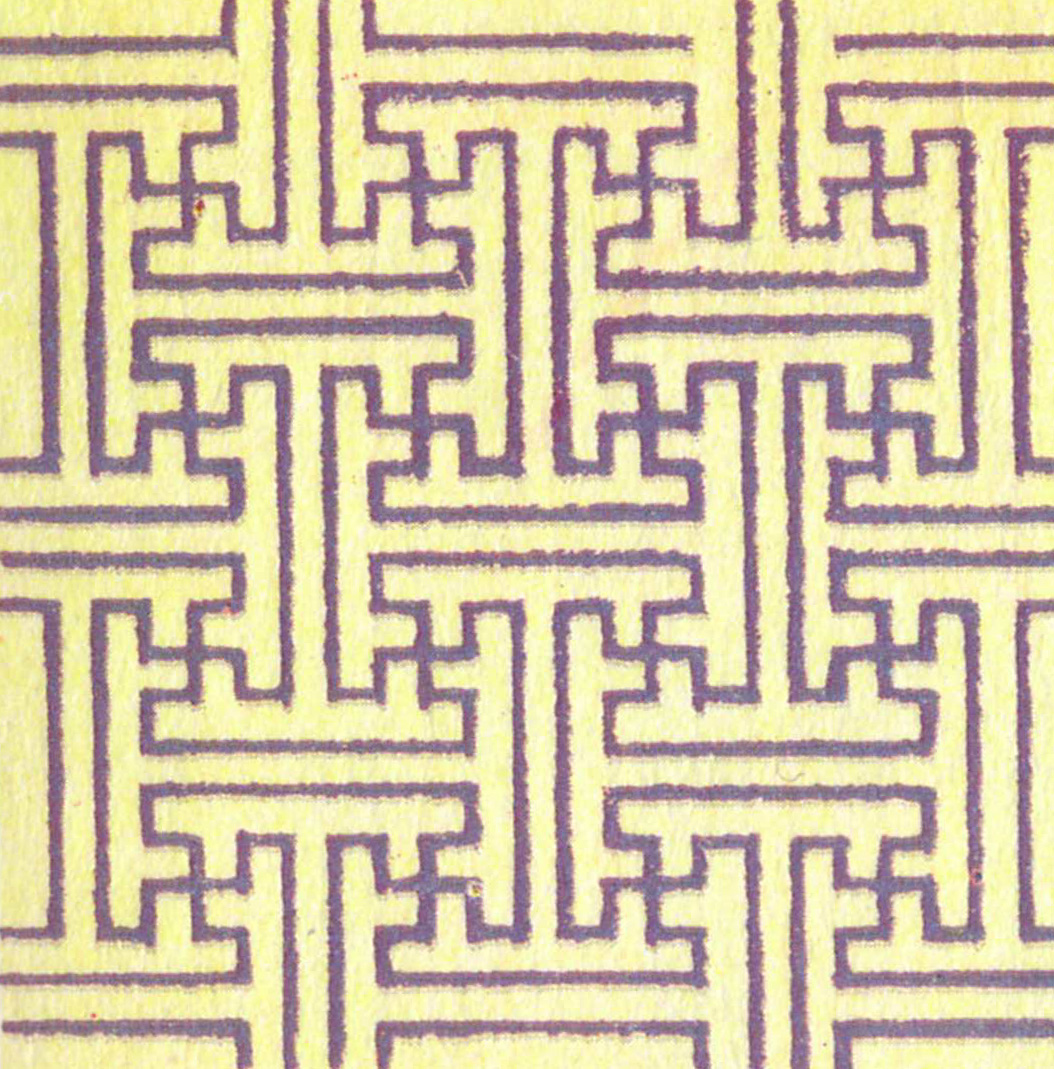
Расписной фарфор, Китай
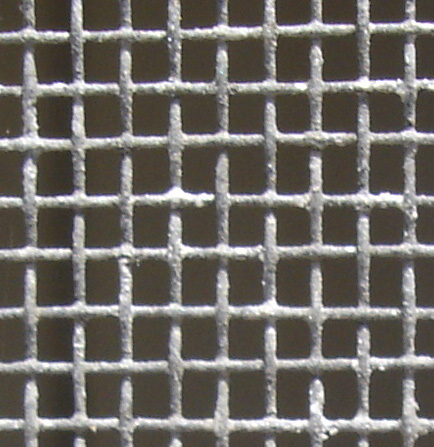
Москитная сетка, США.
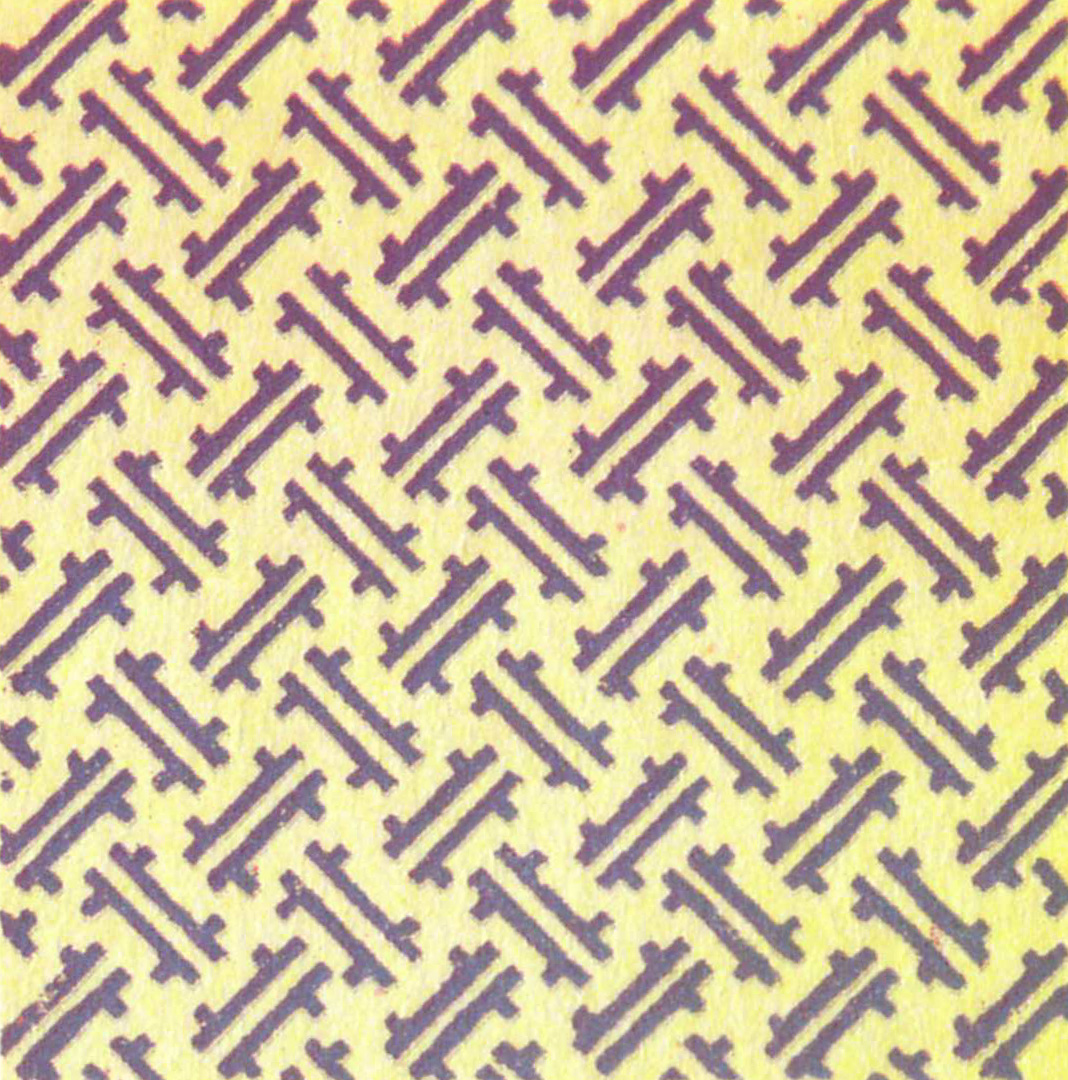
Рисунок, Китай
одна из раскрасок плосконосой квадратной мозаики (см. также pg)

### Группаp3 (333)
- Орбифолдная сигнатура: 333
- Обозначение Коксетера: [(3,3,3)]+ или [3[3]]+
- Решётка: шестиугольная
- Точечная группа: C3

Пример и диаграмма для p3

Структура ячейки для p3

- Группа p3 имеет три различных центра порядка три (120°), но не имеет зеркальных или скользящих симметрий.

Представим мозаику плоскости с равносторонними треугольниками одного размера со стороной, соответствующей наименьшему параллельному переносу. Тогда половина треугольников имеют одну ориентацию, а другая половина симметрична. Группа орнаментов соответствует случаю, когда все треугольники одной ориентации равны, в то время как оба типа имеют вращательную симметрию порядка три, но эти два не равны, не являются зеркальными образами друг друга и оба не симметричны (если оба типа равны, мы имеем p6, если они являются зеркальными образами друг друга, мы имеем p31m, если оба типа симметричны, мы имеем p3m1, если два из этих трёх свойств имеют место, то имеет место и третье, и мы получаем p6m). Для заданного рисунка, возможны три из этих замощений, каждое с центрами вращения в вершинах, то есть для любого замощения возможны два сдвига. В терминах рисунка: вершины могут быть красные, синие или зелёные треугольники.
Эквивалентно, представим замощение плоскости правильными шестиугольниками со стороной, равной наименьшему параллельному переносу, делённому на √3. Тогда эта группа обоев соответствует случаю, когда все шестиугольники равны (и имеют одну и ту же ориентацию) и имеют симметрию вращения порядка три, но при этом нет зеркального отражения (если они имеют вращательную симметрию порядка шесть, получим p6, если есть симметрия относительно главной диагонали, имеем p31m, если есть симметрия относительно прямых, перпендикулярных сторонам, имеем p3m1; если выполняются два из трёх этих свойств, то третье выполняется тоже и мы имеем p6m). Для заданного образа существует три замощения, каждое получается при расположении центров шестиугольников в центрах вращения узора. В терминах рисунка — центрами шестиугольника могут быть красные, синие и зелёные треугольнички.
Примеры группы p3

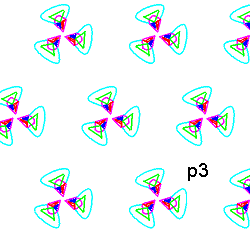
Получено с помощью компьютера
Одна из 8 полуправильных мозаик (если игнорировать цвета: p6). Вектора параллельного переноса чуть сдвинуты по отношению к направлениями нижележащей шестиугольной решётки узора
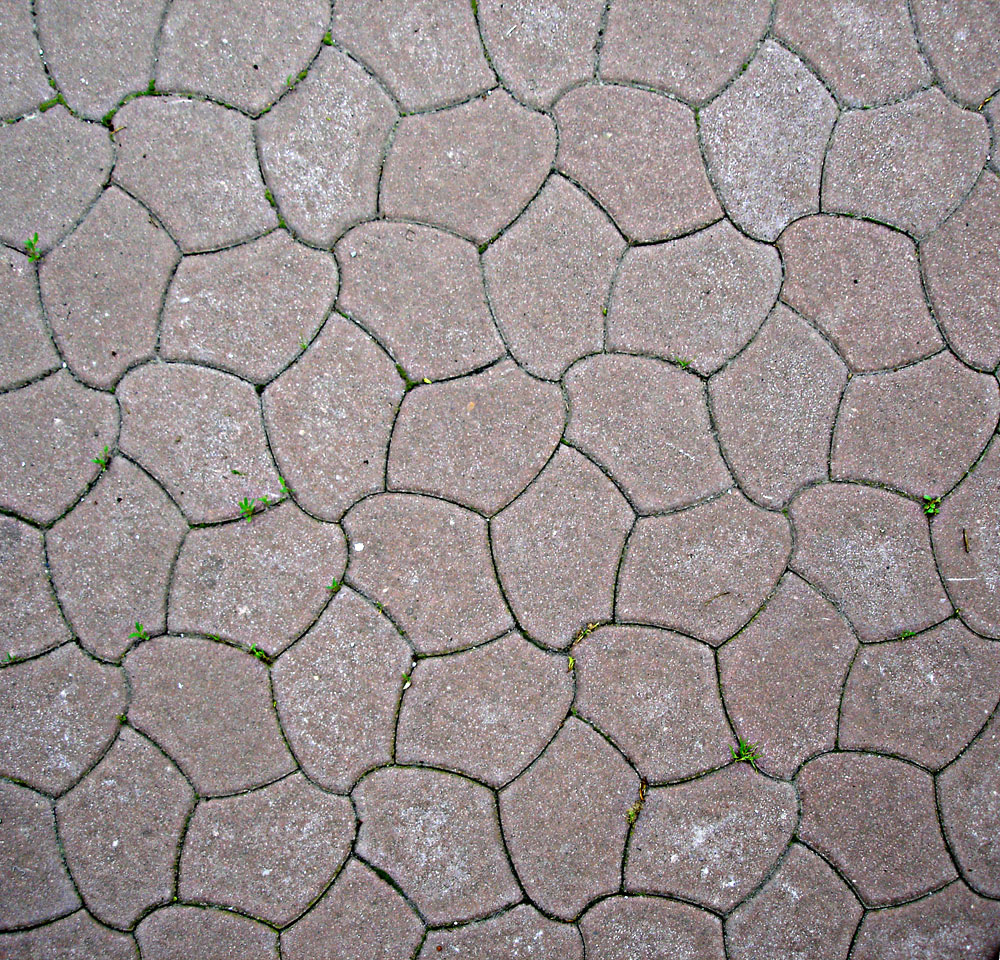
Уличная мостовая в Закопане, Польша
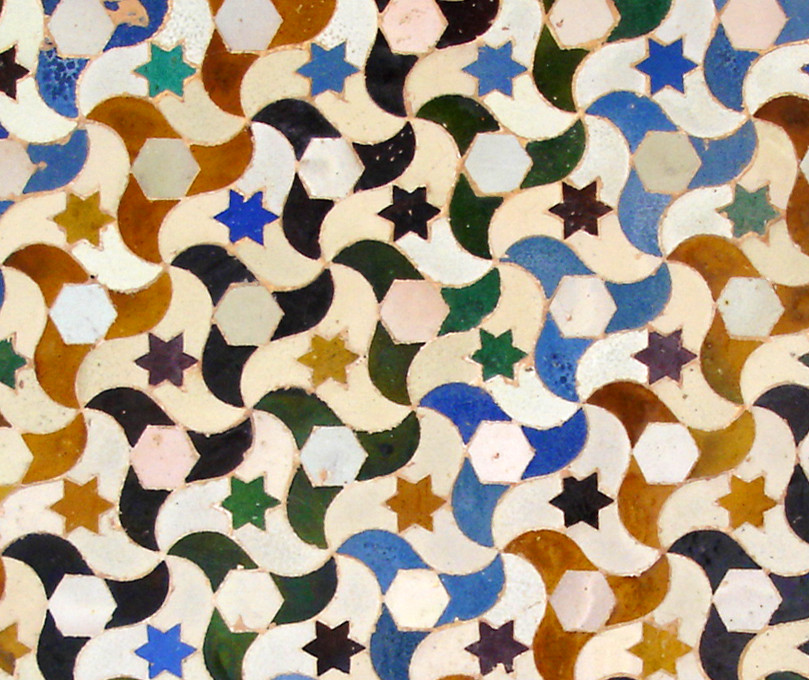
Мозаика на стене в городе Альгамбра, Испания (здесь стена полностью). Если игнорировать все цвета, получим p3 (если игнорировать только цвета звёзд, получим p1)

### Группаp3m1 (*333)
- Орбифолдная сигнатура: *333
- Обозначение Коксетера: [(3,3,3)] или[3[3]]
- Решётка: шестиугольная
- Точечная группа: D3

Пример и диаграмма для p3m1

Структура ячейки для p3m1

- Группа p3m1 имеет три различные центры вращения порядка три (120°). Группа имеет отражения относительно трёх сторон равностороннего треугольника. Центры любого вращения лежат на осях отражения. Существуют дополнительные скользящие симметрии в трёх различных направлениях, оси которых расположены на полпути между смежными параллельными осями отражений.

Подобно группе p3, представим плоскость с равносторонними треугольниками одинакового размера, со стороной, равной наименьшей величине параллельного переноса. Тогда половина треугольников имеет одну ориентацию, а другая половина — обратную ориентацию. Эта группа обоев соответствует случаю, когда все треугольники одной ориентации равны. Оба типа имеют вращательную симметрию порядка три, оба типа симметричны, но они не равны и не являются зеркальным отражением друг друга. Для заданного образа возможны три замощения, каждое имеет вершины в центрах вращения. В терминах рисунка — вершины могут быть красными, тёмно-синими или зелёными треугольничками.
Примеры группы p3m1

Одна из 3 правильных мозаик (игнорируя цвета: p6m)
Другая правильная мозаика (игнорируя цвета: p6m)
Одна из 8 полуправильных мозаик (игнорируя цвета: p6m)
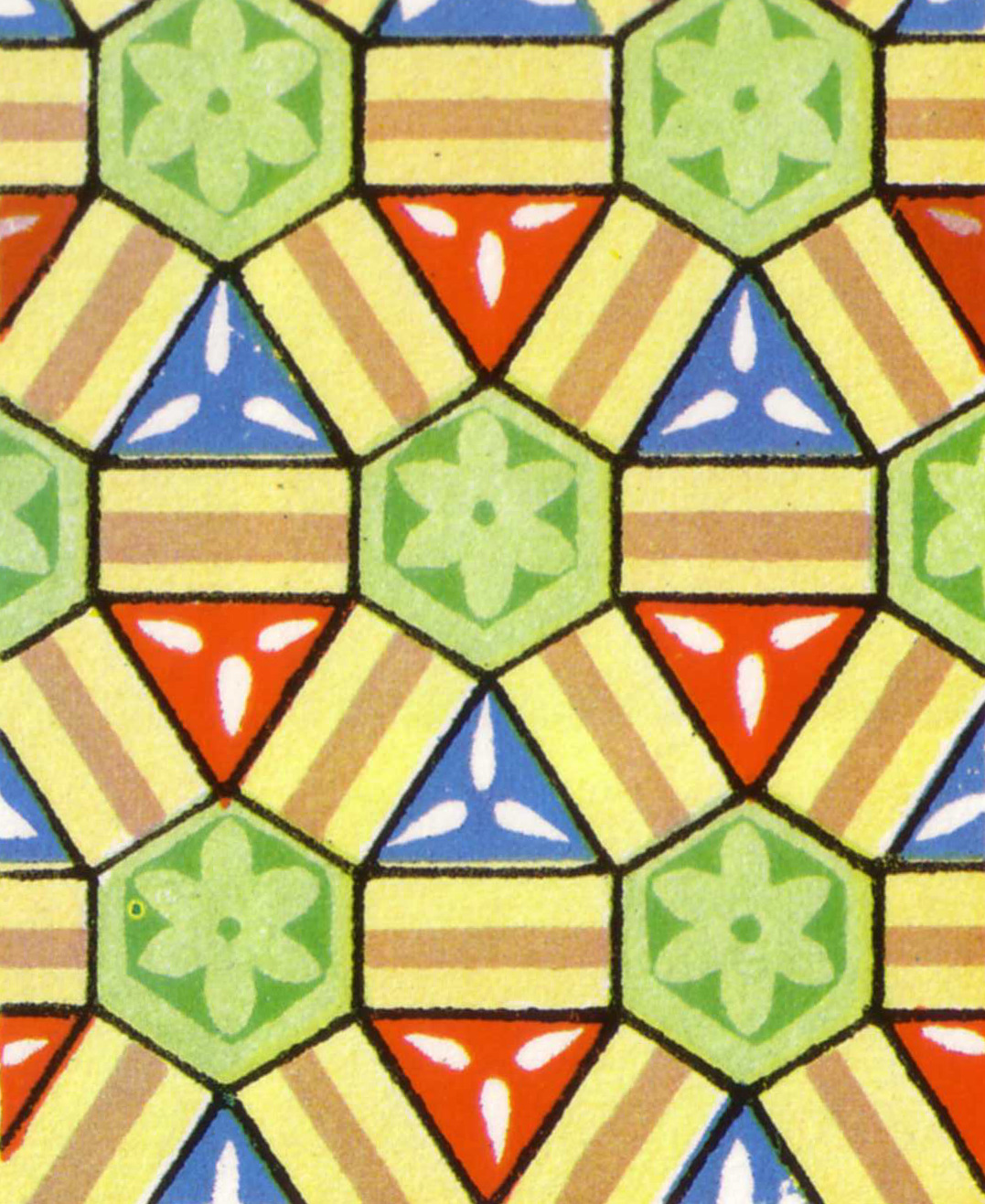
Персидская лессированная мозаика (игнорируя цвета: p6m)
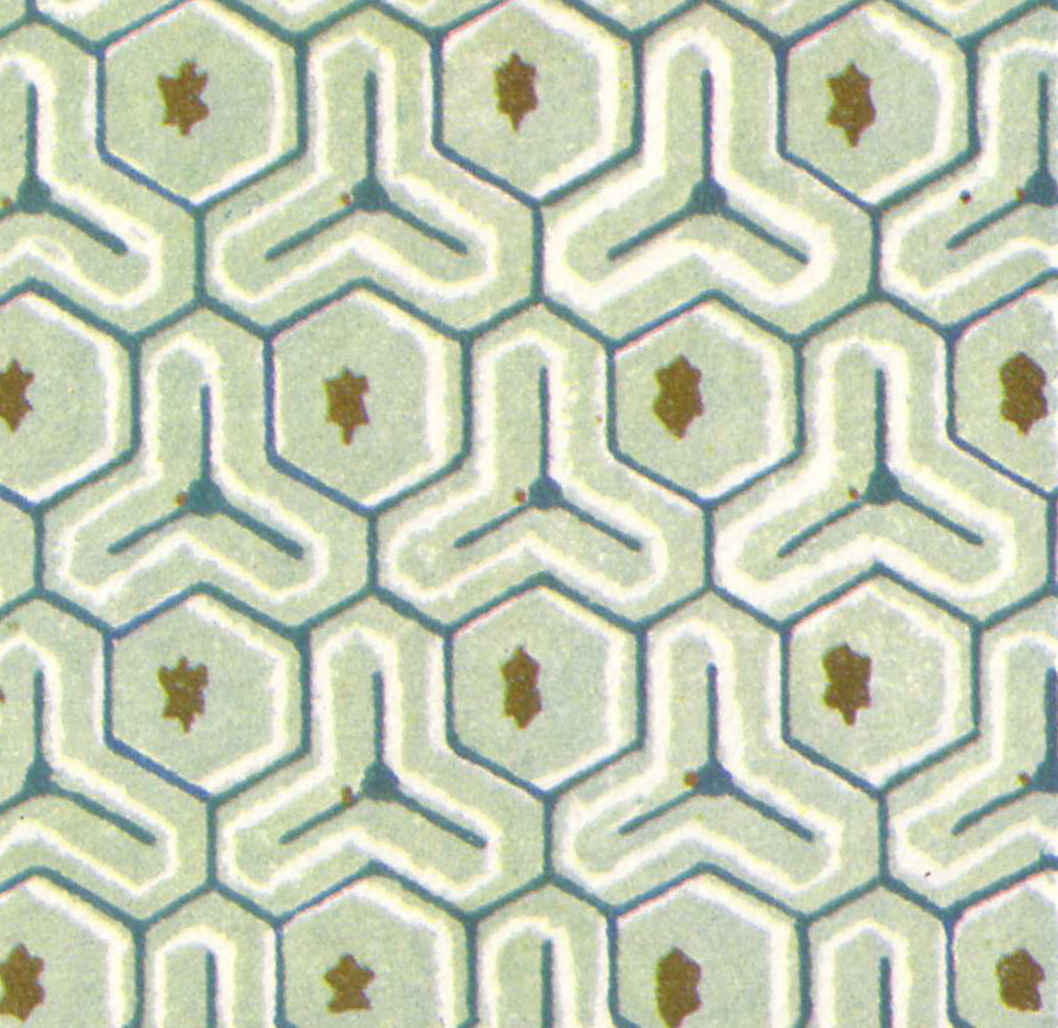
Персидский орнамент
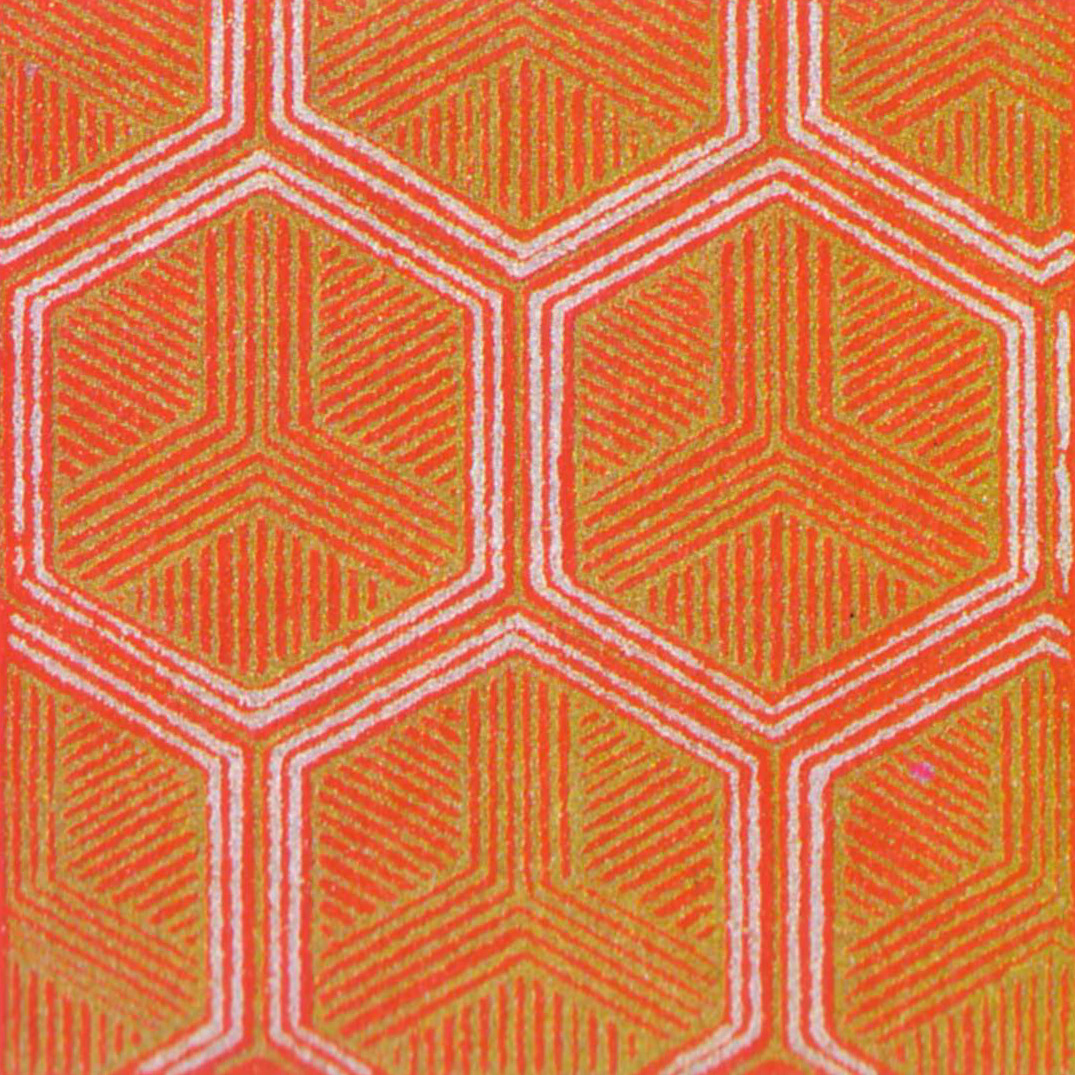
Рисунок, Китай (см. детальное изображение)

### Группаp31m(3*3)
- Орбифолдная сигнатура: 3*3
- Обозначение Коксетера: [6,3+]
- Решётка: шестиугольная
- Точечная группа: D3

Пример и диаграмма для p31m

Структура ячейки для p31m

- Группа p31m имеет три различные центра вращения порядка три (120°), из которых два являются зеркальными образами друг друга. Группа имеет три отражения в трёх различных направлениях. Она имеет по меньшей мере одно вращение, центр которого не лежит на оси зеркальной симметрии. Существуют дополнительные скользящие симметрии в трёх направлениях, оси которых расположены посередине между смежными параллельными осями отражения.

Как для p3 и p3m1, представим замощение плоскости равносторонними треугольниками одного и того же размера, со стороной, равной наименьшему параллельному переносу. Тогда половина треугольников имеет одну ориентацию, а другая половина — противоположную. Группа обоев соответствует случаю, когда все треугольники одной ориентации равны, в то время как оба типа имеют вращательную симметрию порядка три и каждый является зеркальным отражением другого, но треугольники себе не симметричны и не равны. Для данного образа возможно только одно замощение. В терминах рисунка — вершинами не могут быть тёмно-синие треугольнички.
Примеры группы p31m

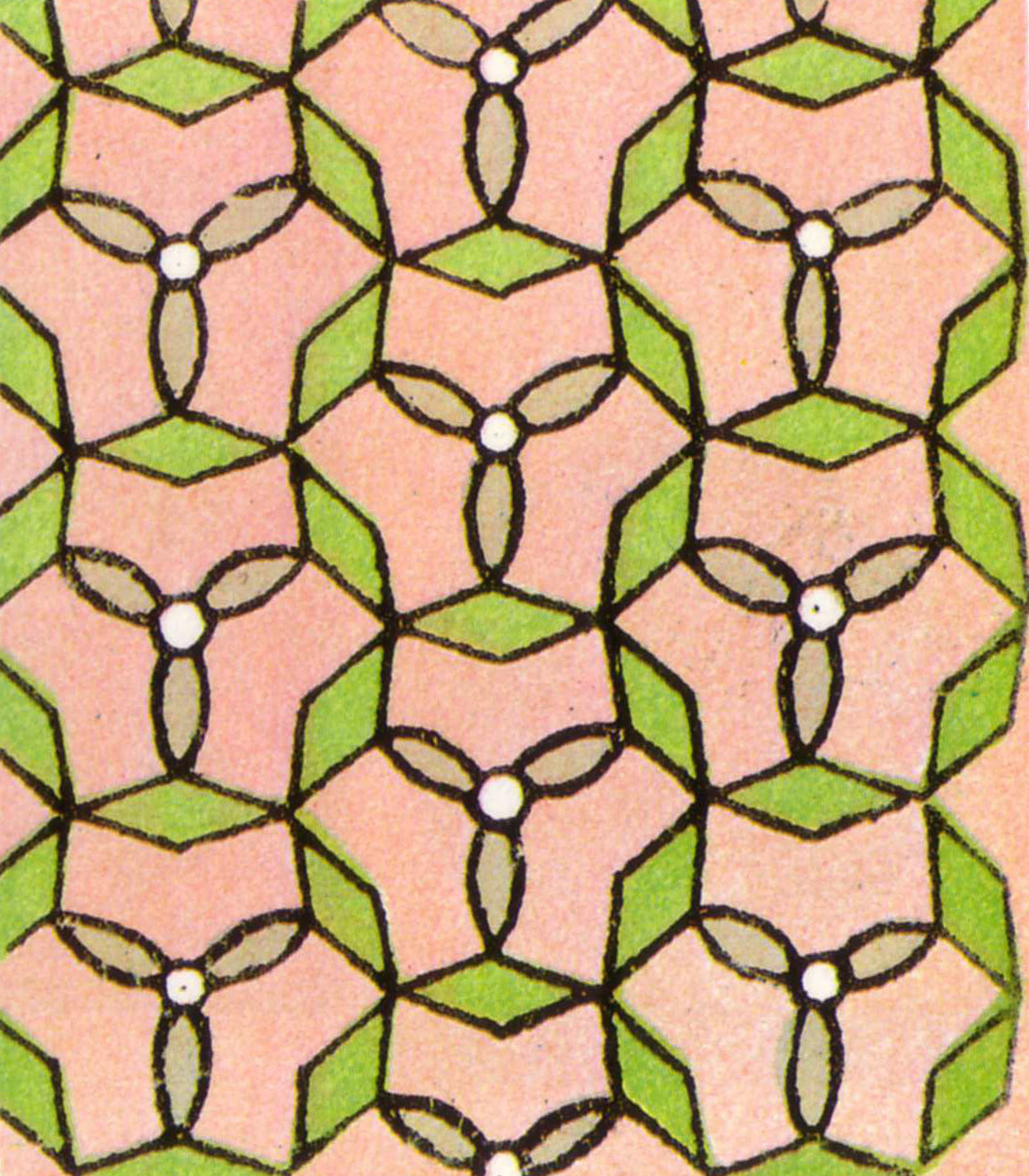
Персидская лессированная мозаика
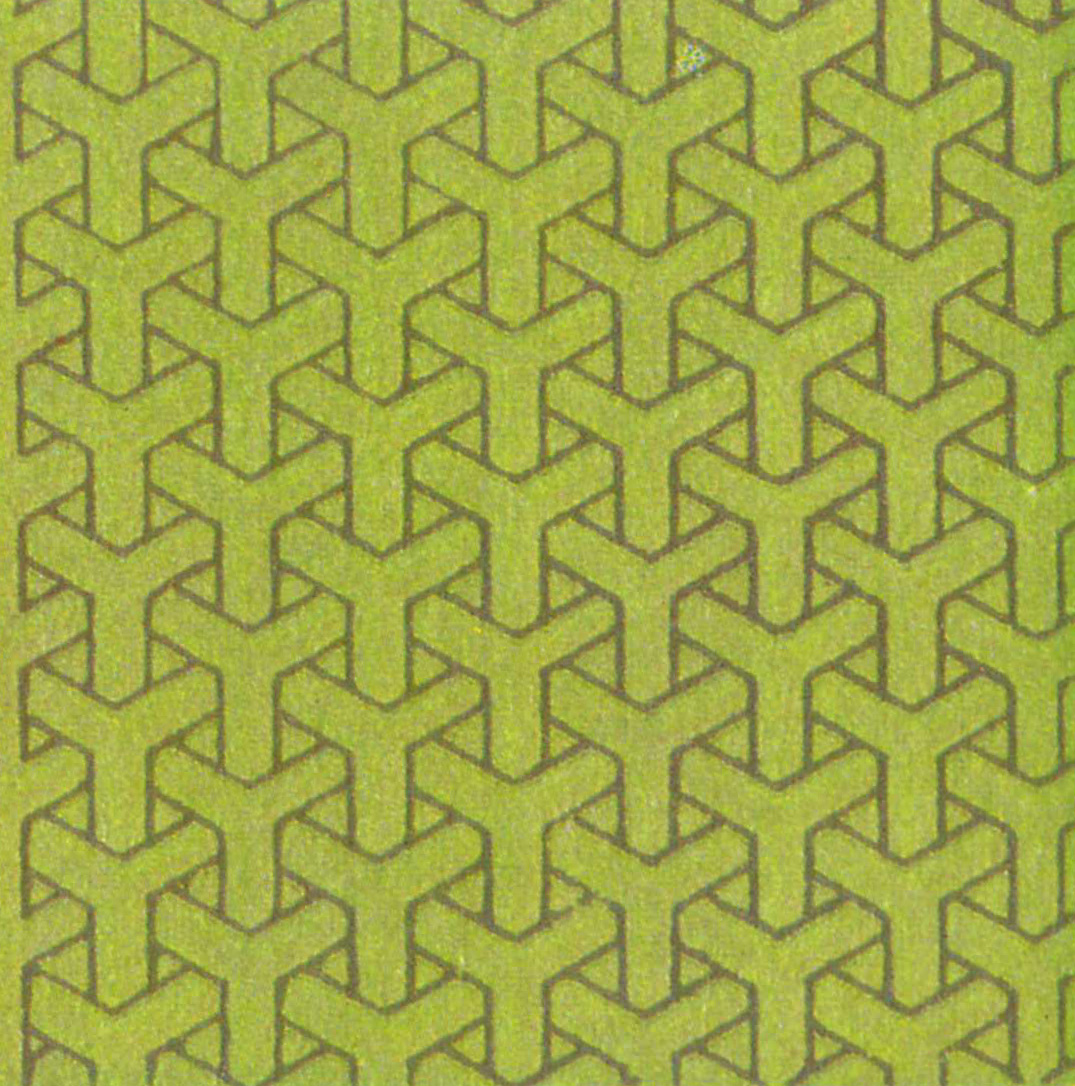
Расписной фарфор, Китай
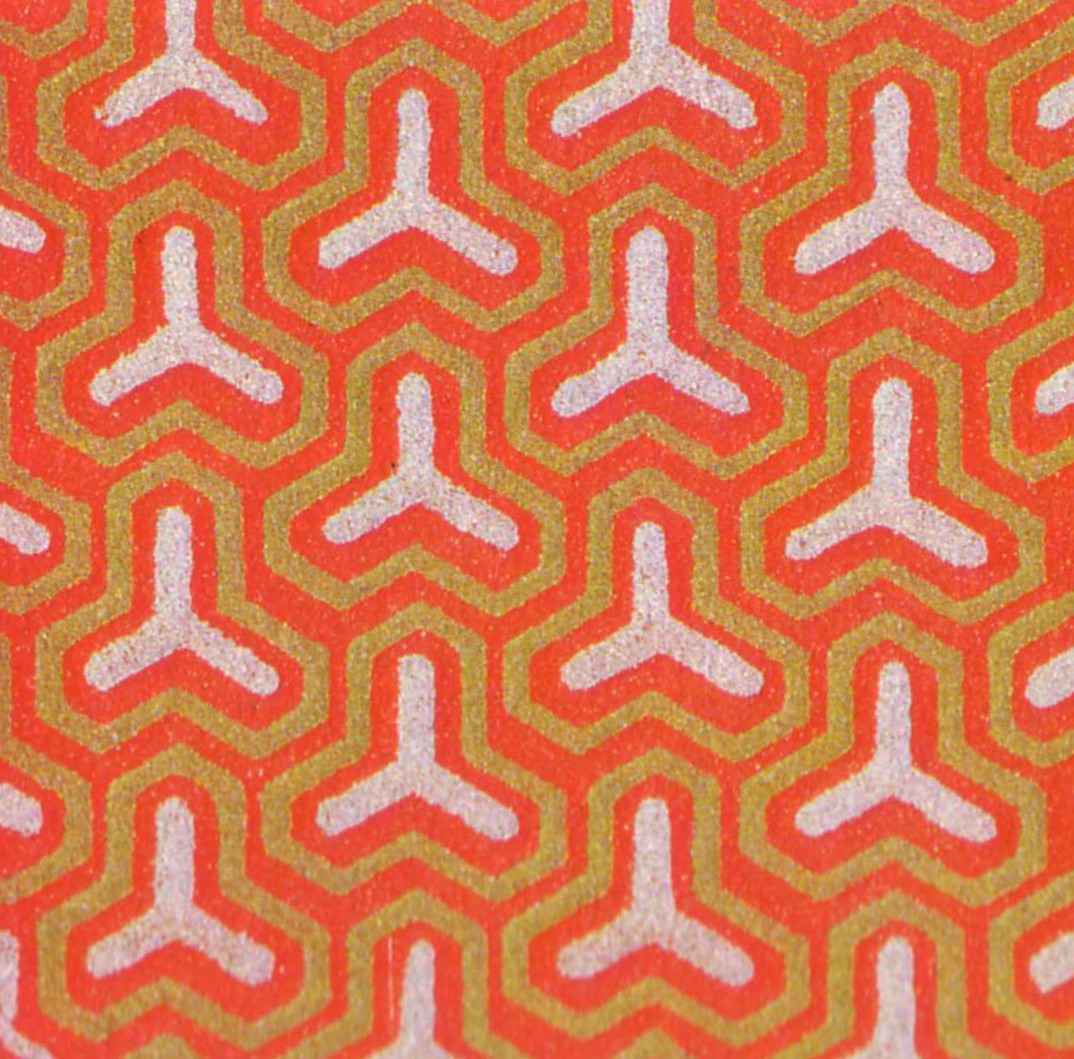
Рисунок, Китай
Компактная упаковка кругов двух размеров

### Группаp6 (632)
- Орбифолдная сигнатура: 632
- Обозначение Коксетера: [6,3]+
- Решётка: шестиугольная
- Точечная группа: C6

Пример и диаграмма для p6

Структура ячейки для p6

- Группа p6 имеет один центр вращения порядка шесть, которые отличаются только вращением на 60°. Она имеет также два центра вращения порядка три, которые отличаются только вращением на 120° и три порядка два (180°). Группа не имеет отражений или скользящих симметрий.

Узор с такой симметрией можно считать мозаикой плоскости с равными треугольными плитками с симметрией C3, или эквивалентно, замощение плоскости равными шестиугольными плитками с симметрией C6 (при этом края плиток не обязательно будут частью узора).
Примеры группы p6

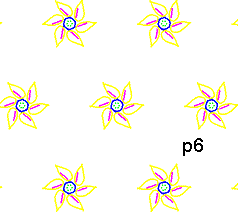
Создано компьютером
Правильные многоугольники
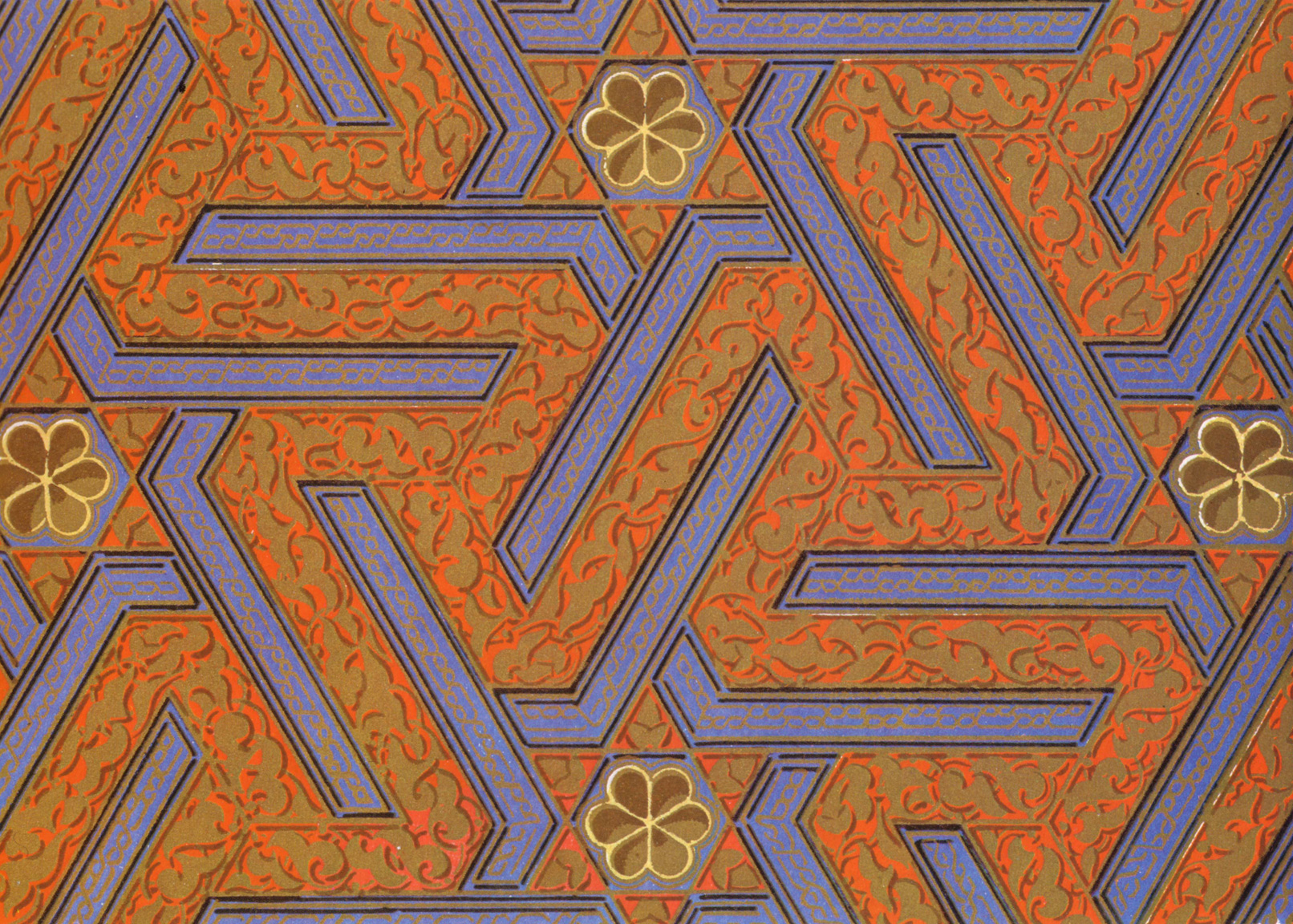
Обшивка стены, Альгамбра, Испания
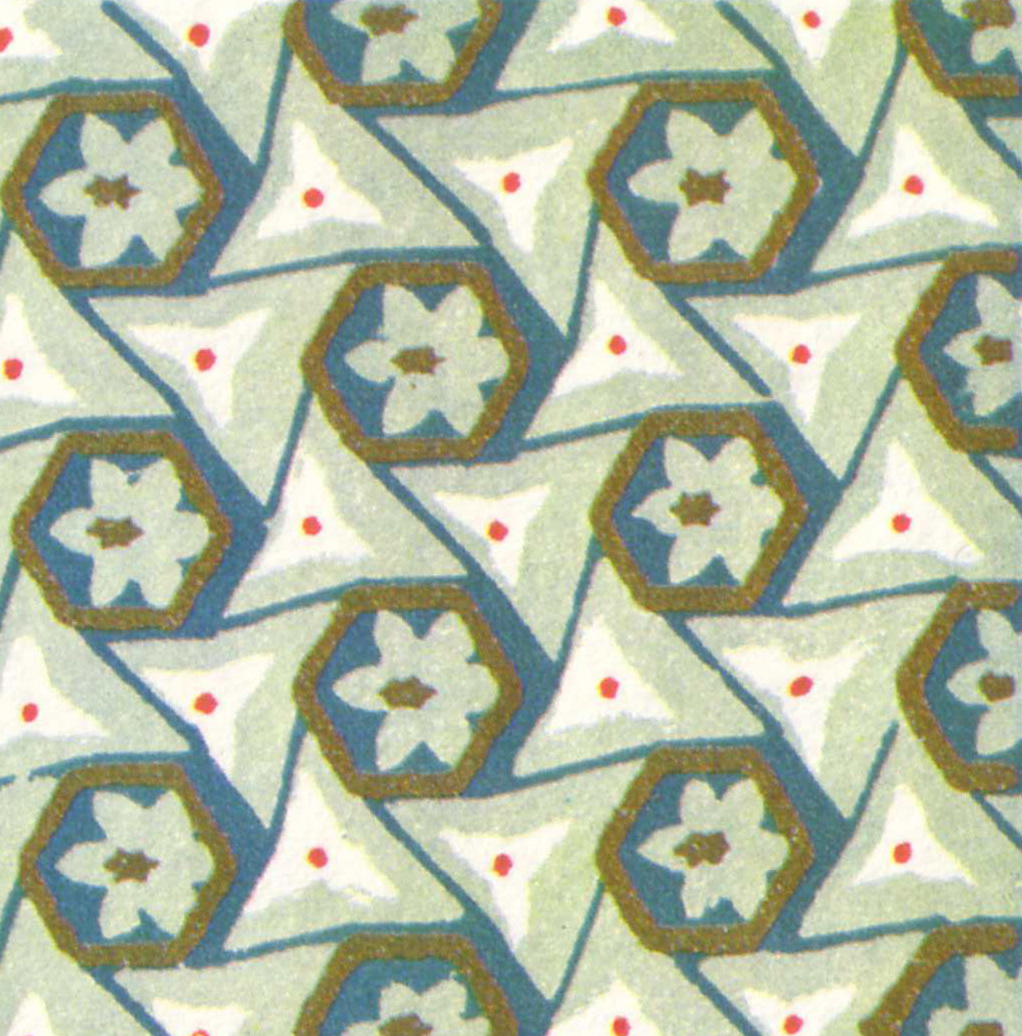
Персидский орнамент

### Группаp6m(*632)
- Орбифолдная сигнатура: *632
- Обозначение Коксетера: [6,3]
- Решётка: шестиугольная
- Точечная группа: D6

Пример и диаграмма для p6m

Структура ячейки для p6m

- Группа p6m имеет один центр вращения порядка шесть (60°). Она имеет также два центра вращения порядка три, которые отличаются только вращением на 60°, и три порядка два, которые отличаются только вращением на 60°. Группа имеет также отражения в шести различных направлениях. Существуют дополнительные скользящие симметрии в шести различных направлениях, оси которых расположены посередине между двумя смежными параллельными осями отражения.

Узор с этой симметрией можно рассматривать как мозаику на плоскости с равными треугольными плитками с симметрией D3, или эквивалентно, замощение плоскости равными шестиугольными плитками с симметрией D6 (края плиток не обязательно являются частью узора). Простейшие примеры — шестиугольная решётка с соединяющими прямыми или без них и шестиугольная мозаика с одним цветом для контуров шестиугольников и другим для фона.
Примеры группы p6m

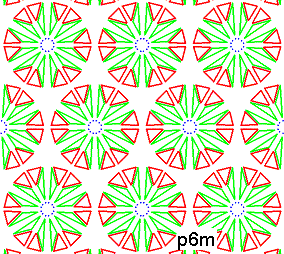
Сгенерировано компьютером
Одна из 8 полуправильных мозаик
Другая полуправильная мозаика
Другая полуправильная мозаика
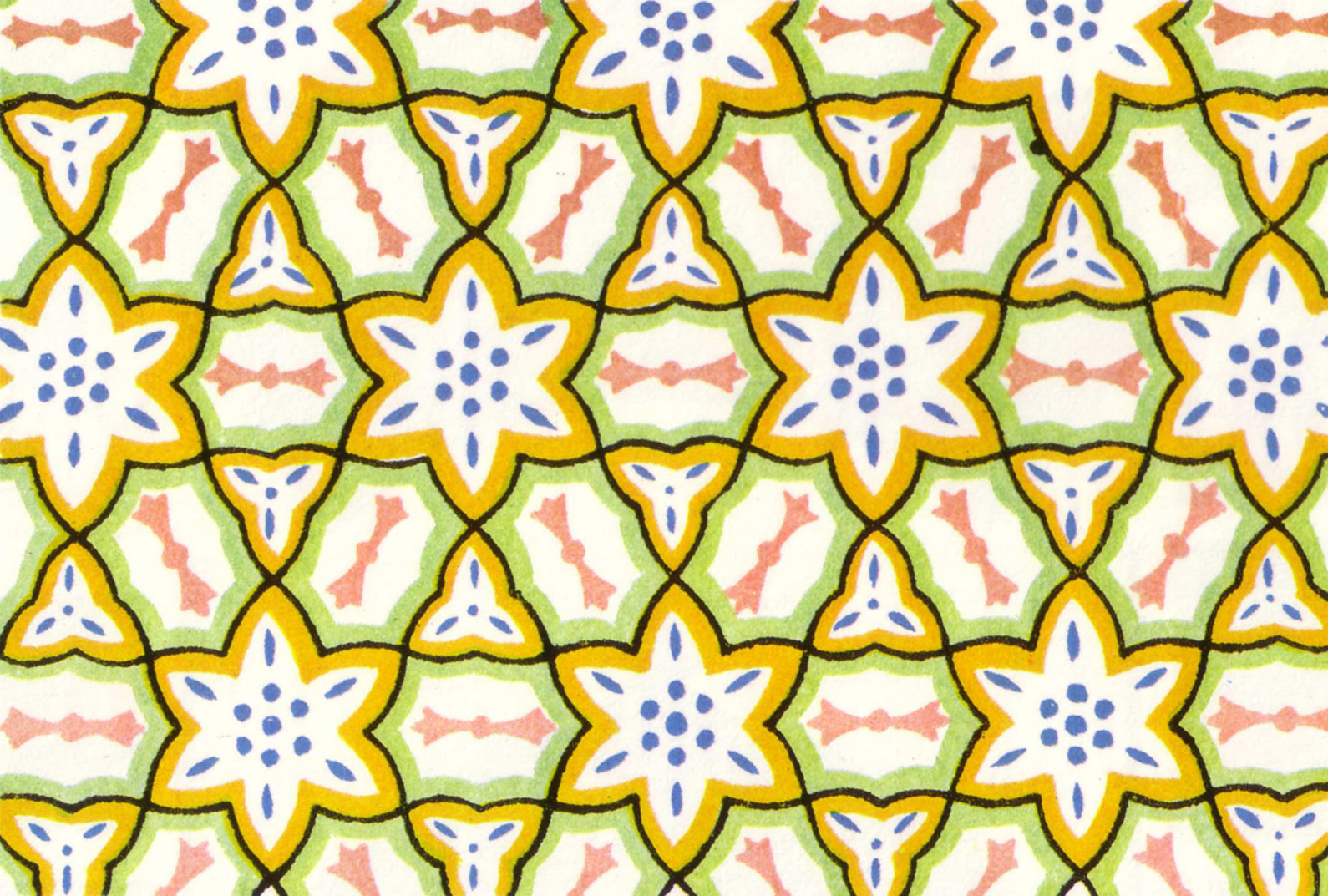
Персидская лессированная мозаика
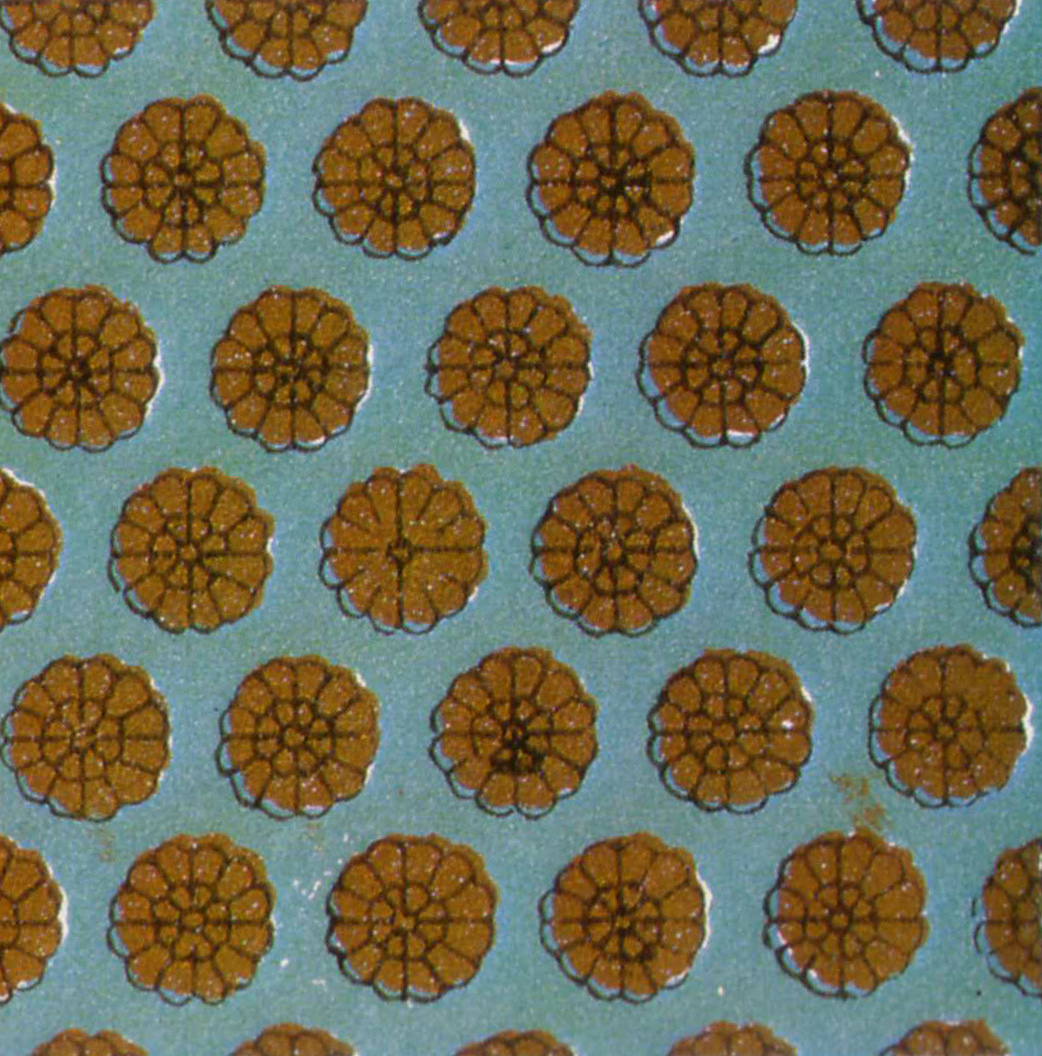
Одежда короля, Дур-Шаррукин, Ассирия. Это почти p6m (если игнорировать внутренние части цветков, получим cmm)
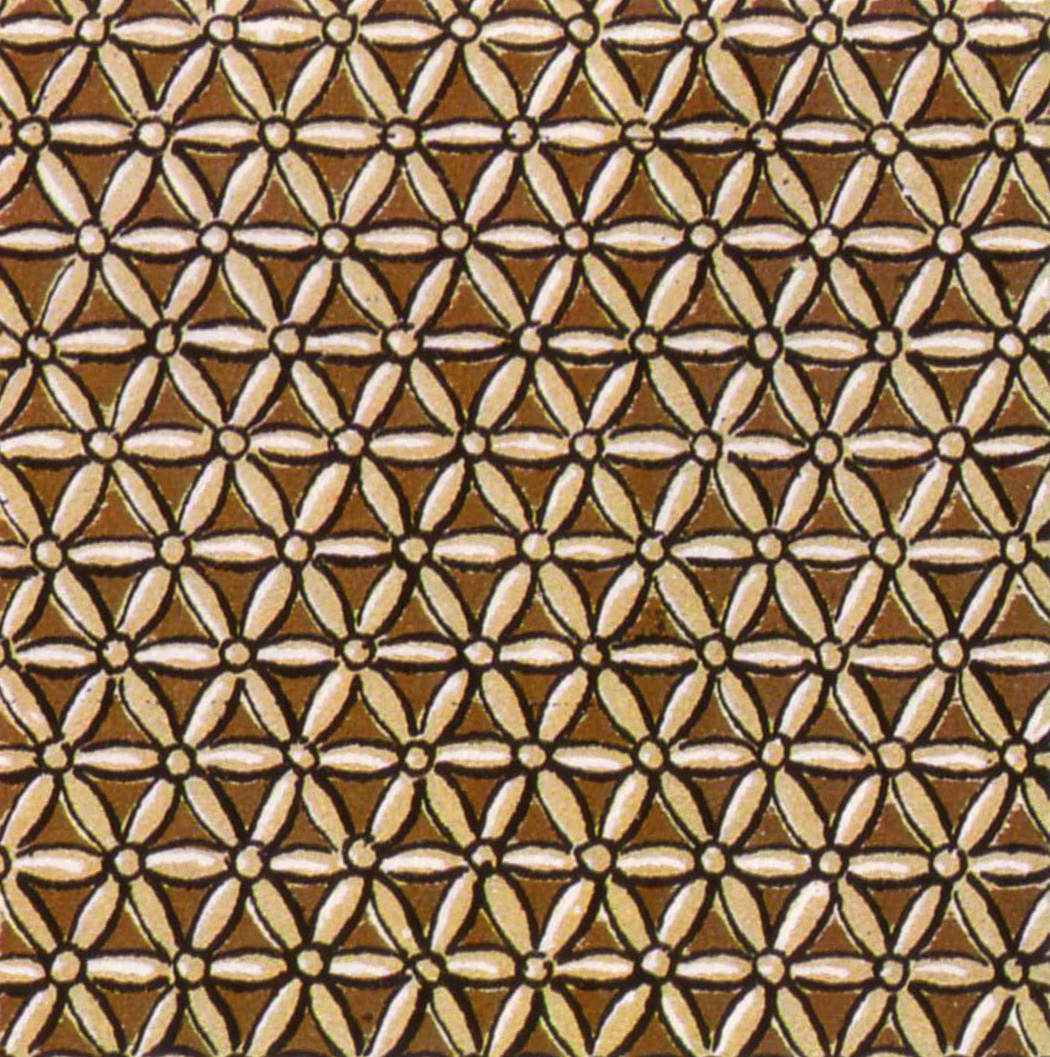
Бронза сосуд из Нимруда, Ассирия
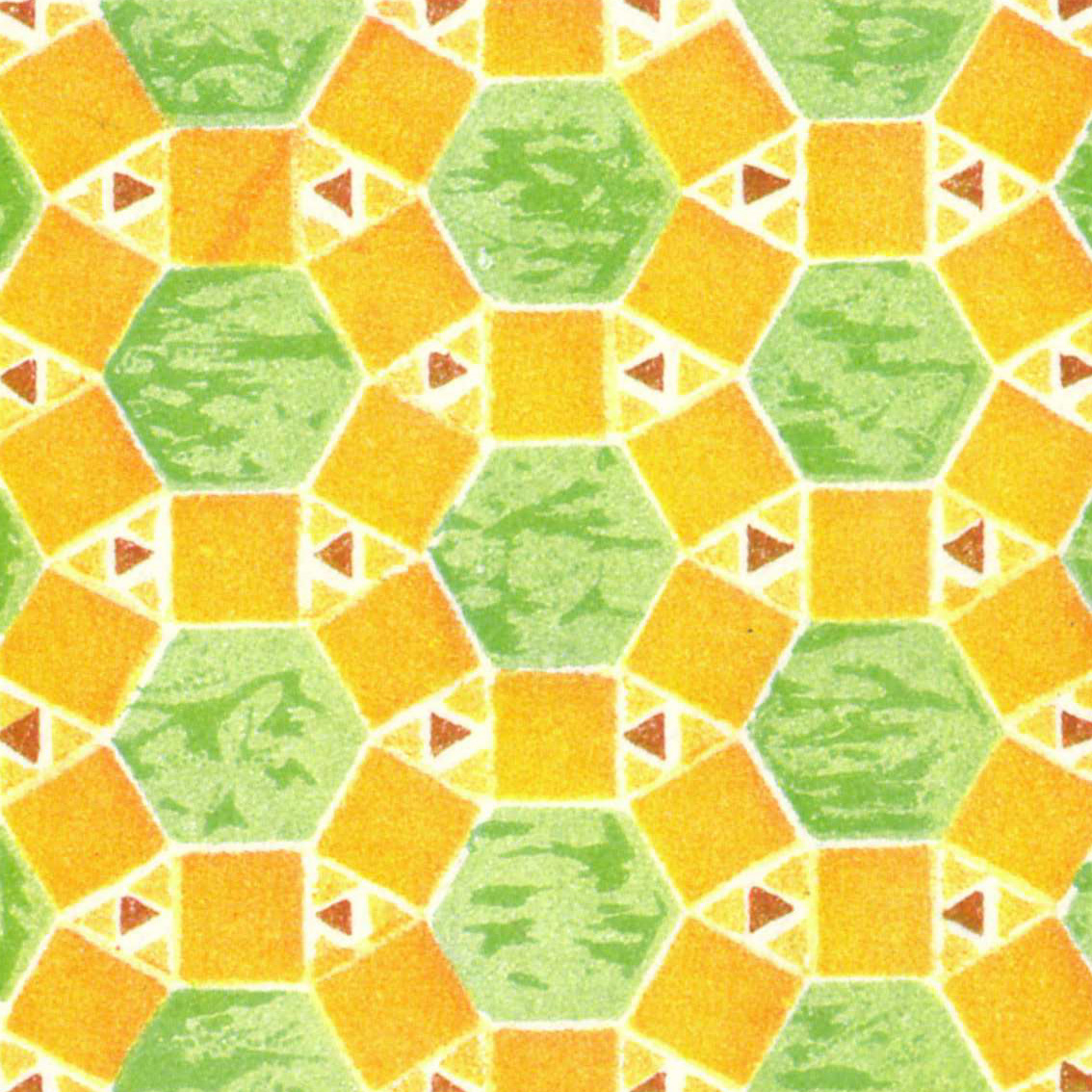
Византийский мраморный тротуар, Рим
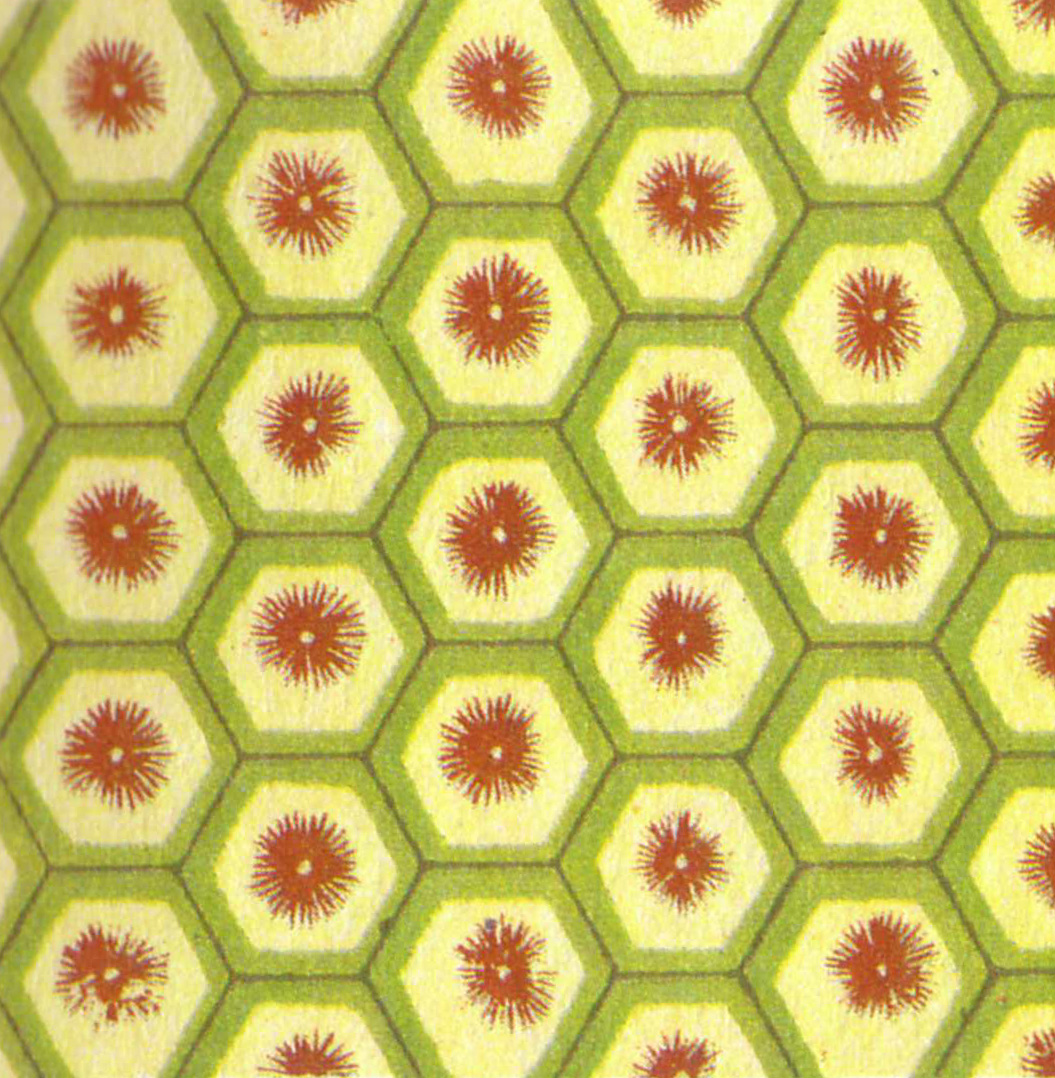
Расписной фарфор, Китай
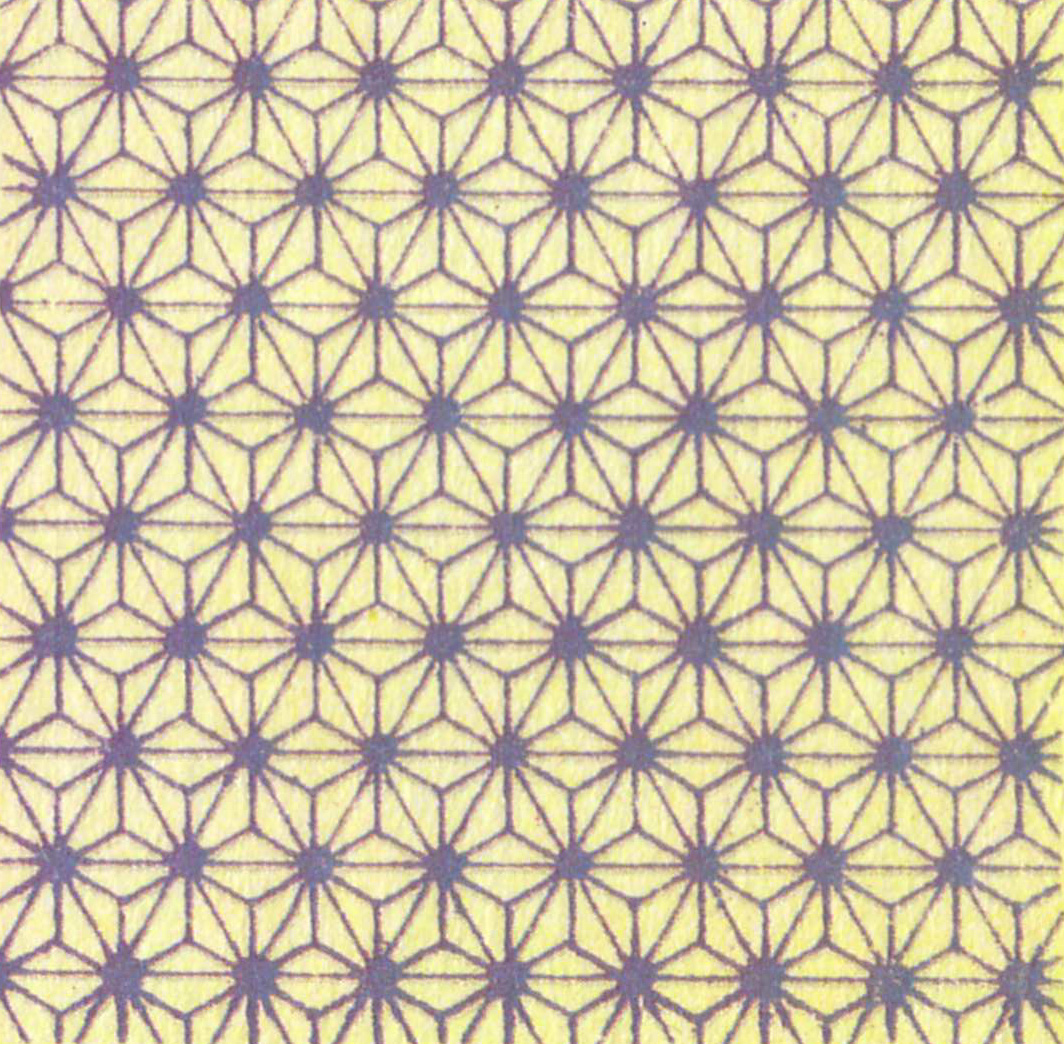
Расписной фарфор, Китай
Компактная упаковка кругов двух размеров
Другая компактная упаковка кругов двух размеров

## Типы решёток
Существует пять типов решёток (решётки Браве), соответствующих пяти группам орнаментов самих решёток. Группа орнаментов узора с этой решёткой симметрии параллельного переноса не может иметь больше, но может иметь меньше симметрий, чем сама решётка.
- В 5 случаях вращательной симметрии порядка 3 или 6, единичная ячейка состоит их двух равносторонних треугольников (шестиугольная решётка, сама по себе p6m). Они образуют ромбы с углами 60° и 120°.
- В 3 случаях вращательной симметрии порядка 4 ячейка является квадратом (квадратная решётка, сама по себе p4m).
- В 5 случаях отражения или скользящей симметрии, но не одновременно, ячейка является прямоугольником (прямоугольная решётка, сама по себе pmm). Специальные случаи: квадрат.
- В 2 случаях отражения вместе со скользящей симметрией ячейка является ромбом (ромбическая решётка, сама по себе cmm). Решётку можно интерпретировать как центрированная прямоугольная решётка. Специальные случаи: квадрат, шестиугольная ячейка.
- В случае только вращательной симметрии порядка 2 и отсутствия других симметрий, отличных от параллельного переноса, ячейка, в общем случае, является параллелограммом (параллелограммная или косая решётка, сама по себе p2). Специальные случаи: ячейка в виде прямоугольника, квадрата, ромба, шестиугольника.

## Группы симметрии
Фактическую группу симметрии нужно отличать от группы орнаментов. Группы орнаментов являются набором групп симметрии. Существует 17 таких наборов, но для каждого набора существует бесконечно много групп симметрии в смысле фактических групп изометрий. Они зависят, отдельно от группы орнаментов, числом параметров векторов параллельного переноса, ориентацией и положением осей зеркальной симметрии и центров поворота.
Число степеней свободы равно:
- 6 для p2
- 5 для pmm, pmg, pgg, and cmm
- 4 для остальных.

Однако, внутри каждой группы орнаментов, все группы симметрий алгебраически изоморфны.
Некоторые изоморфизмы групп симметрий:
- p1: Z2
- pm: Z × D∞
- pmm: D∞ × D∞.

## Зависимость групп орнаментов при трансформациях
- Группа орнаментов узора инвариантна по изометриям и однородному масштабированию[англ.] (преобразованию подобия).
- Параллельный перенос сохраняется при произвольном биективном аффинном преобразовании.
- Вращательная симметрия порядка два — то же самое. Это означает, что центров 4- и 6-кратных вращений сохраняют по меньшей мере 2-кратное вращение.
- Отражение относительно прямой и скользящая симметрия сохраняются при растяжении/сжатии вдоль оси симметрии или перпендикуляра к ней. Это меняет p6m, p4g и p3m1 в cmm, p3m1 в cm и p4m в зависимости от направления растяжения/сжатия, в pmm или cmm.

Заметим, что, если преобразование уменьшает симметрию, преобразование того же вида (обратное), очевидно, для того же узора симметрию увеличивает. Такое свойство узора (например, расширение в одном направлении даёт узор с четырёхкратной симметрией) не считается видом дополнительной симметрии.
Замена цветов не влияют на группу орнаментов если любые две точки, имеющие один цвет до изменения, также будут иметь тот же цвет после замены, и, если любые две точки, имеющие разные цвета до замены, будут иметь различные цвета после замены.
Если первое выполняется, а второе нет, как в случае приведения изображения к чёрно/белому, симметрии сохранятся, но могут увеличиться, так что группа обоев может измениться.

## Веб-сайты и программное обеспечение
Некоторые программные продукты позволяют создавать двумерные узоры с помощью групп симметрии орнаментов. Обычно можно редактировать исходную плитку и все копии плитки в узоре обновляются автоматически.
- MadPattern Архивная копия от 16 октября 2018 на Wayback Machine, свободный набор шаблонов Adobe Illustrator, которые поддерживают 17 групп орнаментов
- Tess Архивная копия от 28 декабря 2017 на Wayback Machine, nagware программа создания замощений для ряда платформ, поддерживает все орнаменты, бордюры, и групп розетки, а также мозаики Хииша.
- Kali, графический онлайн-аплет редактирования симметрий.
- Kali Архивная копия от 21 ноября 2020 на Wayback Machine, свободно загружаемая программа для Windows и Mac Classic.
- Inkscape, свободный векторный графический редактор, поддерживает все 17 групп, плюс произвольное масштабирование, сдвиги, повороты и изменение цветов по строкам или по столбцам. (См.  Архивная копия от 16 октября 2018 на Wayback Machine)
- SymmetryWorks Архивная копия от 21 ноября 2018 на Wayback Machine является коммерческим плагином для Adobe Illustrator, поддерживает все 17 групп.
- Arabeske является свободным самостоятельным продуктом, поддерживает подмножество групп орнаментов.